# 世にも奇妙な物語の放映作品一覧
世にも奇妙な物語の放映作品一覧（よにもきみょうなものがたりのほうえいさくひんいちらん）は、テレビドラマ『世にも奇妙な物語』内で放送されたドラマ作品を一覧にしたもの。ここでは各話のタイトル、出演者、制作者、原作などを一覧表にして記載する。
『世にも奇妙な物語』は1990年から一般ドラマ枠で放送が始まり、1990年に第1シリーズ、1991年に第2シリーズ、1992年に第3シリーズが放送された。その後は番組改編期のスペシャル（特別番組）枠で放送されている。
| 目次                                                                                              |
| ------------------------------------------------------------------------------------------------- |
| 一般ドラマ（第1シリーズ - 第2シリーズ - 第3シリーズ）                                             |
| 特別編（1990年 - 1991年 - 1992年 - 1993年 - 1994年 - 1995年 - 1996年 - 1997年 - 1998年 - 1999年   |
| 2000年 - 2001年 - 2002年 - 2003年 - 2004年 - 2005年 - 2006年 - 2007年 - 2008年 - 2009年           |
| 2010年 - 2011年 - 2012年 - 2013年 - 2014年 - 2015年 - 2016年 - 2017年 - 2018年 - 2019年           |
| 2020年 - 2021年 - 2022年 - 2023年 - 2024年 - 2025年）                                             |
| アバンストーリー（超短編）（第1シリーズから第2シリーズ - 特別編 - 15周年の特別編 - 2006秋の特別編 |
| 2014秋の特別編 - 2017春の特別編 - 2017秋の特別編 - 2018春の特別編）- 関連項目                     |

凡例
脚： 脚本 監： 監督 演： 演出
この色の付いたセルはスペシャル枠で放送された特別編または劇場公開された映画版。
※制作会社欄で「セントラル・アーツ」と記載されている作品については、実際に制作を請け負っているのは東映である。これはレギュラー版放送していた当時、東映がテレビ朝日と共同制作で、当時裏番組であった木曜時代劇を放送していた為、東映が制作を担当していた回では、セントラル・アーツと表記していた為である。
他にも「アスプロデュース（現・ネクストプロデュース）」と記載されている作品については、実際に制作を請け負っているのはユニオン映画である。

## 1990年（第1シリーズ）
| 放送日時                    | タイトル             | 主演 準主演                             | その他の出演者                                                | その他の出演者                                                | 制作会社 スタッフ                                       | 原作・原案                  |
| 4月19日（木） 視聴率：14.3% | 恐怖の手触り         | 中山美穂 ジョニー大倉                   | 井上裕季子 坂田祥一郎 内藤達也                                | 井上裕季子 坂田祥一郎 内藤達也                                | 共同テレビ 武上純希 土屋斗紀雄（脚） 鈴木雅之（演）     |                             |
| 4月19日（木） 視聴率：14.3% | 噂のマキオ           | 坂上香織                                | 山田久子 茅野佐智恵 児玉頼信 ただのあっ子                     | 山田久子 茅野佐智恵 児玉頼信 ただのあっ子                     | 共同テレビ 戸田山雅司（脚） 星護（演）                  |                             |
| 4月19日（木） 視聴率：14.3% | 楊貴妃の双六         | 野村宏伸 中村あずさ 今福将雄            | 須間一也 筧利夫 勝俣州和 大野貴保                             | 若尾義昭 加勢秀雄 井上泰雄 坂井順子                           | 共同テレビ 土屋斗紀雄（脚） 林誠人（脚） 小椋久雄（演） |                             |
| 5月3日（木） 視聴率：11.6%  | ロッカー             | 織田裕二 段田安則                       | 菅田俊 小形雄二 斉藤暁                                        | 大久保了 荒川修 匠恒明                                        | KANOX 橋本以蔵（脚） 土屋斗紀雄（脚） 瀧川治水（演）    |                             |
| 5月3日（木） 視聴率：11.6%  | 闇の精霊たち         | 岸田今日子 竹田高利 小沢仁志 岡本夏生   | 伍代参平 荻原靖高 鮎川昌平                                    | 中台愛美 広瀬礼織奈 高橋千代美 村野忠正                       | KANOX 扇澤延男（脚） 小川定孝（演）                     |                             |
| 5月3日（木） 視聴率：11.6%  | マイホーム           | 早見優 中島久之 織本順吉                | 重田千穂子 水木薫 橘雪子 石黒正男 大河聖治                    | 重田千穂子 水木薫 橘雪子 石黒正男 大河聖治                    | KANOX 日比野木實（脚） 国本雅広（演）                   |                             |
| 5月17日（木） 視聴率：17.1% | 死体くさい           | 関根勤 高樹澪                           | ルー大柴 剛州 山中伊知郎 木村翠 甲斐美穂                      | ルー大柴 剛州 山中伊知郎 木村翠 甲斐美穂                      | PDS 小野沢美暁（脚） 津崎敏喜（演）                     |                             |
| 5月17日（木） 視聴率：17.1% | ゴミが捨てられない   | 桜田淳子 新井康弘                       | 北城真紀子 小林ひさよ 深谷隆                                  | 羽根田陽一 山口佐知子 吾妻大介                                | PDS 小野沢美暁（脚） 久野浩平（演）                     |                             |
| 5月17日（木） 視聴率：17.1% | 息づまる食卓         | 益岡徹                                  | 佐々木一成 沢田里沙                                           | 佐々木一成 沢田里沙                                           | PDS 小野沢美暁（脚） 吉田啓一郎（演）                   |                             |
| 6月7日（木） 視聴率：14.1%  | プレゼント           | 国生さゆり 永瀬正敏 柄沢次郎 沢向要士   | 遠藤真希 和久井志保                                           | 仲川佳宏 関口信彦 荻原等司                                    | セントラル・アーツ 島田満（脚） 今関あきよし（監）      | 本間勇輔 （音楽）           |
| 6月7日（木） 視聴率：14.1%  | 殺人者は後悔する     | 阿藤海 大場久美子                       | 中西良太 家富洋二 坂上和子                                    | 中西良太 家富洋二 坂上和子                                    | セントラル・アーツ 信本敬子（脚） 田中秀夫（監）        | 本間勇輔 （音楽）           |
| 6月7日（木） 視聴率：14.1%  | 親切すぎる家族       | 古尾谷雅人 沖直美 風見章子              | 小笠原亜里沙 清水万里 五野上力 小甲登枝恵                     | 小笠原亜里沙 清水万里 五野上力 小甲登枝恵                     | セントラル・アーツ 浦沢義雄（脚） 坂本太郎（監）        | 本間勇輔 （音楽）           |
| 6月28日（木） 視聴率：13.1% | 猿の手様             | 布施博 清水ミチコ                       | 綾田俊樹 澤田英俊 西本穀 野村ちこ                             | 東善智 田口敬 高杉哲平                                        | 共同テレビ 土屋斗紀雄（脚） 鈴木雅之（演）              |                             |
| 6月28日（木） 視聴率：13.1% | 悪魔のゲームソフト   | 高山良一 長谷川歩                       | 大倉順憲 二瓶鮫一 皆川衆                                      | 三川雄三 竹内伸一郎 松田正信 岩野慎二                         | 共同テレビ 深谷仁一（脚） 小椋久雄（演）                |                             |
| 6月28日（木） 視聴率：13.1% | 死後の苦労           | ゆうゆ 鈴木清順 そのまんま東 村上里佳子 | マイケル富岡 彦摩呂 阿部由美子 柴谷英樹 天野裕子              | マイケル富岡 彦摩呂 阿部由美子 柴谷英樹 天野裕子              | 共同テレビ 土屋斗紀雄（脚） 星田良子（演）              |                             |
| 7月12日（木） 視聴率：11.0% | 半分こ               | 柏原芳恵 香坂みゆき                     | 富士原恭平 井原利昌                                           | 富士原恭平 井原利昌                                           | にっかつ撮影所 村上修（脚） 両沢和幸（演）              |                             |
| 7月12日（木） 視聴率：11.0% | くせ                 | 菊池桃子 宮川一朗太                     | ハント敬士 東利明 吉田晃太郎                                  | ハント敬士 東利明 吉田晃太郎                                  | にっかつ撮影所 両沢和幸（脚） 金澤克次（演）            |                             |
| 7月12日（木） 視聴率：11.0% | 死ぬほど好き         | 石田ひかり 角田英介 桜金造              | 古本新之輔 佐久間哲 望月太郎 水野あや                         | 古本新之輔 佐久間哲 望月太郎 水野あや                         | にっかつ撮影所 野島伸司（脚） 川崎善広（演）            |                             |
| 7月26日（木） 視聴率：16.7% | 喪服の少女           | 風間トオル ヒロコ・グレース             | 吹田明日香 寺本タニア 由起艶子                                | 吹田明日香 寺本タニア 由起艶子                                | フジテレビ 武上純希（脚） 小林淳郎（演）                |                             |
| 7月26日（木） 視聴率：16.7% | 禁じられた遊び       | 石野真子 石丸謙二郎                     | 金子正樹 大野紋香 河野是智 加世幸市                           | 金子正樹 大野紋香 河野是智 加世幸市                           | フジテレビ 関澄一輝（脚） 永山耕三（演）                |                             |
| 7月26日（木） 視聴率：16.7% | 時のないホテル       | 前田耕陽 渡辺満里奈 犬塚弘 柳川慶子     | 吉満涼太 武野功雄 阿部六郎 山崎満 佐藤百起 木村翠             | 伊藤正博 戸沢佑介 明石良 峯田智代 西川ひろみ 小林由利         | フジテレビ 信本敬子（脚） 永山耕三（演）                |                             |
| 8月9日（木） 視聴率：15.7%  | 追いかけた男         | 片岡鶴太郎 松澤一之                     | 鼓太郎 石黒正男 松美さかえ 中上ちか                           | 鼓太郎 石黒正男 松美さかえ 中上ちか                           | 共同テレビ 笠原邦暁（脚） 小椋久雄（演）                |                             |
| 8月9日（木） 視聴率：15.7%  | 超・能・力!          | 仲谷昇 佐野史郎 横須賀昌美              | 立石凉子 山瀬秀雄 清水政彦 服部賢悟 中村天心 ケン・ウィートン | 立石凉子 山瀬秀雄 清水政彦 服部賢悟 中村天心 ケン・ウィートン | 共同テレビ 戸田山雅司（脚） 星護（演）                  | 吉沢景介 「予知能力」       |
| 8月9日（木） 視聴率：15.7%  | 遅すぎた恋人         | 南野陽子 保阪尚輝 湯江健幸              | 前田賀奈子 三田文代 持木じゅん子                              | 前田賀奈子 三田文代 持木じゅん子                              | 共同テレビ 金谷祐子（脚） 鈴木雅之（演）                |                             |
| 8月23日（木） 17.4%         | 屋上風景             | 鶴見辰吾 川崎敬三 津村鷹志              | 福田健次 佐藤百起                                             | 福田健次 佐藤百起                                             | 大映テレビ 小中千昭（脚） 土井茂（演）                  | 阿刀田高 「屋上風景」       |
| 8月23日（木） 17.4%         | 坂道の女             | 京本政樹 岡本富士太                     | 津島令子 江崎裕子                                             | 津島令子 江崎裕子                                             | 大映テレビ 大原豊（脚） 土井茂（演）                    | 阿刀田高 「坂道の女」       |
| 8月23日（木） 17.4%         | だれかに似た人       | 斉藤慶子 及川ヒロオ                     | 松永博史 和田周 真鍋敏 筒井由美子                             | 甲斐美穂 鈴木よしひろ 伊藤正博 野々村企晋                     | 大映テレビ 塩田千種（脚） 土井茂（演）                  | 阿刀田高 「だれかに似た人」 |
| 8月30日（木） 聴率：18.0%   | 生き蟹               | 岡田奈々 五代高之 斉木しげる 左時枝     | 平田哲也 水森コウ太 森岡隆見 染谷紗弥子                       | 平田哲也 水森コウ太 森岡隆見 染谷紗弥子                       | 東宝 関澄一輝（脚） 太田雅晴（演）                      |                             |
| 8月30日（木） 聴率：18.0%   | ゲームセンターの奇跡 | 谷啓 岩淵健                             | 原田千枝子 野村信次 上原由恵 渡辺和重                         | 原田千枝子 野村信次 上原由恵 渡辺和重                         | 東宝 杉山王郎（脚） 岩寺秀廣（演）                      |                             |
| 8月30日（木） 聴率：18.0%   | カウントダウン       | 宍戸開 風見章子                         | 伴直弥 谷宣治 中田譲治                                        | 伴直弥 谷宣治 中田譲治                                        | 東宝 武上純希（脚） 唐木昭浩（演）                      |                             |
| 9月6日（木） 視聴率：19.4%  | 整形手術             | 高樹沙耶 村上冬樹                       | 新兵衛 石井洋祐 田島基吉 エンジェル                           | 田島曲巳加 藤戸勝弘 神保良 宮辺勝彦                           | オフィス・トゥー・ワン 明石典子（脚） 助田卓（演）      |                             |
| 9月6日（木） 視聴率：19.4%  | 大注目の男           | 柳沢慎吾                                | 久遠利三 遠山俊也 雨宮洋子 平井武                             | 田中俊博 杉仲彩 石坂重二                                      | オフィス・トゥー・ワン 高野信行（脚） 助田卓（演）      |                             |
| 9月6日（木） 視聴率：19.4%  | 仰げば尊し           | 山田吾一 浜村純                         | 木村元 竜のり子                                               | 木村元 竜のり子                                               | オフィス・トゥー・ワン 末谷真澄（脚） 助田卓（演）      |                             |
| 9月13日（木） 視聴率：17.6% | お墓参り             | 萩原流行 斎藤洋介 渡嘉敷勝男            | 鹿取洋子 飯田テル子 近藤美江子 加藤さやか 山下真広 森岡聡     | 森岡聡 忍真叶一 倉地雄平 山口年美 蝦名肇 今井ゆかり           | テレパック 吉村和久（脚） 淡野健（演）                  |                             |
| 9月13日（木） 視聴率：17.6% | 配達されない手紙     | 山口果林                                | 伊藤幸子 江上真吾 高橋覚 夏川加奈子                           | 石田純子 三股亜由美 望月太郎 原恭子                           | テレパック 江頭美智留（脚） 岩寺秀廣（演）              |                             |
| 9月13日（木） 視聴率：17.6% | 人面草               | 浜田万葉 下條正巳                       | 露原千草 水森コウ太 青木和代                                  | 露原千草 水森コウ太 青木和代                                  | テレパック 吉村和久（脚） 大室清（演）                  |                             |
| 9月20日（木） 視聴率：21.3% | 通勤電車             | 美木良介 向井亜紀                       | 吉満涼太 竹田光裕 亀井三郎 杉崎昭彦                           | 大倉順憲 矢野明仁 山中浩冶 柴田林太郎 岡本早生                | 彩の会 浜田金広（脚） 日名子雅彦（演）                  |                             |
| 9月20日（木） 視聴率：21.3% | 自動振込             | 加賀まりこ 原田大二郎                   | 浅沼晋平 田原アルノ 大林隆介 川田しのぶ 徳永あおい 長谷川里佳 | 石沢誉子 小川里永子 福田礼子 緑川誠 青地泉 井上文彦           | 彩の会 浜田金広（脚） 小林俊一（監・演） 土井浩輝（演） |                             |
| 9月20日（木） 視聴率：21.3% | おじいちゃんの恋文   | 大滝秀治                                | 馬渕英明 坂井順子 ただのあっ子 横島亘 上條あずさ              | 馬渕英明 坂井順子 ただのあっ子 横島亘 上條あずさ              | 彩の会 小林竜雄（脚） 青木征雄（演）                    |                             |

## 1991年（第2シリーズ）
| 放送日時       | タイトル                    | 主演 準主演                                           | その他の出演者                                                                                         | その他の出演者 | 制作会社 スタッフ                                               | 原作・原案                                  |
| 1月10日（木）  | 瞳の中へ                    | 藤田朋子 沢向要士 津村鷹志                            | 山崎満 遠藤眞希 渥美博 渡辺元子 村瀬絵美                                                               | | フジテレビ 信本敬子（脚） 舛田明廣（演）                        |                                             |
| 1月10日（木）  | もういちど                  | 中井貴一 鷲尾いさ子                                   | 宮田恭男 須永慶 西村淳二 杉崎浩一                                                                      | 宮田恭男 須永慶 西村淳二 杉崎浩一                                                                                           | フジテレビ 武上純希（脚） 小林淳郎（演）                        |                                             |
| 1月10日（木）  | 盗聴レシーバーの怪          | 真木蔵人 伊沢弘                                       | 富士原恭平 田村元治 磯村千花子                                                                         | 塩屋浩三 上村典子 南場千絵子                                                                                                | フジテレビ 高田勝博（脚） 中野昌宏（演）                        |                                             |
| 1月17日（木）  | 時間よ止まれ                | 山本淳一 石倉三郎 東いづみ                            | でんでん 夏川加奈子 冴島奈緒                                                                           | 渡辺ゆき子 荒川修 渡会良 | KANOX 土屋斗紀雄（脚） 千葉行利（演）                           |                                             |
| 1月17日（木）  | あの日に帰りたい            | 松尾貴史 村上里佳子 五代高之                          | 立川談春 久保晶 宮島敏 米澤史織                                                                        | 宮島里奈 大沼誉 長澤佑樹 類家大地                                                                                           | KANOX 土屋斗紀雄（脚） 小川定孝（演）                           |                                             |
| 1月17日（木）  | 視線の町                    | 林隆三 林美穂 水木薫                                  | 翁華栄 池上尚吾 伊奈由美子 金丸芳久 吉田麻衣子                                                         | 岡崎美紀 市瀬晃央 飯野京美 大野圭太                                                                                         | KANOX 岸田理生（脚） 久世光彦（演）                             | 綾羽一紀 「視線の町」                       |
| 1月24日（木）  | 忘れられたメス              | 平田満 上田耕一                                       | 竜川真 小河麻衣子 花王おさむ                                                                           | 山本ふじ子 菅原昌代 太田陽子                                                                                                | にっかつ撮影所 北川悦吏子（脚） 金澤克次（演）                  |                                             |
| 1月24日（木）  | 留守番電話                  | 仙道敦子 斉藤隆治                                     | 戸田研一郎 矢沢美樹 小林節子                                                                           | 佐々木誠人 根本隆宏 長谷川誉                                                                                                | にっかつ撮影所 夢野沙里（脚） 村上修（演）                      |                                             |
| 1月24日（木）  | ざしきわらし                | 永島敏行                                              | 沢田和美 栗田陽子 辻伊万里                                                                             | 光石研 中山竜二 | にっかつ撮影所 野依美幸（脚） 伊藤正治（演）                    | 吉田秋生 「ざしきわらし」                   |
| 1月31日（木）  | UFO                         | 高橋ひとみ 長谷川哲夫                                 | 林昭夫 石黒正男 鈴木義男                                                                               | 中野英雄 山下千景 神谷秀澄                                                                                                  | 共同テレビ 藤本信行（脚） 河野圭太（演）                        |                                             |
| 1月31日（木）  | テレフォンカード            | 永作博美 松野有里巳 佐藤愛子 （ribbon）               | 平野直美 石川裕司 寺田千夏 清水真由                                                                    | 平野直美 石川裕司 寺田千夏 清水真由                                                                                         | 共同テレビ 戸田山雅司（脚） 松田秀知（演）                      |                                             |
| 1月31日（木）  | プリズナー                  | 高橋一也 竹中直人 神田利則                            | 日埜洋人 後藤正人 長田顕二 リチャード・マトソン                                                        | 日埜洋人 後藤正人 長田顕二 リチャード・マトソン                                                                             | 共同テレビ 戸田山雅司（脚） 星護（演）                          |                                             |
| 2月7日（木）   | バカばっかりだ!             | 佐野史郎 柳家小さん                                   | ベンガル 音無真喜子 加藤衛 神崎充 渡辺美恵 渡辺忠綱 下島裕司 鈴木えり子 小林幹也 清水里佳 轟二郎       | 稲垣愛 川上泳 加藤美樹 沢田浩二 五野上力 木村修 松添豊徳 市川浩 村田泰則 高橋利安 杉山恵子                                  | セントラル・アーツ 信本敬子（脚） 小椋久雄（演）                | 大島弓子 「夏の夜の獏」                     |
| 2月7日（木）   | こけし谷                    | 嶋田久作 石田ゆり子                                   | 秋月久枝 江崎玲奈 勅使瓦武志 持丸雅樹                                                                  | 清松信年 橋本靖典 鎌田功 磯崎順子                                                                                           | セントラル・アーツ 武上純希（脚） 小中肇（演）                  |                                             |
| 2月7日（木）   | さよなら蔵町キネマ          | 田村高廣 戸川京子 井出薫 趙方豪                       | | | セントラル・アーツ 相里修（脚） 長石多可男（演）                |                                             |
| 2月14日（木）  | 黒魔術                      | 高嶋政伸 増田未亜 利重剛 桂木文                       | モロ師岡 神戸浩 田村亜耶 山口詩史 塚本ゆう子                                                           | 戸恒恵理子 工藤あゆみ 樋口尚文 樋口喜久枝 佐塚真紀                                                                          | 大映テレビ 棟居仁（脚） 一瀬隆重（演）                          |                                             |
| 2月14日（木）  | 廃校七番目の不思議          | 小林昭二 野村義男 北詰友樹                            | 田山真美子 三野輪有紀 園部智秋                                                                         | 米谷和彦 根岸義孝 寺田紀美                                                                                                  | 大映テレビ あんじょうふみお（脚） 河崎実（演）                  |                                             |
| 2月14日（木）  | 峠の茶屋                    | 伊藤かずえ 田口トモロヲ 速水典子                      | ドン貫太郎 柳橋りん 津村和幸                                                                           | | 大映テレビ 棟居仁（脚） 植岡喜晴（演）                          |                                             |
| 2月21日（木）  | コレクター                  | 田中律子 塩見三省 南原宏治                            | 平尾良樹 宮本佳香 中井美穂 智田裕一                                                                    | | 関澄一輝（脚） 舛田明廣（演）                                   |                                             |
| 2月21日（木）  | 極楽鳥花                    | 宅麻伸 裕木奈江 高沢順子                              | 鯨岡翔 澤田英俊 落合真美                                                                               | 鯨岡翔 澤田英俊 落合真美 | フジテレビ 塩田千種（脚） 笹本泉（演）                          |                                             |
| 2月21日（木）  | 運命の赤い糸                | 中村繁之 長山洋子 高橋由美子                          | 中村亘利 田村元治 おやま克博                                                                           | 冨士原恭平 山本千香子 | フジテレビ 関澄一輝（脚） 中野昌宏（演）                        |                                             |
| 2月28日（木）  | 私じゃない                  | 中島朋子 咲輝                                         | 田中雅子 中丸新将 かわいさとみ 神田瀧夢                                                                | 大岡千夏 長田顕二 北川純子                                                                                                  | 共同テレビ 野依美幸（脚） 星田良子（演）                        |                                             |
| 2月28日（木）  | 家族の肖像                  | 土倉有貴 本田博太郎 友里千賀子                        | 外波山文明 高都幸子 丸岡奨詞 窪園純一 藍田みちる                                                       | 中山竜二 吉川京子 玉井聡 南英二 野村昇史                                                                                    | 共同テレビ 林誠人（脚） 鈴木雅之（演）                          |                                             |
| 2月28日（木）  | モルモット                  | 小堺一機 村上冬樹                                     | 大島蓉子 中村方隆 花原照子 木村翠 山口仁奈子 山口純平 河原田安敬 武川信介                              | 関篤 ト字たかお 三田恵子 しのへけい子 高橋覚 中田優子 阿部泰 藤戸勝弘                                                       | 共同テレビ 君塚良一（演） 小山協子（演） 落合正幸（演）         |                                             |
| 3月7日（木）   | コインランドリー            | 相楽晴子 竹内力                                       | 長田江身子                                                                                             | 長田江身子 | オフィス・トゥー・ワン 末谷真澄（脚） 松村聖治（演）            |                                             |
| 3月7日（木）   | 受験生                      | 工藤正貴 田島令子 鶴田忍                              | 西村淳二 中丸新将 加賀谷純一                                                                           | 豊川悦司 吉沢梨絵 坂入宏子                                                                                                  | オフィス・トゥー・ワン 中園健司（脚） 高橋尚樹（演）            |                                             |
| 3月7日（木）   | 石田部長代理の災難          | 伊東四朗                                              | 磯部弘 立原美穂 田中健三 今井雅之 當眞さゆり                                                           | 中島元 村上幹夫 酒井万里子 内田三千代                                                                                       | オフィス・トゥー・ワン 小林竜雄（脚） 富田勝典（演）            |                                             |
| 3月14日（木）  | 歩く死体                    | 渡辺裕之 小宮孝泰                                     | 高尾由美 西村淳二 石田純子 真鍋敏宏                                                                    | | PDS 小野沢美暁（脚） 久野浩平（監）                             |                                             |
| 3月14日（木）  | 離れません                  | つみきみほ 天宮良                                     | 中村ひとみ 仁科扶紀 長岡美由紀                                                                         | 中村ひとみ 仁科扶紀 長岡美由紀                                                                                              | PDS 小野沢美暁（脚） 津崎敏喜（監）                             | 斉藤直人 （原案）                           |
| 3月14日（木）  | 8時50分                     | 桜田淳子 岸田今日子                                   | でんでん 船戸健行 村上はるみ                                                                           | でんでん 船戸健行 村上はるみ                                                                                                | PDS 小野沢美暁（脚） 新村良二（監）                             |                                             |
| 3月21日（木）  | 真夜中                      | 植草克秀 ポール牧 安達祐実                            | 中村元則 春風亭柏枝 朝寝坊のらく 斉藤彰 石井匡人                                                       | 押部麗奈 掛貝梨紗 水岡眞之輔 田島悠介 大泉翼                                                                                | KANOX 伴一彦（脚） 日留川雄二（演）                             |                                             |
| 3月21日（木）  | 鏡                          | 風見しんご 鳥越マリ                                   | 相川恵里 田口主将 朝倉沙友美 寺田千夏                                                                  | 相川恵里 田口主将 朝倉沙友美 寺田千夏                                                                                       | KANOX 伴一彦（脚） 猪原達三（演）                               |                                             |
| 3月21日（木）  | ど忘れ                      | 坂上香織 田島令子                                     | 麻生玲里 宮澤美保 田上ひろし                                                                           | ドン貫太郎 佐藤晃市 | KANOX 伴一彦（脚） 三輪源一（演）                               |                                             |
| 4月11日（木）  | 呪いの紙人形                | 菊池桃子 別所哲也 清水章吾                            | 高林由紀子 榎本夕希 市川勇                                                                             | 山口真司 吉山裕 伊藤正博 高柳葉子                                                                                           | フジテレビ 武上純希（脚） 光野道夫（演）                        | 西岸良平 「ブラックマジック」               |
| 4月11日（木）  | 息子帰る                    | 布施博 渡辺満里奈 長塚京三 安岡力也                   | 中西良太 五月晴子 小池栄                                                                               | 小林隆 三迫将弘 中島真二 | フジテレビ 三谷幸喜（脚） 舛田明廣（演）                        |                                             |
| 4月11日（木）  | 占いセット                  | 田中美佐子 中尾ミエ                                   | 田岡美也子 夏川加奈子 佐藤幸雄 高畑洋介                                                                | 田岡美也子 夏川加奈子 佐藤幸雄 高畑洋介                                                                                     | フジテレビ 折川冬雪（脚） 舛田明廣（演）                        |                                             |
| 4月18日（木）  | 愛車物語                    | 佐藤寛之 伊藤美紀                                     | 仲村さつき                                                                                             | 仲村さつき | にっかつ撮影所 両沢和幸（脚） 伊藤正治（監）                    |                                             |
| 4月18日（木）  | ライバル                    | 佐藤浩市 高岡健二                                     | 石田純子 中野智恵子 テツ定岡                                                                           | 中嶋雅一 福綱俊次 岡本和也                                                                                                  | にっかつ撮影所 野依美幸（脚） 川崎善広（監）                    |                                             |
| 4月18日（木）  | ズンドコベロンチョ          | 草刈正雄                                              | 田山涼成 山崎満 丸岡奨詞 石井洋祐 羽田真 菅野玲子 小林こずえ                                           | 細川順子 竹中亜美 石黒正男 影山英俊 ヨコスカ潮也 広瀬真奈実 沼田視戸美                                                      | にっかつ撮影所 北川悦吏子（脚） 金澤克次（監）                  |                                             |
| 放送日時       | タイトル                    | 主演 準主演                                           | その他の出演者                                                                                         | その他の出演者 | 制作会社 スタッフ                                               | 原作・原案                                  |
| 5月2日（木）   | 言う事を聞く子              | 早見優                                                | 峯村康平 岩松了 磯崎礼子 松本朝生 伊藤紘                                                               | 里見梨子 玉井聡 赤井由紀子 武田善孝 若尾義昭                                                                                | 東宝 香山まさひと（脚） 斎藤郁宏（演）                          |                                             |
| 5月2日（木）   | 不眠症                      | ラサール石井 亜湖 斎藤洋介                            | 市山登 灰地順 水村泰三 田辺年秋 西坂やすよ                                                             | 杉崎浩一 原田和哉 岡田正典 間杉英子 渥美博                                                                                  | 東宝 中園健司（脚） 成田裕介（演）                              |                                             |
| 5月2日（木）   | 目覚まし時計                | 南果歩 豊原功補 奥村公延                              | 山口智恵 笠原志ずか                                                                                    | 渡浩行 田村貫 | 東宝 塩谷三保子（脚） 五木田亮一（演）                          |                                             |
| 5月9日（木）   | 目撃者                      | 布川敏和 六平直政                                     | 青空球一 松浦隆 石沢晶 井田州彦                                                                        | 安藤圭一 小林勝彦 山瀬秀雄 山村由美子 檜垣晴美                                                                              | 共同テレビ 浜田金広（脚） 鈴木雅之（演）                        |                                             |
| 5月9日（木）   | 伝言板                      | 有森也実 水谷あつし                                   | 中上ちか 藤島亜弥 雅まさ彦 塚本秀 宮崎強                                                               | 北田希利子 鮎原美帆 柴崎知美 加藤美奈子                                                                                     | 共同テレビ 月島水樹（脚） 河野圭太（演）                        |                                             |
| 5月9日（木）   | 女優                        | ジュディ・オング 長塚京三                             | 大高洋夫 山口粧太 吉田紀之 福田健次 田村元治                                                           | 内山森彦 宮田早苗 岡本徳彦 竹音なつみ                                                                                       | 共同テレビ 野依美幸（脚） 星護（演）                            |                                             |
| 5月16日（木）  | ルームメイト                | 畠田理恵 松下一矢                                     | 藤浪晴康 橋本景子 田端和志 山下光治                                                                    | | テレパック 江頭美智留（脚） 大室清（監）                        |                                             |
| 5月16日（木）  | 奇跡の子供                  | 三田寛子 松金よね子                                   | 森田洸輔 山本清 大方斐紗子 唐木ちえみ                                                                  | 大泉翼 小松原大 小林一裕 小林麻衣子                                                                                         | テレパック 菅谷淳夫（脚） 舘治佳（監）                          |                                             |
| 5月16日（木）  | 着せ替え人形                | 笑福亭鶴瓶 長谷川初範                                 | 石田純子 湯浅けい子 監物房子 高木彩                                                                    | 岸本一人 豊島まさみ 時広のり子                                                                                              | テレパック 吉村和久（脚） 竹内正男（監）                        |                                             |
| 5月30日（木）  | 三人死ぬ                    | 露口茂 ユキオヤマト 岡本達哉                          | 亀山助清 ドン貫太郎 横山あきお 塚本修                                                                  | 松村彦次郎 谷本薫子 後藤恭子                                                                                                | 大映テレビ 棟居仁（脚） 山田大樹（監）                          |                                             |
| 5月30日（木）  | 覆面                        | 獣神サンダー・ライガー （声：中村大樹） 二橋進 睦五朗 | 日高幹弘 二家本辰巳 松岡英治 倉掛欽也 山口雄介 田中秀和 山本隆司                                       | ターザン山本 金本浩二 山本広吉 二瓶鮫一 石原辰己 田公雄 塚本ゆう子                                                          | 大映テレビ 棟居仁（脚） 新山哲（脚） 河崎実（監）               | 藤原邦彦 （原案）                           |
| 5月30日（木）  | 切腹都市 〜ハラキリシティ〜 | ケント・ギルバート 竹中直人 鶴田真由 利重剛           | 加藤賢崇 佐塚真紀 アイデン・ヤマンラール                                                               | タビーナ 忍竜 杉原光輪子 | 大映テレビ 棟居仁（脚） 一瀬隆重（監）                          | 実相寺昭雄 （題字）                         |
| 6月6日（木）   | シンデレラ                  | 中島唱子 もたいまさこ                                 | 中上ちか 井上博美 百合香 山田ひさし                                                                    | 藤岡太郎 松本明子 ロバート・サンタナ                                                                                        | キティ・フィルム 鈴木たか子（脚） 渡辺孝好（監）                |                                             |
| 6月6日（木）   | 夢                          | 世良公則 郷田ほづみ                                   | 柳祐子 坂西良太 大村波彦 二見忠男                                                                      | | キティ・フィルム 鈴木たか子（脚） 黒沢直輔（監）                |                                             |
| 6月6日（木）   | 秘密の花園                  | 鶴見辰吾 大西結花                                     | 安尾正人 宮島育美 吉屋亜衣美                                                                           | 安尾正人 宮島育美 吉屋亜衣美                                                                                                | キティ・フィルム 鈴木たか子（脚） 高橋貞彦（監）                |                                             |
| 6月13日（木）  | ともだち                    | 錦織一清 香川照之 七瀬なつみ                          | 伊藤洋三郎 小島なおみ 正村英司                                                                         | 太組冨士雄 野原準 鴇巣翔 | KANOX 石原武龍（脚） 瀧川治水（演）                             |                                             |
| 6月13日（木）  | 心霊写真                    | 千堂あきほ 松田洋治 水沢螢                            | 津田卓也                                                                                               | 津田卓也 | KANOX 土屋斗紀雄（脚） 猪原達三（演）                           |                                             |
| 6月13日（木）  | ベビーシッター              | 浅香唯 嶋田久作 久保京子                              | 中丸新将 中村成一 中村功二 阿部由美子                                                                  | | KANOX 土屋斗紀雄（脚） 国本雅広（演）                           |                                             |
| 6月20日（木）  | あの世への 伝言サービス     | 吉村明宏 杉浦幸                                       | 田口浩正 池田貴族 音羽久米子                                                                           | 蒲田進一 戸張寛之 | アズバーズ 小野沢美暁（脚） 林高明（演）                        |                                             |
| 6月20日（木）  | 笑う女                      | 榎木孝明 真行寺君枝                                   | 新井量大 武川信介 佐々木誠人 仮屋ルリ子 菅沼貴之                                                       | 藍田るり 河田美帆 平美夏 牧野美波                                                                                           | アズバーズ 前田正樹（脚） 戸田山雅司（脚） 塚田哲也（演）       |                                             |
| 6月20日（木）  | ユリコちゃん                | 河原崎長一郎 岩本多代                                 | 鹿島かんな 加藤盛大                                                                                    | 鹿島かんな 加藤盛大 | アズバーズ 戸田山雅司（脚） 小田切成明（演）                    | 筒井康隆 「ユリコちゃん」                   |
| 7月4日（木）   | 百円の脳みそ                | 勝俣州和 草薙幸二郎                                   | 長谷有洋 住田隆 亀山助清 山崎満 伊藤正博                                                               | 井上康夫 滝川健 木村翠 菅恵 中村朋子                                                                                        | フジテレビ 綾瀬麦彦（脚） 笹本泉（演）                          |                                             |
| 7月4日（木）   | タイム・スクーター          | 高嶋政伸 石田ゆり子 岸部シロー                        | 庄司永建 石井洋祐 唐木ちえみ 佐藤麻衣子                                                                | 山岡亮 吉田雅子 吉田めぐみ                                                                                                  | フジテレビ 水橋文美江（脚） 木村達昭（演）                      | 西岸良平 「タイム・スクーター」             |
| 7月4日（木）   | 我が家はどこだ              | 柄本明 新井康弘 きたろう 螢雪次朗 東てる美            | 椎名茂 白川今日子 大野紋香                                                                             | | フジテレビ 関澄一輝（脚） 舛田明廣（演）                        |                                             |
| 7月25日（木）  | 残像                        | 宮川一朗太 清水大敬 小森愛                            | 西村淳二 三津木順 デンゾー シンゾー                                                                    | 長田顕二 渡会良 塚本秀 玉井聡 赤石孝之 三田文代                                                                             | 共同テレビ 戸田山雅司（脚） 星護（演）                          | 高山直也 （原案）                           |
| 7月25日（木）  | 嘘八百屋                    | 西村知美 今福將雄                                     | 大谷亮介 水森コウ太 佐藤百起 船戸建行                                                                  | 高畑洋介 石橋剣道 飛田真歩                                                                                                  | 共同テレビ 夢野沙里（脚） 河野圭太（演）                        | よしまさこ 「嘘八百屋」                     |
| 7月25日（木）  | リフレイン                  | 松崎しげる 速水典子 梅津栄                            | 小須田康人 佐戸井けん太 松尾文人 布施木昌之 天現寺竜 澤田誠志                                          | 松田守 山村由美子 浅野潤一郎 神山龍 松本政彦 阿部光利 安藤壮洋                                                              | 共同テレビ 田子明弘（脚） 落合正幸（演）                        |                                             |
| 8月1日（木）   | おれに関する噂              | 萩原流行 大輝ゆう                                     | 石井愃一 花王おさむ 佐渡稔 山本ふじこ 永居光男 市瀬理都子 瀬戸陽一郎                                   | 田代敦郎 大沼美和子 久保田ゆず 小沢悦子 山崎雅美 羽田真 関時男                                                              | にっかつ撮影所 菅谷淳夫（脚） 川崎善広（演）                    | 筒井康隆 「おれに関する噂」                 |
| 8月1日（木）   | ボタン                      | 伊武雅刀                                              | 佐戸井けん太 上田真士 間門利夫 向井薫 川俣しのぶ 浜野正幸 遠山俊也 小松正一 平沢智 渡辺杉枝 安達香代子 | 石原茂明 石橋秀大郎 舘翔太 伸沢弘孝 稲田耕二 加藤義 青木千春 ゲロルド・マーチ マンスール・アルオテイビ アリット・ハービッツ | にっかつ撮影所 野依美幸（脚） 工藤雅典（演）                    |                                             |
| 8月1日（木）   | つまらない男                | 中山仁 江藤漢                                         | 北原弘一 橘雪子 法嶋伸雄 西本毅 山崎満 鳥山佳子                                                        | 西村喜代子 和穎弓 三平利佳 飯口美穂 姫鳴りな 青木秋美                                                                       | にっかつ撮影所 北川悦吏子（脚） 金澤克次（演）                  |                                             |
| 8月8日（木）   | この気持ち伝えて            | 高岡早紀 奈美悦子 角田英介                            | 岡安泰樹 芦沢孝子 三浦保子                                                                             | 岡安泰樹 芦沢孝子 三浦保子                                                                                                  | フジテレビ 綾瀬麦彦（脚） 杉山登（演）                          |                                             |
| 8月8日（木）   | 19XX                        | 梶原真理子 石原良純 中野英雄                          | 徳井優 田村元治 松美さかえ 麻倉かおり                                                                  | 川島みなみ 森下真弓 寺岡洋征 永久兼治                                                                                       | フジテレビ 水橋文美江（脚） 本間欧彦（演）                      |                                             |
| 8月8日（木）   | 記憶の沼                    | 若村麻由美                                            | 鈴木裕子 水木薫 中山竜二                                                                               | 工藤恭徳 荻野純一 仙台エリ                                                                                                  | フジテレビ 武上純希（脚） 舛田明廣（演）                        |                                             |
| 8月22日（木）  | ボロボロ                    | 三田村邦彦 大島蓉子                                   | 鶴岡修 津島令子 松本朝生 水森コウ太 波方清 吉中六                                                      | 鳥山佳子 松下武史 窪園純一 黒瀧順治 諸丸夫 斉藤隆幸                                                                         | 共同テレビ 斉藤猛（脚） 河野圭太（演）                          | 西ゆうじ （原案）                           |
| 8月22日（木）  | 大蒜（にんにく）            | 榊原郁恵                                              | 田根楽子 福田健次 佐伯玲子 山下千景 安田洋子 木田三千雄                                                | 稲吉靖司 刈谷信行 新城彰 今井耐介 池田貴族                                                                                  | 共同テレビ 月島水樹（脚） 星護（演）                            |                                             |
| 8月22日（木）  | 柵                          | 小林克也 佐野史郎 間寛平                              | 大林丈史 山乃廣美 日埜洋人 川上泳                                                                      | 伝田敦司 速水渓 鮎原美帆 藍田みちる 森廉                                                                                    | 共同テレビ 小山協子（脚） 落合正幸（演）                        |                                             |
| 8月29日（木）  | ま・ば・た・き              | 阿部寛 横山めぐみ                                     | 山田幸信 松井弘 篠原大作 深谷みさお                                                                    | 山田幸信 松井弘 篠原大作 深谷みさお                                                                                         | オフィス・トゥー・ワン 末谷真澄（脚） 新井三郎（演）            |                                             |
| 8月29日（木）  | 告白パーティ                | 中山忍 河合美智子 白島靖代 鈴木聖子                   | | | オフィス・トゥー・ワン 及川中（脚） 松村聖治（演）              |                                             |
| 8月29日（木）  | パパは犯罪者                | 小倉久寛 江藤漢                                       | モロ師岡 今村明美 大塚露那 金剛寺美樹 清水賢臣                                                         | 赤堀二英 瀬尾智美 加瀬竜彦 十返伸                                                                                           | オフィス・トゥー・ワン 樫田正剛（脚） 助田卓（演）              |                                             |
| 放送日時       | タイトル                    | 主演 準主演                                           | その他の出演者                                                                                         | その他の出演者 | 制作会社 スタッフ                                               | 原作・原案                                  |
| 9月5日（木）   | 替え玉                      | 木村圭見 宮島育美 長谷川初範                          | 丸山秀美 矢沢美樹 石井愃一 須藤芳雄                                                                    | 藤山健剛 望月智子 小玉奈保美 吉田あゆみ                                                                                     | セントラル・アーツ 林誠人（脚） 鹿島勤（監）                    |                                             |
| 9月5日（木）   | 人格改造ドリンク            | 蟹江敬三 平栗あつみ                                   | ただのあっ子 金杉太朗 杉本恵 宗近晴見 和泉史朗                                                         | 小倉雄三 八百原寿子 西田博美 白鳥夕香 黒田みき 松川英子                                                                     | セントラル・アーツ 水橋文美江（脚） 寺田時雄（監）              |                                             |
| 9月5日（木）   | 仙人                        | 金山一彦 范文雀 出光元                                | 久保晶 岩谷薫 中川亮 大和田靖                                                                          | 小川剛 高橋竜次 中川幸治 小畑英昭                                                                                           | セントラル・アーツ 宮本敬子（脚） 小中肇（監）                  | 芥川龍之介 「仙人」                         |
| 9月19日（木）  | 整理癖                      | 渡辺裕之 越智静香                                     | 山崎大輔 庄司永建 森川美沙緒                                                                           | 朝倉沙友美 山村彩乃 丸山英機 南英二                                                                                         | 東宝 遠藤雄一郎（脚） 藤本一彦（監・演）                        |                                             |
| 9月19日（木）  | ビデオドラッグ              | 古村比呂 車だん吉                                     | 伊藤真美 本田理沙 五森大輔 加藤治 木村翠 中川彰                                                        | 中村久美子 入江則雅 飯島正和 松本貴子 篠建司 藤森雪奈                                                                       | 東宝 中園健司（脚） 太田雅晴（監・演）                          |                                             |
| 9月19日（木）  | 冗費節減                    | 嶋大輔 渡辺典子 エド山口 北村総一朗                   | 石井愃一 児玉謙次 山崎満 藤原晋 水木英昭 瀬尾智美 佐藤浩之                                             | 塩谷智子 丸山優子 岩永新悟 大崎聖二 宮下敬夫 住吉理栄 平松れい子                                                            | 東宝 関澄一輝（脚） 中山秀一（監・演）                          |                                             |
| 9月26日（木）  | 長い一日                    | 根津甚八 平泉成                                       | 石原舞子 冨士原恭平 マンジョット                                                                       | 飯口美恵 根本卓哉 | ニユーテレス 樋口徹（脚） 中野昌宏（監・演）                    |                                             |
| 9月26日（木）  | カラオケBOX                 | 杉山亜矢子 井上彩名                                   | 山路和弘 澤井伽名子 山口純平 遠藤眞希                                                                  | 三平利佳 村瀬絵美 土田大 高橋昌志                                                                                           | ニユーテレス 高田勝博（脚） 中山乃莉子（脚） 杉山登（監・演）   |                                             |
| 9月26日（木）  | もう酒ヤ・メ・タ!           | 三宅裕司                                              | 武野功雄 山田幸伸 一本気伸吾 野伏晃平 小島なおみ 江口美香 桂木貴代                                     | 久保晶 林昭夫 堤勝巳 赤堀二英 渥美博 豊田信行                                                                               | ニユーテレス 関澄一輝（脚） 下村優（監・演）                    |                                             |
| 10月17日（木） | 赤い雲                      | 工藤夕貴 前田耕陽 伊原剛志                            | 斎藤洋介 坂本あきら 石田純子                                                                           | 斎藤洋介 坂本あきら 石田純子                                                                                                | フジテレビ 武上純希（脚） 舛田明広（演）                        | 西岸良平 「赤い雲」                         |
| 10月17日（木） | 耳鳴り                      | 和久井映見 鶴見辰吾                                   | 北城真紀子 加賀谷純一 中平良夫 水野裕子 斉藤清子 岡崎淑子                                              | 伊藤俊人 小西美保 中山竜二 渡邊淳 内田崇吉                                                                                  | フジテレビ 綾瀬麦彦（脚） 樋口徹（演）                          |                                             |
| 10月17日（木） | 真夜中の ディスクジョッキー | 西田ひかる 石丸謙二郎                                 | 郷田ほづみ 小野隆 浜島美智雄                                                                           | 郷田ほづみ 小野隆 浜島美智雄                                                                                                | フジテレビ 綾瀬麦彦（脚） 舛田明広（演）                        |                                             |
| 10月24日（木） | 聞こえる                    | 石黒賢                                                | 新井康弘 大森博 伏見哲夫 南雲由記子 土田嘉男                                                           | 宮手健雄 伊藤心太郎 後藤雄二 中間康登 里村真和                                                                              | オフィス・トゥー・ワン 及川中（脚） 富田勝典（演）              |                                             |
| 10月24日（木） | 死にたくない                | 石田ひかり 磯野洋子 片桐はいり                        | 山下千景 中川雅世 中川彰 玉木弓子                                                                      | | オフィス・トゥー・ワン 樫田正剛（脚） 新井三郎（演）            |                                             |
| 10月24日（木） | ボクの好きな先生            | 小林稔侍 鈴木ヒロミツ                                 | 里木佐甫良 川上たけし 小林正季                                                                         | 麻生肇 中島元 赤羽真由美 | オフィス・トゥー・ワン 末谷真澄（脚） 高橋尚樹（演）            |                                             |
| 10月31日（木） | バイパスの夜                | 寺田農 阿藤海                                         | | | アズバーズ 友澤晃（脚） 小田切成明（演）                        | 手塚治虫 「バイパスの夜」                   |
| 10月31日（木） | STILL                       | 大沢健                                                | 花王おさむ ふじわら哲平 斎藤みどり 森川美沙緒 清水武尊 小野了                                          | 野々マユミ 米山真理 北田保彦 沢目裕二 橋本武                                                                                | アズバーズ 戸田山雅司（脚） 林高明（演）                        |                                             |
| 10月31日（木） | 死神                        | そのまんま東 森山祐子 二見忠男                        | 渡部猛 泉よし子                                                                                        | 渡部猛 泉よし子 | アズバーズ 森﨑東（脚） 塚田哲也（演）                          | 「死神」 （落語）                           |
| 11月7日（木）  | 未来の思い出                | 林家こぶ平 石田ゆり子                                 | 南川昊 寺田紀美 三井ゆり 高崎隆二                                                                      | 南川昊 寺田紀美 三井ゆり 高崎隆二                                                                                           | 東北新社 北川悦吏子（脚） 崎田憲一（演）                        | 岡崎二郎 「未来の想い出」                   |
| 11月7日（木）  | ボールペン                  | 桜井幸子 中上雅巳                                     | 藤重麻奈美 三野輪有紀 大久保了 梅垣義明 辻伊万里                                                       | | 東北新社 福田卓郎（脚） 細山智明（演）                          |                                             |
| 11月7日（木）  | みどり紙                    | 薬丸裕英 原田貴和子 安田伸                            | 田中広子 槙野涼 後藤明                                                                                 | 佐藤康治 高岡成兆 渡辺光一 筒井さやか                                                                                       | 東北新社 寺田敏雄（脚） 佐藤高博（演）                          |                                             |
| 11月14日（木） | 無人艦隊                    | 永島敏行 伊東達広                                     | 阿部祐二 町田真一 白石貴綱                                                                             | 長澤隆 河合隆司 神田瀧夢 松浦隆                                                                                             | 大映テレビ 棟居仁（脚） 井上芳夫（演）                          |                                             |
| 11月14日（木） | あやしい鏡                  | 南野陽子 千波丈太郎                                   | 岩崎三沙子 宮野恵里                                                                                    | 田村亜耶 村上幹夫 | 大映テレビ 棟居仁（脚） 今関あきよし（演）                      | 阿刀田高 「あやしい鏡」                     |
| 11月14日（木） | 驚異の降霊術                | 柴俊夫 玉川良一 城みちる 石井富子                     | 伴大介 春井優雅子 佐々木秀志                                                                           | | 大映テレビ あんじょうふみお（脚） 河崎実（演）                  | 清水義範 「シャーロック・ホームズの口寄せ」 |
| 11月21日（木） | 前世の恐怖                  | 近藤正臣 姿晴香                                       | 酒井亜季子 大塚露那 水村菜穂子 平井奈津子                                                              | 坂巻幸子 岡田勝 永田広美 篠田高信                                                                                           | テレパック 中山乃莉子（脚） 淡野健（演）                        |                                             |
| 11月21日（木） | 三日間だけのエース          | 森且行 松岡昌宏 高橋かおり                            | 斉藤暁 上田弘司 露木祐次 吉田潤之祐                                                                    | | テレパック 北川悦吏子（脚） 森一弘（演）                        |                                             |
| 11月21日（木） | そこではお静かに            | 藤真利子 三谷昇                                       | 加藤善博 北村魚 有薗芳記 光石研                                                                        | | テレパック 小林政広（脚） 大室清（演）                          |                                             |
| 11月28日（木） | シガレット・ボム!           | 保阪尚輝 沢向要士 渡辺由紀                            | 三浦賢二 朱源実 立石明石 顔田顔彦 伊勢志摩                                                             | 植村結子 石川磨依 江夏加恋                                                                                                  | ザ・ドラマティック・ カンパニー 川上英幸（脚） 浅川順（演）     |                                             |
| 11月28日（木） | 悲鳴                        | 佐藤浩市 白島靖代                                     | 辻谷孟                                                                                                 | 辻谷孟 | ザ・ドラマティック・ カンパニー 川上英幸（脚） 鈴木拓彦（演）   |                                             |
| 11月28日（木） | 行列                        | 世良公則 篠井英介 松尾スズキ                          | 五島悦子 近藤理枝 青島寒月 荒木克子 近藤美香                                                           | 弓家保則 泰野完治 温水洋一 露原千草 船場牡丹                                                                                | ザ・ドラマティック・ カンパニー 葉山陽一郎（脚） 猪股敏郎（演） |                                             |
| 12月5日（木）  | チャネリング                | 佐藤B作 沖直美 六平直政 今井健二                      | 川俣しのぶ 山本ふじ子 市瀬理都子                                                                       | 能見達也 上田真士 浜中剛 | KANOX 土屋斗紀雄（脚） 高野正雄（演）                           |                                             |
| 12月5日（木）  | 毛皮が脱げない              | 畠田理恵 銀粉蝶                                       | 中島宏海 有福正志 波方清 徳永廣美                                                                      | 松浦隆 斉藤麻里 青山麻紀 | KANOX 土屋斗紀雄（脚） 小川定孝（演）                           |                                             |
| 12月5日（木）  | 海亀のスープ                | いかりや長介 木内みどり 天本英世                      | 四谷シモン 芥正彦 酒井由美子 今井耐介                                                                  | 四谷シモン 芥正彦 酒井由美子 今井耐介                                                                                       | KANOX 土屋斗紀雄（脚） 久世光彦（演）                           | 景山民夫 「海亀のスープ」（原案）           |
| 12月12日（木） | ホーム・ドラマ              | 松原千明 田山涼成                                     | 滝口秀嗣 永田絢子 村田盛 浅野健太                                                                      | 滝口秀嗣 永田絢子 村田盛 浅野健太                                                                                           | にっかつ撮影所 江頭美智留（脚） 辻野正人（監）                  |                                             |
| 12月12日（木） | まだ恋は始まらない          | 大滝秀治 風見章子 岩本千春                            | 妹尾洸 市川浩 大澤悠 佐藤雄太 桂木寿子 萩生雅弓 矢島亜由美                                             | 小林節子 冨樫愛美 山口渚 冨岡裕太 日下宗之 恩田恵美子 松岡ミユキ 藤井佳代子                                                 | にっかつ撮影所 吉田紀子（脚） 村上修（監）                      |                                             |
| 12月12日（木） | 佐藤・求む                  | 平田満 相田寿美緒                                     | 佐藤幸雄 皆川衆 川原和久 柳谷寛 海東剛哲 大野雅一                                                      | 重松収 斉藤暁 山崎満 浅田塁 広瀬真奈実 新井量大 飯山弘章                                                                    | にっかつ撮影所 北川悦吏子（脚） 両沢和幸（脚） 川崎善広（監）   |                                             |
| 12月19日（木） | 神様                        | ポール牧 中村有志                                     | 渡辺哲 清水宏 鈴木義男 斉藤晃 佐藤康治                                                                 | 池田貴尉 山口健三 監物房子 市川勉 小牧彩里                                                                                  | キティ・フィルム 鈴木貴子（脚） 小久保利己（演）                |                                             |
| 12月19日（木） | ハネムーン                  | 高木美保 野際陽子                                     | 山口仁                                                                                                 | 山口仁 | キティ・フィルム 鈴木貴子（脚） 加藤仁（演）                    |                                             |
| 12月19日（木） | もうひとり                  | 風間杜夫 桜金造                                       | 栗田よう子 五代俊介 金親保雄 関時男                                                                    | 伊藤紘 南川准子 竹本りえ 辻脇千恵                                                                                           | キティ・フィルム 山下光司（脚） 中山博行（演）                  |                                             |

## 1992年（第3シリーズ）
| 放送日時                 | タイトル             | 主演 準主演                    | その他の出演者                                                                                       | その他の出演者                                                                                       | 制作会社 スタッフ                                               | 原作・原案                     |
| 4月16日（木）            | けむり男             | 薬丸裕英 河合美智子            | 渡辺航 佐久間哲 磯崎洋介                                                                             | 川嶋朋子 葦沢一道                                                                                    | オフィス・トゥー・ワン 末谷真澄（脚） 助田卓（演）              |                                |
| 4月16日（木）            | デンデラ野           | 宮下直紀                       | 浜田寅彦 川上夏代                                                                                    | 浜田寅彦 川上夏代                                                                                    | オフィス・トゥー・ワン 及川中（脚） 高橋尚樹（演）              |                                |
| 4月16日（木）            | 血も涙もない         | 松原智恵子 阿藤快              | 梶原善 岡田正典 神田時枝 石黒正男 篠原大作                                                           | 春延朋也 山梨ハナ 伊藤康二 山下真広 高野敦子                                                         | オフィス・トゥー・ワン 斉藤ひろし（脚） 助田卓（演）            |                                |
| 4月30日（木）            | 常識酒場             | 今井雅之 東根作寿英            | 近藤芳正 螢雪次朗 渡辺信子 須間一也 佐藤誓 井上一馬                                                  | 国舞亜矢 戸田知新 秋山菜津子 荻原賢三 皆川衆 平出由紀子                                              | アスプロデュース 飯田譲治（脚・監）                             |                                |
| 4月30日（木）            | いたれりつくせり     | 早見優                         | 西川忠志 大林丈史 広田レオナ                                                                         | 佐渡稔 早川プロ                                                                                      | アスプロデュース 笠井健夫（脚） 阿部雄一（監）                  |                                |
| 4月30日（木）            | 精神力               | 竜雷太 岡本麗                  | 中上雅巳 金杉太朗 矢野泰二                                                                           | 中上雅巳 金杉太朗 矢野泰二                                                                           | アスプロデュース 本間英行（脚） 斉藤郁宏（監）                  |                                |
| 5月7日（木）             | 瞬                   | 勝村政信                       | 樋渡真司 伊藤紘 大我のぼる                                                                           | 樋渡真司 伊藤紘 大我のぼる                                                                           | 松竹 岡田惠和（脚） 門奈克雄（監）                              |                                |
| 5月7日（木）             | すてきな休日         | 高木美保 大高洋夫              | 渡辺いっけい 海津義孝 木下ほうか                                                                     | 渡辺いっけい 海津義孝 木下ほうか                                                                     | 松竹 吉田弘美（脚） 矢野広成（監）                              |                                |
| 5月7日（木）             | 顔                   | きたろう                       | 石井愃一 木瓜みらい 田口トモロヲ                                                                     | 大杉漣 徳井優                                                                                        | 松竹 三木聡（脚） 平山秀幸（監）                                |                                |
| 5月14日（木）            | 食べ過ぎた男         | 草刈正雄 高島礼子              | 中原潤 仙波和之 前田昌明                                                                             | 中原潤 仙波和之 前田昌明                                                                             | 共同テレビ 植竹英次（脚） 落合正幸（演）                        |                                |
| 5月14日（木）            | 逆探知               | 橋爪功                         | 余貴美子 南美江 四禮正明                                                                             | 野村昇史 上杉陽一                                                                                    | 共同テレビ 笠原邦暁（脚） 山城桜子（脚） 星田良子（演）         |                                |
| 5月14日（木）            | 青い鳥               | 藤田朋子 河原さぶ              | 小河麻衣子 井田州彦 鳥居紀彦                                                                         | 小河麻衣子 井田州彦 鳥居紀彦                                                                         | 共同テレビ 鄭義信（脚） 川上一夫（演）                          |                                |
| 5月21日（木）            | タガタガの島         | 伊藤かずえ 露木由美 伊藤美紀   | | | 大映テレビ 棟居仁（脚） 勝田晃生（演）                          |                                |
| 5月21日（木）            | 声が聞こえる         | 黒田アーサー                   | 螢雪次朗 金親保雄 手嶋雅彦                                                                           | 徳元かずみ 上杉今日子 我王銀次                                                                       | 大映テレビ 棟居仁（脚） 中山博行（演）                          | 釋英勝 「声が聞こえる…」       |
| 5月21日（木）            | もれパス係長         | 小野寺昭                       | 平田純一 森次晃嗣 神田瀧夢 立野しのぶ                                                                | 大内美幸 ドン貫太郎 松尾文人 宮城健太郎 相馬剛三 東京宝映                                            | 大映テレビ 小杉山龍二郎（脚） 河崎実（演）                      | 清水義範 「もれパス係長」      |
| 6月4日（木）             | リフレクション       | 藤真利子 蜷川有紀              | 込山順子 高橋理恵子 元井須美子                                                                       | 込山順子 高橋理恵子 元井須美子                                                                       | アズバーズ 矢崎公彦（脚） 小田切正明（演）                      |                                |
| 6月4日（木）             | 人形                 | 杉本哲太                       | 桜金造 片桐竜次 二瓶鮫一 永谷孔二 津村和幸 仮屋ルリ子                                                | 藤谷果菜子 三上剛仙 代田知恵子 川奈亜衣 河内喜一郎 澤圭一                                            | アズバーズ 川道正顕（脚） 太田雅晴（演）                        | 星新一 「人形」                |
| 6月4日（木）             | お前が悪い!          | 石橋保                         | 佐原健二 北見敏之 有賀泰三 鈴木新次 平川雅浩                                                         | 水口健一 鈴木新次 円城寺衛 岩城力也 山本緑                                                           | アズバーズ 友澤晃（脚） 林高明（演）                            | 火浦功 「お前が悪い!」         |
| 6月11日（木）            | 電気じかけの幽霊     | 喜多嶋舞 坂上忍                | 吉田晃太郎 吉野真弓 橋本紀代子                                                                       | 伊東珠英 須貝たまみ                                                                                  | セントラル・アーツ 扇澤延男（脚） 雨宮慶太（監）                | しのらさとし 「AC100V」        |
| 6月11日（木）            | ハイ・ヌーン         | 玉置浩二                       | ベンガル 角替和枝 六平直政 家富ヨウジ 木村修 高月忠                                                  | 松田真智子 根上彩 網野あきら 渡辺るみ 片山裕士 青嶋達也                                              | セントラル・アーツ 神戸一彦（脚） 坂本太郎（監）                | 江口寿史 「史上最大の生中継!」 |
| 6月11日（木）            | いいかげん           | 篠田三郎                       | 勝部演之 津村鷹志 三角八朗 小松正一 中山幸一 白石なつみ 三輝みきこ 山浦栄 泉福之介 宮沢淑郎 篠田高信 | 渡部守 小川義雄 小峯鉄夫 福田直美 濱近高徳 高田絵梨子 岸本功 内田三知代 茂木和範 早川亜友子 松尾晶代 | セントラル・アーツ 武上純希（脚） 小中肇（監）                  | 梶本恵美 （原案）              |
| 6月25日（木）            | 38′25″               | 勝俣州和 中村綾                | 佐藤健太 青嶋達也                                                                                    | 佐藤健太 青嶋達也                                                                                    | 共同テレビ 戸田山雅司（脚） 星護（演）                          |                                |
| 6月25日（木）            | 箱の中               | 黒田福美 豊原功補              | ト字たかお                                                                                           | ト字たかお                                                                                           | 共同テレビ 小林竜雄（脚） 落合正幸（演）                        | 椎名誠 「箱の中」              |
| 6月25日（木）            | 不幸の伝説           | ミスターちん 太田光 古本新之輔 | まいど豊 加藤治 松美里杷 桂木亜沙美 渡部雄作 荒川昌和 宮本大誠 郷弘明 樋口裕子 塚本英博              | 船戸健行 長岡毅 加世幸市 下地千賀子 後藤京子 横田砂選 亀山助清 劇団ひまわり                          | 共同テレビ 中村功一（脚） 鈴木雅之（演）                        | 中井紀夫 「不幸の伝説」        |
| 放送日時                 | タイトル             | 主演 準主演                    | その他の出演者                                                                                       | その他の出演者                                                                                       | 制作会社 スタッフ                                               | 原作・原案                     |
| 7月2日（木）             | 水を飲む男           | 布施博                         | 橘ゆかり 四方堂亘 大林丈史 野口ひろとし                                                              | 今井耐介 堤一仁 長谷川理恵子                                                                         | KANOX 石原武龍（脚） 瀧川治水（演）                             |                                |
| 7月2日（木）             | ラッキー小泉         | 山下真司 斎藤晴彦              | 出光元 林昭夫 伊藤眞 大河内浩 冨士原恭平 比嘉ひとみ                                                  | あづみれいか 堀光昭 夏川加奈子 ドン貫太郎 鮎川昌平 中武佳奈子 吉田いづみ                             | KANOX 扇澤延男（脚） 高野正雄（演）                             |                                |
| 7月2日（木）             | 言葉のない部屋       | 木村拓哉 小林昭二              | ジミー原田 石黒正男 網野あきら 田嶋基吉 まいど豊 石川裕司 久遠利三                                   | 高山成夫 関根雪絵 角裕子 三井まゆみ 長谷川裕 玉生祐輔                                                | KANOX 扇澤延男（脚） 小川定孝（演）                             | 村野守美 「言葉のない部屋」    |
| 7月9日（木）             | 似顔絵の女           | 錦織一清                       | 梶原真弓 光石研                                                                                      | 梶原真弓 光石研                                                                                      | ザ・ドラマティック・ カンパニー 川上英幸（脚） 浅川順（監）     |                                |
| 7月9日（木）             | 赤と黒               | 大澤誉志幸 岸本加世子          | | | ザ・ドラマティック・ カンパニー 鍋割亮虎（脚） 関口菊日出（監） |                                |
| 7月9日（木）             | マジシャンのポケット | 井上順 広田レオナ              | 井川比佐志                                                                                           | 井川比佐志                                                                                           | ザ・ドラマティック・ カンパニー 猪浦直樹（脚） 下山天（監）     |                                |
| 7月23日（木）            | 顔色                 | 渡辺満里奈 藤田弓子            | 銀粉蝶 棟里佳 白石美樹                                                                               | 銀粉蝶 棟里佳 白石美樹                                                                               | キティ・フィルム 棟居仁（脚） 萩原貞明（演）                    |                                |
| 7月23日（木）            | 完全犯罪             | 内藤剛志                       | でんでん 山口仁 掛田誠 古田新太                                                                      | でんでん 山口仁 掛田誠 古田新太                                                                      | キティ・フィルム 棟居仁（脚） 三輪誠之（演）                    |                                |
| 7月23日（木）            | DOOR                 | 近藤敦 深津絵里                | 吉澤健 柴崎蛾王 山下眞季                                                                             | 吉澤健 柴崎蛾王 山下眞季                                                                             | キティ・フィルム 鈴木貴子（脚） 増田天平（演）                  |                                |
| 8月6日（木）             | 待ちぶせ             | 小堺一機                       | 平泉成 石倭裕子 浅野和之 島田果枝                                                                    | 平泉成 石倭裕子 浅野和之 島田果枝                                                                    | 共同テレビ 小山協子（脚） 落合正幸（演）                        |                                |
| 8月6日（木）             | 見たら最期           | 筧利夫                         | 久野真紀子 西田健 井上高志 大方斐紗子                                                                | 久野真紀子 西田健 井上高志 大方斐紗子                                                                | 共同テレビ 寺田敏雄（脚） 本広克行（演）                        |                                |
| 8月6日（木）             | なんなのォ!?         | 泉ピン子 村井国夫 蛭子能収     | 大塚良重 宮内順子                                                                                    | 大塚良重 宮内順子                                                                                    | 共同テレビ 倉沢左知代（脚） 星田良子（演）                      |                                |
| 8月13日（木）            | 右手の復讐           | 別所哲也 相川恵里              | | | にっかつ撮影所 沢村一幸（脚） 池田賢一（演）                    |                                |
| 8月13日（木）            | 城                   | うじきつよし                   | 戸川京子                                                                                             | 戸川京子                                                                                             | にっかつ撮影所 菅谷淳夫（脚） 堤ユキヒコ（演）                  | 諸星大二郎 「城」              |
| 8月13日（木）            | ネチラタ事件         | 細川俊之 鶴田真由              | 江守徹                                                                                               | 江守徹                                                                                               | にっかつ撮影所 野依美幸（脚） 両沢和幸（演）                    | 星新一 「ネチラタ事件」        |
| 9月3日（木）             | トラブル・カフェ     | 今井雅之 東根作寿英            | 大久保鷹 富田貴子 福島まり子                                                                         | 大久保鷹 富田貴子 福島まり子                                                                         | アスプロデュース 飯田譲治（脚・監）                             |                                |
| 9月3日（木）             | 人間国宝             | 松村雄基                       | 青山知可子 河原さぶ 三輝みきこ 麻生侑里                                                              | 青山知可子 河原さぶ 三輝みきこ 麻生侑里                                                              | アスプロデュース 笠井健夫（脚） 福田誠（監）                    |                                |
| 9月3日（木）             | 贈り物               | 中村あずさ 篠塚勝              | 平山直樹 永谷孔二 五月女純子                                                                         | 平山直樹 永谷孔二 五月女純子                                                                         | アスプロデュース 中村功一（脚） 飯田譲治 門奈克雄（監）         |                                |
| 9月10日（木）            | 髪                   | 五十嵐いづみ 桂三木助 堀部圭亮 | 山本めぐみ 宮本佳杳 河野司                                                                           | 三宅順子 宮本大誠                                                                                    | ニユーテレス 杉本恵美子（脚） 樋口徹（演）                      |                                |
| 9月10日（木）            | 奇跡を呼ぶ男         | 長谷川初範                     | 速水亮 大門正明 五島悦子                                                                             | 金井大 大林丈史 郷弘明                                                                               | ニユーテレス 近藤博幸（脚） 花堂純次（演）                      | 「鶴の恩返し」                 |
| 9月10日（木）            | つぐない             | 尾藤イサオ                     | 大前均 中村銀次 青木美枝 峯尾進 二瓶鮫一                                                             | ただのあっ子 佐々木誠人 松本明代 槙野涼 野村信次                                                     | ニユーテレス 樹太（脚） 富永卓二（演）                          |                                |
| 9月17日（木）            | 逆転                 | 片岡鶴太郎                     | 熊谷真実 森口博子 伊東達広 山崎猛                                                                    | 浜田雅功 松本人志 西尾徳 東美江                                                                      | フジテレビ 君塚良一（脚） 及川俊明（演）                        |                                |
| 9月17日（木）            | おやじ               | 笑福亭鶴瓶 中田喜子            | 森脇健児 田口トモロヲ ルー大柴 林家こぶ平                                                            | そのまんま東 関根勤 内村光良 南原清隆                                                                | フジテレビ 加藤芳一（脚） 鈴木恵悟（演）                        |                                |
| 9月17日（木）            | スローモーション     | 明石家さんま 浅田美代子        | 伊織祐未 竪山博之 宮内順子                                                                           | 清水ミチコ 工藤順一郎 工藤光一郎                                                                     | フジテレビ 清水東（脚） 荻野繁（演）                            |                                |
| 12月7日（月） （関東枠） | 被害者の顔           | 世良公則                       | | | ザ・ドラマティック・ カンパニー 川上英幸（脚） 浅川順（演）     |                                |
| 12月7日（月） （関東枠） | サムライが斬る！     | 河合美智子 山口仁              | 大杉漣                                                                                               | 大杉漣                                                                                               | ザ・ドラマティック・ カンパニー 川上英幸（脚） 舟橋哲男（演）   |                                |
| 12月7日（月） （関東枠） | 蟹缶                 | 高田純次                       | 酒井敏也                                                                                             | 酒井敏也                                                                                             | ザ・ドラマティック・ カンパニー 柳田剛一（脚） 岩井俊二（演）   |                                |

## 1990年
| 放送日時                 | タイトル                | 主演 準主演                  | その他の出演者 | その他の出演者                                                                                                 | 制作会社 スタッフ                          | 原作・原案                            |
| 10月4日（木） 秋の特別編 | 絶対イヤ!               | 斉藤由貴 塩沢とき            | 亀井光代 石井愃一 田根楽子 三股亜由美 大高洋夫 渡辺哲 乃木涼介 宮辺勝彦 山下真広 藤戸勝弘 海老原英輝 村上靖博 高橋喜代巳       | 坂東恵 庄司永建 小宮健吾 レオ・メンゲティ 清水英哉 高石賢二 河岸加奈子 高見沢アンナ 小峰佳代 奥谷昭夫 山田邦貴 | 共同テレビ 土屋斗紀雄（脚） 星護（演）     |                                       |
| 10月4日（木） 秋の特別編 | ミッドナイトコール      | 本木雅弘 藤谷美和子 梅津栄   | | | 共同テレビ 戸田山雅司（脚） 落合正幸（演） |                                       |
| 10月4日（木） 秋の特別編 | そこに扉があった        | 沢口靖子 小鹿番              | 関山耕司 上田綾 佐藤裕 | 肥後克広 峯村康平 菊地彩美                                                                                     | 共同テレビ 深谷仁一（脚） 星田良子（演）   |                                       |
| 10月4日（木） 秋の特別編 | 代打はヒットを打ったか? | 伊武雅刀                     | 朝比奈順子 河原さぶ 金子研三 若山幸子 小次郎 加瀬秀雄 渡辺いっけい 亜崎研二 一橋大介 太田直人 太組富士雄 江口ゆかり 奥山眞佐子 | 坂谷龍一 山崎宗委 野崎昌一 須田珠理 青嶋達也 山瀬秀雄 笠原邦子 麻理亜 リンダ 豊島久美子 長谷川大輔 五十嵐啓祐  | 共同テレビ 中村功一（脚） 鈴木雅之（演）   | 山田正紀 「代打はヒットを打ったか？」 |
| 10月4日（木） 秋の特別編 | 幸福の選択              | 浅野ゆう子 常田富士男 江藤潤 | 戸田研一郎 菊地かおり 稲葉祐貴                                                                                                 | 戸田研一郎 菊地かおり 稲葉祐貴                                                                                 | 共同テレビ 中園ミホ（脚） 小椋久雄（演）   |                                       |

## 1991年
| 放送日時                  | タイトル                            | 主演 準主演                    | その他の出演者 | その他の出演者                                                                            | 制作会社 スタッフ                                           | 原作・原案                            |
| 1月3日（木） 冬の特別編   | 大予言                              | 吉田栄作 松本伊代              | つちやかおり 恵俊彰 津田卓也 市川かおり 是永克也 ソーハン マンジョット・ベディ 坂谷龍一 野沢英敏 大森竜太 斉藤智子 松本美貴 | 山本ともあ 駒ゆきえ 奥沢茂 皆川拓也 山本緑 木村修 新井すみれ 渡辺ゆき子 五ノ上力 作原利雄 | 共同テレビ 浜田金広（脚） 鈴木雅之（演）                    |                                       |
| 1月3日（木） 冬の特別編   | 王様の耳はロバの耳                  | 南野陽子 薬丸裕英 渡辺美奈代   | |                                                                                           | 共同テレビ 中園ミホ（脚） 松田秀知（演）                    |                                       |
| 1月3日（木） 冬の特別編   | 帰れない                            | 片岡鶴太郎 立石凉子            | 山口弘和 斉藤暁 横山あきお 小須田康人 京晋佑                                                                                | 伊藤正宏 森山米次 片山富視 大友大輔                                                       | 共同テレビ 野依美幸（脚） 小椋久雄（演）                    |                                       |
| 1月3日（木） 冬の特別編   | さよなら6年2組                      | 中森明菜 小林千登勢            | 加賀谷純一 小林大介 中山亮 徳永浩之 小島幸子 山崎竹子 吉川一紀                                                              | 太田有美 内田崇吉 松永哲雄 松岡歩 内田守彦 小野智子                                       | 共同テレビ 君塚良一（脚） 落合正幸（演）                    |                                       |
| 1月3日（木） 冬の特別編   | 復讐クラブ                          | 橋爪功 入川保則                | 田山涼成 ビートきよし 六平直政 田村元治 山崎満 日埜洋人 朝井翔 松美さかえ                                                   | 高橋珠美子 峰田智代 三上瓔子 徳元かずみ 滝川健 大沢ゆかり 北河純子 三浦貴臣               | 共同テレビ 深谷仁一（脚） 星護（演）                        | 諸星大二郎 「復讐クラブ」             |
| 1月3日（木） 冬の特別編   | 昔みたい                            | いしだあゆみ 竹脇無我 真木洋子 | 清水英哉 朝倉沙友美 吉井尚子 大内美和子                                                                                     | 池田智彰 小糸和泉 植松佳菜美                                                              | 共同テレビ 月島水樹（脚） 藤田明二（演）                    |                                       |
| 4月4日（木） 春の特別編   | 偶然やろ?                           | 明石家さんま 未來貴子          | 斉藤満喜子 川嶋朋子 幸亜矢子 大林丈史 河野智是 椎名茂                                                                       | 加世幸市 船戸健行 塩原恒夫 岩尾康廷 ジミー大西                                            | 共同テレビ 戸田山雅司（脚） 星護（監・演）                  | 杉本高文 （原案）                     |
| 4月4日（木） 春の特別編   | 朝まで生殺人                        | 名取裕子 渡辺えり子            | 山崎大輔 坂田祥一郎 松井哲也 谷津勲 宮島りゅう子 花原照子 有本操                                                            | 天現寺竜 木場彰一 蝦名肇 大沢ゆかり 大塚浩 青空球一                                       | 共同テレビ 中園ミホ（脚） 星田良子（監・演）                |                                       |
| 4月4日（木） 春の特別編   | 急患                                | 近藤真彦 松本留美 佐野史郎     | 荒井乃梨子 津田卓也 神田正夫 奥谷昭夫                                                                                       | 荒井乃梨子 津田卓也 神田正夫 奥谷昭夫                                                     | 共同テレビ 君塚良一（脚） 落合正幸（監・演）                |                                       |
| 4月4日（木） 春の特別編   | もう一人の花嫁                      | 沢口靖子 山下容莉枝 高島忠夫   | ただのあっ子 吉野泰右 笠原清美                                                                                              | ただのあっ子 吉野泰右 笠原清美                                                            | 共同テレビ 月島水樹（脚） 鈴木雅之（監・演）                |                                       |
| 4月4日（木） 春の特別編   | 夢を買う男                          | 柳葉敏郎 石野真子 室田日出男   | 須永慶 黒之助 剣介 村瀬絵美 西本穀                                                                                          | 山本恵美子 田村元治 橘家二三蔵 山中秀樹 伊藤大佑                                          | 共同テレビ 林誠人（脚） 松田秀知（監・演）                  | ロバート・シェクリイ 「夢売ります」   |
| 10月3日（木） 秋の特別編  | ニュースおじさん                    | 大竹しのぶ 益岡徹 唐十郎       | 中川真弓 篠原涼子 浅見小四郎 嶋村かおり 坂谷龍一                                                                            | 小林賢二 渡会良 石井宏美 ト字たかお 豊島まさみ                                            | 共同テレビ 中園美保（脚） 鈴木雅之（演）                    | 大場惑 「ニュースおじさん」           |
| 10月3日（木） 秋の特別編  | バーチャル・リアリティ              | 錦織一清 小野寺昭              | 吉田紀之 宮沢千絵 津田卓也 田中克枝                                                                                         | 吉田紀之 宮沢千絵 津田卓也 田中克枝                                                       | 共同テレビ 戸田山雅司（脚） 星護（演）                      |                                       |
| 10月3日（木） 秋の特別編  | 戦争はなかった                      | 林隆三 北村総一朗 大森暁美     | 守田比呂也 石見栄英 笠井一彦 正城慎太郎 天現寺竜 岸本一人                                                                   | 三井善忠 谷田真吾 清水真由 酒井麻吏 徳元かずみ                                            | 共同テレビ 君塚良一（脚） 落合正幸（演）                    | 小松左京 「戦争はなかった」           |
| 10月3日（木） 秋の特別編  | 開かずの踏切                        | 石田純一 野村真美              | ベンガル 山崎大輔 土倉有貴                                                                                                  | 下元勉 奥田佳子                                                                           | 共同テレビ 笠原邦暁（脚） 松田秀知（演）                    |                                       |
| 10月3日（木） 秋の特別編  | 40年                                | 八千草薫 淡路恵子              | 宮下直紀 原ひさ子 村上冬樹 小栗香織 四禮正明 高杉哲平                                                                       | 荻原賢三 布施木昌之 奥村正 城海峰 早川亜友子                                              | 共同テレビ 金子成人（脚） 藤田明二（演）                    | 月島水樹 （原案）                     |
| 12月26日（木） 冬の特別編 | 王将                                | 丹波哲郎 高橋一也              | 後藤えり子 松熊信義 三川雄三 榎田逸美 深谷隆                                                                                | 赤坂広人 関口真理子 鮎原美帆 武川信介 岸本一人                                            | 共同テレビ 中村功一（脚） 星護（監・演）                    |                                       |
| 12月26日（木） 冬の特別編 | 午前3時のノック                     | 工藤静香 橋爪淳                | 安永亜衣 荒井乃梨子 高木真美子 井上泰夫                                                                                     | 宮本大誠 寺田千穂 伊藤博幸 秋山晴子                                                       | 共同テレビ 月島水樹（脚） 笠原邦暁（脚） 松田秀知（監・演） | 小河原一博 「午前3時のノック」        |
| 12月26日（木） 冬の特別編 | 犬の穴                              | 三浦友和 浅田美代子 青山知可子 | 長谷まりの 須賀不二男 江崎玲菜                                                                                              | 奥谷昭夫 ホワイト                                                                         | 共同テレビ 笠原邦暁（脚） 星田良子（監・演）                | 山田正紀 「犬の穴」                   |
| 12月26日（木） 冬の特別編 | 23分間の奇跡                        | 賀来千香子                     | 松美里杷 反田孝幸 中澤早紀 星野真理 清水香里 荻野純一                                                                       | 堀裕晶 堀内詩凡 坂田めぐみ 湯澤真伍 森川浩雅                                              | 共同テレビ 石井信之（脚） 河野圭太（監・演）                | ジェームズ・クラベル 「23分間の奇跡」 |
| 12月26日（木） 冬の特別編 | ハッピーバースデー ツー・マイホーム | 役所広司 岩崎良美 河原崎建三   | 斉藤満喜子 武藤洋行 遠藤哲司 ト字たかお 澤井伽奈子 山本奈々                                                                 | 海野義貴 島村拓也 田中愛子 青木奈祐 北尾亘                                                | 共同テレビ 君塚良一（脚） 落合正幸（監・演）                |                                       |

## 1992年
| 放送日時                  | タイトル                  | 主演 準主演         | その他の出演者                                                        | その他の出演者                                                                         | 制作会社 スタッフ                                 | 原作・原案                    |
| 4月9日（木） 春の特別編   | シャドウ・ボクサー        | 柳葉敏郎 小高恵美   | 奥村公延 藤田啓而 宮辺勝彦 高田祐治 佐藤康治 斉藤彰 増島剛之 志村知幸 | 新家一弘 岡俊之 福田亘 塚田亘 藤戸勝弘 持田和明 奥下智一 島川威 山口勝治               | 共同テレビ 中村功一（脚） 星護（演）              |                               |
| 4月9日（木） 春の特別編   | 笑いの天才                | 菊池桃子 相原勇     | 野々村真 花王おさむ 水森コウ太 増田由紀夫                             | 高橋等 宇都宮理子 成田昌平 和岐多千尋 白石深雪                                         | 共同テレビ 戸田山雅司（脚） 佐藤祐市（演）        | 嶋田浩司 （原案）             |
| 4月9日（木） 春の特別編   | 奇遇                      | 片岡鶴太郎 仲本工事 | 芦川よしみ                                                            | 片岡新兵衛 久保晶 夏川加奈子 佐藤百起                                                  | 共同テレビ 田辺満（脚） 鈴木雅之（演）            | 高井信 「世にも奇遇な物語」   |
| 4月9日（木） 春の特別編   | 震える愛                  | 南果歩 西岡徳馬     | 三谷昇 石井哉 阿川藤太 中上ちか 久我美智子                            | 羽田圭子 郷弘明 高瀬ひとみ 早川真央 稲葉祐貴                                           | 共同テレビ 君塚良一（脚） 落合正幸（演）          |                               |
| 4月9日（木） 春の特別編   | 気づかれない男            | 陣内孝則 森尾由美   | 白石貴綱 鈴木慎平 上野淳 小林和之 鎌江愛 金野かなえ 亀丘理絵 鮎原美帆 | 山川弘乃 五十嵐美鈴 津村和幸 藤井夕香 小野寺文彦 浅見誠 酒井亜希子 小泉里恵 小松たかし | 共同テレビ 田辺満 戸田山雅司（脚） 松田秀知（演） |                               |
| 12月30日（水） 冬の特別編 | 妄想特急                  | 中井貴一 中村れい子 | あめくみちこ 中村基子 平泉成                                          | あめくみちこ 中村基子 平泉成                                                           | 共同テレビ 中村功一（脚） 鈴木雅之（演）          | かんべむさし 「妄想特急」     |
| 12月30日（水） 冬の特別編 | 48年目の約束              | 沢口靖子 風見章子   | 広岡由里子 緋多景子 藤井佳代子                                        | 広岡由里子 緋多景子 藤井佳代子                                                         | 共同テレビ 倉沢左知代（脚） 小野原和宏（演）      |                               |
| 12月30日（水） 冬の特別編 | ロンドンは 作られていない | 野村宏伸 仲谷昇     | 渡辺典子 今井里美 棟里佳                                              | 渡辺典子 今井里美 棟里佳                                                               | 共同テレビ 戸田山雅司（脚） 松田秀知（演）        | 清水義範 「唯我独存」         |
| 12月30日（水） 冬の特別編 | 穴                        | いかりや長介        | 中本賢 前沢保美 中澤敦子 松美里杷                                     | 中本賢 前沢保美 中澤敦子 松美里杷                                                      | 共同テレビ 深谷仁一（脚） 土方政人（演）          | 星新一 「おーい、でてこーい」 |
| 12月30日（水） 冬の特別編 | 私の赤ちゃん              | 萬田久子 長谷川初範 | 久我美智子 野沢由香里 今井あずさ                                      | 久我美智子 野沢由香里 今井あずさ                                                       | 共同テレビ 小山協子（脚） 落合正幸（演）          |                               |
| 12月30日（水） 冬の特別編 | サブリミナル              | 東幹久 森本レオ     | 泉晶子 渋谷優子 松田真知子                                            | 泉晶子 渋谷優子 松田真知子                                                             | 共同テレビ 高山直也（脚） 星護（演）              |                               |

## 1993年
| 放送日時                   | タイトル         | 主演 準主演           | その他の出演者                                               | その他の出演者                                                                | 制作会社 スタッフ                    | 原作・原案                      |
| 7月30日（金） 真夏の特別編 | 非常識宴会       | 石黒賢 河原さぶ       | 中原潤 市川勇 遠山俊也 田口浩正 藤真京介 吉家明仁 金剛寺美樹 | 山崎真由美 利根川祐子 柾木良子 白川達士 嵯峨田啓子 三宅ゆりか 山浦栄 中澤敦子 | 東映 戸田山雅司（脚） 大井利夫（監） |                                 |
| 7月30日（金） 真夏の特別編 | 隣の声           | 松下由樹 あめくみちこ | 若松俊秀 澤山雄次 青山雪菜                                   | でんでん 吉田真希子 吉田伸男                                                  | 東映 北川悦吏子（脚） 落合正幸（監） |                                 |
| 7月30日（金） 真夏の特別編 | ガード下の出来事 | 菅原文太 大寶智子     | 植田あつき 川上たけし 斉藤暁 池田裕成 菅原加織               | 牧口元美 岡野耕作 高月忠 水野百合香 塚本健志                                  | 東映 岡田惠和（脚） 坂本太郎（監）   | 上野顕太郎 「帽子男は眠れない」 |
| 7月30日（金） 真夏の特別編 | ラブチェアー     | 南果歩 石橋保         | 中島ひろ子 二宮寛 五野上力                                   | 村澤俊彦 増田雄一 風間将義                                                    | 東映 野依美幸（脚） 山田大樹（監）   | 大木三千代 「ラブチェアー」     |
| 7月30日（金） 真夏の特別編 | いじめられる女   | 大鶴義丹 水野真紀     | 石橋蓮司 新藤恵美 石川真希                                   | 阿部光子 北島京子 井上祐季子                                                  | 東映 田辺満（脚） 小椋久雄（監）     | 村田基 「愛の衝撃」             |

## 1994年
| 放送日時                      | タイトル                | 主演 準主演         | その他の出演者 | その他の出演者 | 制作会社 スタッフ                                     | 原作・原案                        |
| 1月6日（木） 冬の特別編       | 心の声が聞こえる        | 内田有紀 今井雅之   | 高杉亘 宝生舞 田中有紀美 山下真希 ただのあっ子 沼倉絵里子 薬師寺容子 加藤良 中沢早希 石波義人 伊藤哲哉 白崎貴子 星野亘 金房求 小谷野啓 金子由之 安田栄徳                                    | 高杉亘 宝生舞 田中有紀美 山下真希 ただのあっ子 沼倉絵里子 薬師寺容子 加藤良 中沢早希 石波義人 伊藤哲哉 白崎貴子 星野亘 金房求 小谷野啓 金子由之 安田栄徳                                    | 共同テレビ 田辺満（脚） 木下高男（監）                | 浜田金広 （原案）                 |
| 1月6日（木） 冬の特別編       | 言葉の戦争              | 吉田栄作 伊藤美紀   | 北村総一朗 彦摩呂 山崎一 大杉漣 浅野和之 須永慶 飛志津秀治 林田十士男 鮎原美帆 佐竹京子 友里ゆり 山下徳久 杜美由記 二宮知美 竹田真 国本政守 小林操 名倉潤 渡辺勝彦 鶴田東 大関正美 北野政年 | 北村総一朗 彦摩呂 山崎一 大杉漣 浅野和之 須永慶 飛志津秀治 林田十士男 鮎原美帆 佐竹京子 友里ゆり 山下徳久 杜美由記 二宮知美 竹田真 国本政守 小林操 名倉潤 渡辺勝彦 鶴田東 大関正美 北野政年 | 共同テレビ 戸田山雅司（脚） 鈴木雅之（監）            | 清水義範 「言葉の国」             |
| 1月6日（木） 冬の特別編       | ルナティック・ラヴ      | 豊川悦司 中島ひろ子 | ちはる 光石研 原田雄司 岡美奈子 角口明美 渡辺憲吉 松本朋丈 | ちはる 光石研 原田雄司 岡美奈子 角口明美 渡辺憲吉 松本朋丈 | ザ・ドラマティック・ カンパニー 岩井俊二（脚・監）    | 岩井俊二 （原作）                 |
| 1月6日（木） 冬の特別編       | にぎやかな食卓          | いしだ壱成          | 范文雀 角野卓造 下條アトム 早崎文司 川嶋朋子 網野あきら 木村直子 後藤展江 三田村慎 | 范文雀 角野卓造 下條アトム 早崎文司 川嶋朋子 網野あきら 木村直子 後藤展江 三田村慎 | 東映 沢村一幸（脚） 井坂聡（監）                      | 井浪達也 （原案）                 |
| 1月6日（木） 冬の特別編       | ふたり                  | 西田ひかる 葛山信吾 | 松野有里巳 北見敏之 立石涼子 堀川早苗 高杉哲平 石山雄大 篠田薫 滝雅人 若尾義昭 葉月レイナ 西側有利子                                                                                        | 松野有里巳 北見敏之 立石涼子 堀川早苗 高杉哲平 石山雄大 篠田薫 滝雅人 若尾義昭 葉月レイナ 西側有利子                                                                                        | 東映 戸田山雅司（脚） 麻生かさね（脚） 辻野正人（監） |                                   |
| 3月30日（水） 春の特別編      | 転校生                  | 瀬戸朝香 岡田秀樹   | 浅野麻衣子 Melody | 浅野麻衣子 Melody | 共同テレビ 沢村一幸（脚） 木下高男（演）              |                                   |
| 3月30日（水） 春の特別編      | 時間よ戻れ!             | 萩原聖人            | | | 共同テレビ 高山直也（脚） 村上正典（演）              | 岡崎弘明 「私、こういうものです」 |
| 3月30日（水） 春の特別編      | ある朝パニック          | 大地真央            | 山崎一 | 山崎一 | 東映 酒井直行（脚） 小中肇（監）                      | 福山庸治 「ある朝パニック」       |
| 3月30日（水） 春の特別編      | 指名手配の男            | 加勢大周 中島唱子   | 岡村洋一 | 岡村洋一 | ザ・ドラマティック・ カンパニー 下山天（脚・監）      | 東一文 （原案）                   |
| 3月30日（水） 春の特別編      | かげふみ                | 布施博              | 羽場裕一 | 羽場裕一 | 東映 辻野富夫（脚） 辻野正人（監）                    |                                   |
| 7月7日（木） 七夕の特別編     | 罰ゲーム                | 永作博美 井ノ原快彦 | 遠藤雅 大野愛 | 遠藤雅 大野愛 | 共同テレビ 高山直也（脚） 土方政人（演）              | 多島斗志之 「罰ゲーム」           |
| 7月7日（木） 七夕の特別編     | 時の女神                | 柳葉敏郎 水野真紀   | 木下修一郎 奥菜恵 | 木下修一郎 奥菜恵 | 共同テレビ 小山協子（脚） 落合正幸（脚・演）          | 筒井康隆 「時の女神」             |
| 7月7日（木） 七夕の特別編     | 恐竜はどこへ行ったのか? | 松下由樹 佐野史郎   | 清水鉱治 村松克己 | 清水鉱治 村松克己 | 共同テレビ 中村樹基（脚） 星護（演）                  |                                   |
| 10月10日（月・祝） 秋の特別編 | 出られない              | 斉藤由貴 豊原功補   | | | 共同テレビ 田辺満（脚） 佐藤祐市（演）                | 高山直也 （原案）                 |
| 10月10日（月・祝） 秋の特別編 | 君だけに愛を            | 財前直見 大高洋夫   | 四方堂亘 大杉漣 | 四方堂亘 大杉漣 | 共同テレビ 戸田山雅司（脚） 落合正幸（演）            |                                   |
| 10月10日（月・祝） 秋の特別編 | 思い出を売る男          | 小堺一機 岡江久美子 | 佐戸井けん太 高杉亘 山崎一 | 佐戸井けん太 高杉亘 山崎一 | 共同テレビ 林誠人（脚） 土方政人（演）                |                                   |

## 1995年
| 放送日時                 | タイトル           | 主演 準主演                | その他の出演者                      | その他の出演者                      | 制作会社 スタッフ                            | 原作・原案                  |
| 1月4日（水） 冬の特別編  | ブルギさん         | 田原俊彦                   | 酒井敏也                            | 酒井敏也                            | 共同テレビ 田辺満（脚） 佐藤祐市（演）       | 星新一 「もてなし」         |
| 1月4日（水） 冬の特別編  | 鍵                 | 松雪泰子                   |                                     |                                     | 東映 高山直也（脚） 土方政人（演）           |                             |
| 1月4日（水） 冬の特別編  | 最後の喫煙者       | 林隆三 筒井康隆            | 梶原善 大杉漣                       | 梶原善 大杉漣                       | 共同テレビ 田子明弘（脚） 落合正幸（演）     | 筒井康隆 「最後の喫煙者」   |
| 1月4日（水） 冬の特別編  | そのボタンを押すな | 西村雅彦 寺田農            |                                     |                                     | 共同テレビ 中村樹基（脚） 星護（演）         |                             |
| 1月4日（水） 冬の特別編  | 夢のつづき         | 片岡鶴太郎 あめくみちこ    | 芳本美代子                          | 芳本美代子                          | 共同テレビ 中村樹基（脚） 河野圭太（演）     | 星新一 「はやる店」         |
| 4月3日（月） 春の特別編  | 指環（リング）     | 黒木瞳 小木茂光            |                                     |                                     | 共同テレビ 笠原邦暁（脚） 土方政人（演）     |                             |
| 4月3日（月） 春の特別編  | 友子の長い朝       | ともさかりえ 志垣太郎      | 岡田義徳                            | 岡田義徳                            | 共同テレビ 梅田みか（脚） 本広克行（演）     | 藤野美奈子 「友子の長い朝」 |
| 4月3日（月） 春の特別編  | トイレの落書き     | 木村拓哉                   | 不破万作 ダンカン                   | 不破万作 ダンカン                   | 共同テレビ 鈴木勝秀（脚） 落合正幸（演）     |                             |
| 4月3日（月） 春の特別編  | 笑う頭脳           | 橋爪功 鷲尾いさ子 佐野史郎 | 尾形竜太                            | 尾形竜太                            | 共同テレビ 戸田山雅司（脚） 小椋久雄（演）   |                             |
| 4月3日（月） 春の特別編  | 地図にない町       | 石黒賢                     |                                     |                                     | 共同テレビ 高山直也（脚） 木下高男（演）     |                             |
| 10月4日（水） 秋の特別編 | 23歳の老人         | 中居正広                   | 仲本工事 野添義弘                   | 仲本工事 野添義弘                   | 共同テレビ 戸田山雅司（脚） 土方政人（演）   | 渡辺浩弐 「浦島太郎」       |
| 10月4日（水） 秋の特別編 | 友子の長い夜       | ともさかりえ 藤村ちか      |                                     |                                     | 共同テレビ 中谷まゆみ（脚） 小野原和宏（演） | 藤野美奈子 「友子の長い夜」 |
| 10月4日（水） 秋の特別編 | 地獄のタクシー     | 佐野史郎 長江英和          | 京晋佑 尾形竜太                     | 京晋佑 尾形竜太                     | 共同テレビ 中村樹基（脚） 星護（演）         |                             |
| 10月4日（水） 秋の特別編 | 殺人者の高橋さん   | 布施博 石田えり            | 不破万作 深水三章 阿南健治 伊藤俊人 | 不破万作 深水三章 阿南健治 伊藤俊人 | 共同テレビ 三上幸四郎（脚） 落合正幸（演）   |                             |
| 10月4日（水） 秋の特別編 | マエストロ         | 鹿賀丈史 大島智子          | 白井晃 佐戸井けん太 山下容莉枝      | 白井晃 佐戸井けん太 山下容莉枝      | 共同テレビ 高山直也（脚） 鈴木雅之（演）     |                             |

## 1996年
| 放送日時                    | タイトル                   | 主演 準主演                   | その他の出演者                        | その他の出演者                        | 制作会社 スタッフ                              | 原作・原案                    |
| 1月4日（木） 冬の特別編     | 追っかけ                   | 保阪尚輝 芳本美代子           | 仲間由紀恵                            | 仲間由紀恵                            | 共同テレビ 砂本量（脚） 本広克行（演）         |                               |
| 1月4日（木） 冬の特別編     | 赤ちゃん養育ソフト         | 野村宏伸 永作博美             |                                       |                                       | 共同テレビ 三上幸四郎（脚） 落合正幸（演）     |                               |
| 1月4日（木） 冬の特別編     | ザ・ニュースキャスター     | 飯島直子                      | 吉野容臣                              | 吉野容臣                              | 共同テレビ 高山直也（脚） 佐藤祐市（演）       |                               |
| 1月4日（木） 冬の特別編     | 先生の『あんなこと』       | 西村雅彦 奥菜恵               | 榊原利彦 栗原絵美                     | 榊原利彦 栗原絵美                     | 共同テレビ 小野喜世仁（脚） 鈴木雅之（演）     |                               |
| 1月4日（木） 冬の特別編     | 熊の木本線                 | 石田純一 金田明夫             | 近藤芳正 深澤幸太                     | 近藤芳正 深澤幸太                     | 共同テレビ 戸田山雅司（脚） 小椋久雄（演）     | 筒井康隆 「熊の木本線」       |
| 3月25日（月） 春の特別編    | ミッドナイトDJ             | 石黒賢 菅野美穂               | 中原潤 大森南朋 升毅（声） 北川智繪   | 中原潤 大森南朋 升毅（声） 北川智繪   | 共同テレビ 三上幸四郎（脚） 落合正幸（脚・演） |                               |
| 3月25日（月） 春の特別編    | 年功不序列                 | 金田明夫 袴田吉彦             | 伊藤俊人 山崎一 斉藤暁 西村淳二       | 伊藤俊人 山崎一 斉藤暁 西村淳二       | 共同テレビ 高橋留美（脚） 土方政人（演）       |                               |
| 3月25日（月） 春の特別編    | 怪我                       | 鷲尾いさ子 今井雅之           | 大杉漣 井田州彦 佐戸井けん太          | 草村礼子 田中哲司                     | 君塚良一（脚） 小椋久雄（演）                  | 中井紀夫 「怪我」             |
| 10月2日（水） 秋の特別編    | 不定期バスの客             | 中居正広                      | 矢島健一 中村方隆 小野敦子            | 矢島健一 中村方隆 小野敦子            | 共同テレビ 鈴木勝秀（脚） 佐藤祐市（演）       | 中原文夫 「不定期バスの客」   |
| 10月2日（水） 秋の特別編    | のどが渇く                 | 椎名桔平 光石研               | 伊藤紘 伊藤洋三郎 大村美樹            | 伊藤紘 伊藤洋三郎 大村美樹            | ROBOT 藤田昌裕（脚） 片岡K（脚・演）           |                               |
| 10月2日（水） 秋の特別編    | 壁の小説                   | 大塚寧々 升毅                 | 大高洋夫 長江英和 黒田勇樹            | 大高洋夫 長江英和 黒田勇樹            | 共同テレビ 中村樹基（脚） 星護（演）           |                               |
| 10月2日（水） 秋の特別編    | すみません、握手して下さい | 岡本信人 今井里美             | 鈴木慎平                              | 鈴木慎平                              | 共同テレビ 北川悦吏子（脚） 松田秀知（演）     |                               |
| 10月2日（水） 秋の特別編    | 公園デビュー               | 鈴木保奈美 山下容莉枝         | 山崎一 畠山明子 ト字たかお            | 山崎一 畠山明子 ト字たかお            | 共同テレビ 戸田山雅司（脚） 鈴木雅之（演）     | 浅田敦史 （原案）             |
| 12月24日（火） 聖夜の特別編 | ゴリラ                     | 坂東八十助 勝俣州和           | 小島聖 寺島進 木村多江                | 小島聖 寺島進 木村多江                | ROBOT 小山薫堂（脚） 片岡K（演）               |                               |
| 12月24日（火） 聖夜の特別編 | 恐怖のカラオケ歌合戦       | 野村宏伸 田口浩正             | 金田明夫 芳本美代子 藤木直人 伊藤美紀 | 金田明夫 芳本美代子 藤木直人 伊藤美紀 | 共同テレビ 樽谷春緒（脚） 小野原和宏（演）     | 梶尾真治 「絶唱の瞬間」       |
| 12月24日（火） 聖夜の特別編 | テレパシー・ラブ           | 水野真紀 生瀬勝久             | 深水三章 上野正希子 高木まみ子        | 深水三章 上野正希子 高木まみ子        | 共同テレビ 高橋留美（脚） 松田秀知（演）       | 山崎洋子 「テレパシー・ラブ」 |
| 12月24日（火） 聖夜の特別編 | 主婦さち子の秘かな愉しみ   | 野際陽子 パトリック・ハーラン | 大島蓉子 伊藤俊人 ト字たかお          | 大島蓉子 伊藤俊人 ト字たかお          | 共同テレビ 浅田敦史（脚） 佐藤祐市（演）       |                               |
| 12月24日（火） 聖夜の特別編 | 2040年の メリークリスマス  | 萩原聖人 木村佳乃             | 江良潤 長尾陽香 大鷹明良              | 江良潤 長尾陽香 大鷹明良              | 共同テレビ 高橋留美（脚） 小椋久雄（演）       | 井上夢人 「四十四年後の証明」 |

## 1997年
| 放送日時                 | タイトル         | 主演 準主演         | その他の出演者                    | その他の出演者                    | 制作会社 スタッフ                          | 原作・原案                    |
| 3月31日（月） 春の特別編 | 完全治療法       | 武田真治 篠井英介   | 岸博之 中村麻美 主浜はるみ        | 岸博之 中村麻美 主浜はるみ        | 共同テレビ 鈴木勝秀（脚） 小椋久雄（演）   | 渡辺浩弐 「また会いましたね」 |
| 3月31日（月） 春の特別編 | 管理人           | 松嶋菜々子          | 塩見三省 西牟田恵 伊藤洋三郎      | 塩見三省 西牟田恵 伊藤洋三郎      | 共同テレビ 大石哲也（脚） 松田秀知（演）   | 山田正紀 「まだ名もない悪夢」 |
| 3月31日（月） 春の特別編 | 扉の先           | 椎名桔平 今井雅之   | NARUKO 温水洋一 田中哲司 入江達也 | NARUKO 温水洋一 田中哲司 入江達也 | 共同テレビ 鈴木勝秀（脚） 落合正幸（演）   |                               |
| 3月31日（月） 春の特別編 | 史上最強の転校生 | 安達祐実 中村綾     | 北原佐和子 大杉漣 鶴見辰吾        | 北原佐和子 大杉漣 鶴見辰吾        | 東映 武上純希（脚） 辻野正人（演）         |                               |
| 3月31日（月） 春の特別編 | 私に似た人       | 西村雅彦 安達香代子 | 谷本一 山口正之輔 勝光徳          | 谷本一 山口正之輔 勝光徳          | 共同テレビ 橋部敦子（脚） 中江功（演）     |                               |
| 10月6日（月） 秋の特別編 | ウィルス         | 広末涼子 吉田朝     | 野口雅弘 楠本真一 濱近高徳        | 野口雅弘 楠本真一 濱近高徳        | 共同テレビ 高山直也（脚） 佐藤祐市（演）   | 渡辺浩弐 「特殊部隊」         |
| 10月6日（月） 秋の特別編 | 無実の男         | 草彅剛 菊池麻衣子   | 大高洋夫 でんでん 畠山明子        | 大高洋夫 でんでん 畠山明子        | 共同テレビ 鈴木勝秀（脚） 土方政人（演）   |                               |
| 10月6日（月） 秋の特別編 | 女は死んでいない | 杉本哲太 長江英和   | 大杉漣 六角精児 木村多江 田中哲司 | 大杉漣 六角精児 木村多江 田中哲司 | 共同テレビ 落合正幸（脚・演）              | 渡辺浩弐 「0310-345の謎」     |
| 10月6日（月） 秋の特別編 | 望みの夢         | 菅野美穂 小島聖     | 橋爪浩一 鈴木慶太 岩田安生        | 橋爪浩一 鈴木慶太 岩田安生        | 共同テレビ 中村樹基（脚） 星護（演）       |                               |
| 10月6日（月） 秋の特別編 | 自殺悲願         | 山﨑努 渡辺いっけい | 銀粉蝶 棟里佳 篠原秀豊            | 銀粉蝶 棟里佳 篠原秀豊            | 共同テレビ 三上幸四郎（脚） 福本義人（演） | 筒井康隆 「自殺悲願」         |

## 1998年
| 放送日時                 | タイトル               | 主演 準主演         | その他の出演者                        | その他の出演者                        | 制作会社 スタッフ                            | 原作・原案 |
| 4月8日（水） 春の特別編  | サムライ化する男       | 香取慎吾 辻香緒里   | 北見敏之 田山涼成 石井愃一 久保晶     | 北見敏之 田山涼成 石井愃一 久保晶     | 共同テレビ 高山直也（脚） 土方政人（演）     |            |
| 4月8日（水） 春の特別編  | トラウマ               | 稲森いずみ 長江英和 | 陰山泰 二階堂智 伊藤幸純              | 陰山泰 二階堂智 伊藤幸純              | 共同テレビ 中村樹基（脚） 星護（脚・演）     |            |
| 4月8日（水） 春の特別編  | くしゃみ               | 西村雅彦 浅野和之   | 斉藤暁 遠山俊也 田中要次 須永慶       | 斉藤暁 遠山俊也 田中要次 須永慶       | 共同テレビ 戸田山雅司（脚） 鈴木雅之（演）   |            |
| 4月8日（水） 春の特別編  | 5分後の女              | 安田成美 阿部百合子 | 升毅 大杉漣 ト字たかお 崎本大海       | 升毅 大杉漣 ト字たかお 崎本大海       | 共同テレビ 大野敏哉（脚） 落合正幸（脚・演） |            |
| 4月8日（水） 春の特別編  | そして、くりかえす     | 内村光良 渡辺由紀   | 酒井敏也 伊沢弘 田村元治              | 酒井敏也 伊沢弘 田村元治              | 共同テレビ 田中一彦（脚） 杉本達（脚・演）   |            |
| 9月25日（金） 秋の特別編 | 中学教師               | 稲垣吾郎 村松克己   | ただのあっ子 大杉漣 浅見れいな        | ただのあっ子 大杉漣 浅見れいな        | 共同テレビ 鈴木勝秀（脚） 落合正幸（脚・演） |            |
| 9月25日（金） 秋の特別編 | 黄色が恐い             | 鶴田真由 宮田早苗   | 大越史歩 まいど豊 渡辺憲吉            | 大越史歩 まいど豊 渡辺憲吉            | 共同テレビ 高山直也（脚） 土方政人（演）     |            |
| 9月25日（金） 秋の特別編 | ダジャレ禁止令         | 小野武彦 山崎一     | 並樹史朗 大塚良重 マギー司郎          | 久保晶 須永慶                         | 共同テレビ 大野敏哉（脚） 福本義人（演）     |            |
| 9月25日（金） 秋の特別編 | 懲役30日               | 三上博史 夏生ゆうな | 小日向文世 浅野和之 松重豊 手塚とおる | 小日向文世 浅野和之 松重豊 手塚とおる | 共同テレビ 鈴木勝秀（脚） 小椋久雄（演）     |            |
| 9月25日（金） 秋の特別編 | ホーム、スィートホーム | 江口洋介 郷田ほづみ | 益田圭太 原田貴和子 佐藤秀行          | 益田圭太 原田貴和子 佐藤秀行          | 共同テレビ 長塚圭史（脚） 西谷弘（演）       |            |

## 1999年
| 放送日時                 | タイトル       | 主演 準主演         | その他の出演者                         | その他の出演者                         | 制作会社 スタッフ                        | 原作・原案                  |
| 3月31日（水） 春の特別編 | パパラッチ     | 木村拓哉 川合千春   | 小沢和義 緒沢凛 郷里大輔 （声） 陰山泰 | 小沢和義 緒沢凛 郷里大輔 （声） 陰山泰 | 共同テレビ 田辺満（脚） 星護（演）       | 中村樹基 「パパラッチ」     |
| 3月31日（水） 春の特別編 | 親切成金       | 萩原聖人 伊藤裕子   | 甲本雅裕 田村貴彦 高橋亜実             | 甲本雅裕 田村貴彦 高橋亜実             | 共同テレビ 大野敏哉（脚） 高丸雅隆（演） |                             |
| 3月31日（水） 春の特別編 | のぞみ、西へ   | 中嶋朋子 鈴木一真   | 東恵美子 南方英二                      | 東恵美子 南方英二                      | ROBOT 小山薫堂（脚） 李闘士男（演）      |                             |
| 3月31日（水） 春の特別編 | 協力者         | 永作博美 林泰文     | 佐戸井けん太 貴山侑哉 NARUKO           | 佐戸井けん太 貴山侑哉 NARUKO           | 共同テレビ 鈴木勝秀（脚） 小椋久雄（演） |                             |
| 3月31日（水） 春の特別編 | 時間のない街   | 渡辺謙 山口香緒里   | 石丸謙二郎                             | 石丸謙二郎                             | 共同テレビ 高山直也（脚） 西谷弘（演）   | 渡辺浩弐 「保存状態」       |
| 9月27日（月） 秋の特別編 | モザイク       | 江角マキコ 八嶋智人 | 長谷川朝晴 下川辰平 宮藤官九郎         | 市川勇 佐戸井けん太                    | 共同テレビ 鈴木勝秀（脚） 土方政人（演） |                             |
| 9月27日（月） 秋の特別編 | マニュアル警察 | 玉置浩二 近藤芳正   | 高杉亘 浅野和之 秋山菜津子             | 山口もえ 横山あきお 石田太郎           | 共同テレビ 秦建日子（脚） 村上正典（演） | 東野圭吾 「マニュアル警察」 |
| 9月27日（月） 秋の特別編 | 逆男           | 田中直樹 奥貫薫     | 伊藤高史 勝部演之 中島陽子             | 久保晶 渋谷亜希                        | 共同テレビ 越智真人（脚） 小椋久雄（演） |                             |
| 9月27日（月） 秋の特別編 | 私は、女優     | 菅野美穂 中村俊介   | 大杉漣 深浦加奈子 京晋佑 田中要次      | 大杉漣 深浦加奈子 京晋佑 田中要次      | 共同テレビ 落合正幸（脚・演）            |                             |
| 9月27日（月） 秋の特別編 | 和服の少女     | 保坂尚輝 浅香唯     | 円城寺あや 菊池均也 菅野莉央 須永慶    | 円城寺あや 菊池均也 菅野莉央 須永慶    | 共同テレビ 高山直也（脚） 河野圭太（演） |                             |

## 2000年
| 放送日時                       | タイトル           | 主演 準主演                     | その他の出演者                                              | 制作会社 スタッフ                                                                              | 原作・原案                |
| 3月27日（月） 春の特別編       | 銃男               | 草彅剛 小日向文世               | 今井陽子 遠山俊也 ト字たかお 来栖あつこ 新井量大            | 共同テレビ 越智真人（脚） 村上正典（演）                                                       |                           |
| 3月27日（月） 春の特別編       | 記憶リセット       | 中山秀征 戸田菜穂               | 川津春 篠井英介 青木伸輔                                    | 共同テレビ 相沢友子（脚） 西谷弘（演）                                                         | 渡辺浩弐 「別れる方法」   |
| 3月27日（月） 春の特別編       | 奇数               | 柳葉敏郎 渡辺由紀               | 大河内浩 竹沢一馬 山崎一 羽野晶紀                           | 東映 杉本達（脚・監）                                                                          | 斎藤肇 「奇数」           |
| 3月27日（月） 春の特別編       | 冷やす女           | 水野美紀 辻仁成                 | 高田宏太郎 高月忠 山本恵美子                                | 東映 豊川悦司（脚・監）                                                                        |                           |
| 3月27日（月） 春の特別編       | 最期の瞬間         | 伊東四朗 島かおり               | 飯田基祐 水沢螢 浅野和之 須永慶                             | 共同テレビ 野尻靖之（脚） 落合正幸（脚・演）                                                   |                           |
| 10月4日（水） 秋の特別編       | 断定男             | ユースケ・サンタマリア 黒坂真美 | 北見敏之 伊藤俊人 ト字たかお 久保晶 青木和代 金田明夫       | 共同テレビ 越智真人（脚） 土方政人（演）                                                       |                           |
| 10月4日（水） 秋の特別編       | 発電課長           | 角野卓造 岸博之                 | 山崎海童 正名僕蔵 円城寺あや 江良潤 六角精児 まいど豊       | 共同テレビ 大野敏哉（脚） 小椋久雄（演）                                                       | 八百板洋朗 （原案）       |
| 10月4日（水） 秋の特別編       | よう、鈴木!        | 陣内孝則 戸田恵子               | 近藤芳正 梅野泰靖 温水洋一 宮地雅子 小林すすむ 蛍原徹       | 共同テレビ 福島三郎（脚） 平野眞（演）                                                         |                           |
| 10月4日（水） 秋の特別編       | バーゲンハンター   | 松下由樹 吉行和子               | 伊佐山ひろ子 近江谷太朗 政井マヤ                            | アミューズ 田中一彦（脚） 平岡秀章（脚） 李闘士男（演）                                        |                           |
| 10月4日（水） 秋の特別編       | さとるの化物       | 沢村一樹 林隆三                 | 矢田亜希子 中村麻美 中村育二                                | 共同テレビ 落合正幸（脚・演）                                                                  | 小松左京 「さとるの化物」 |
| 11月3日（金・祝） 映画の特別編 | 雪山               | 矢田亜希子 鈴木一真             | 大杉漣 中村麻美 宝田明                                      | フジテレビ 東映 ポニーキャニオン IMAGICA 共同テレビ 日活 鈴木勝秀（脚） 落合正幸（脚・監・演） |                           |
| 11月3日（金・祝） 映画の特別編 | 携帯忠臣蔵         | 中井貴一 奥菜恵                 | 戸田恵子 八嶋智人 勝地涼                                    | フジテレビ 東映 ポニーキャニオン IMAGICA 共同テレビ 日活 君塚良一（脚） 鈴木雅之（監・演）     | 清水義範 「識者の意見」   |
| 11月3日（金・祝） 映画の特別編 | チェス             | 武田真治 石橋蓮司               | 甲本雅裕 岡元夕紀子 吉田朝                                  | フジテレビ 東映 ポニーキャニオン IMAGICA 共同テレビ 日活 中村樹基（脚） 星護（脚・監・演）     |                           |
| 11月3日（金・祝） 映画の特別編 | 結婚シミュレーター | 稲森いずみ 柏原崇               | 茅島成美 高樹沙耶 浅野和之 北村有起哉 小西真奈美 郷田ほづみ | フジテレビ 東映 ポニーキャニオン IMAGICA 共同テレビ 日活 相沢友子（脚） 小椋久雄（監・演）     |                           |

## 2001年
| 放送日時                                 | タイトル                    | 主演 準主演                | その他の出演者                        | その他の出演者                        | 制作会社 スタッフ                            | 原作・原案              |
| 1月1日（月・祝） SMAPの特別編            | エキストラ                  | 香取慎吾 矢田亜希子        | 河原さぶ 岡田義徳 田中要次            | 陰山泰 田村たがめ                     | 共同テレビ 中村樹基（脚） 星護（演）         |                         |
| 1月1日（月・祝） SMAPの特別編            | 13番目の客                  | 草彅剛 大杉漣              | 並樹史朗 大河内浩 二瓶鮫一            | 並樹史朗 大河内浩 二瓶鮫一            | 共同テレビ 深谷仁一（脚） 落合正幸（脚・演） |                         |
| 1月1日（月・祝） SMAPの特別編            | BLACK ROOM                  | 木村拓哉 樹木希林          | 志賀廣太郎 我修院達也 松井蘭丸        | 志賀廣太郎 我修院達也 松井蘭丸        | 東北新社 石井克人（脚・演）                  |                         |
| 1月1日（月・祝） SMAPの特別編            | 僕は旅をする                | 稲垣吾郎 桜井幸子          | 寺田農 田島令子 銀粉蝶                | 泉澤祐希 塩屋俊                       | 共同テレビ 佐藤嗣麻子（脚・演）              | 今市子 「僕は旅をする」 |
| 1月1日（月・祝） SMAPの特別編            | オトナ受験                  | 中居正広 広末涼子          | 近藤芳正 山田明郷 六角精児            | 野中功 広岡由里子 平岩紙              | 共同テレビ 大野敏哉（脚） 河毛俊作（演）     | 星野光浩 「大人免許」   |
| 4月5日（木） 春の特別編                  | 友達登録                    | 深田恭子 山口リエ          | 加賀野泉 浅見れいな 林知花 田中要次   | 加賀野泉 浅見れいな 林知花 田中要次   | 共同テレビ 大野敏哉（脚） 木下高男（演）     |                         |
| 4月5日（木） 春の特別編                  | 株式男                      | 市川染五郎 梅宮万紗子      | 伊藤正之 深浦加奈子 國村隼 久保晶     | 伊藤正之 深浦加奈子 國村隼 久保晶     | 共同テレビ 高山直也（脚） 河野圭太（演）     |                         |
| 4月5日（木） 春の特別編                  | 太平洋は燃えているか?       | 川岡大次郎 草野康太        | 大高洋夫 石田太郎 陰山泰              | 市川勇 清水綋治                       | 共同テレビ 中村樹基（脚） 星護（演）         |                         |
| 4月5日（木） 春の特別編                  | 心臓の想い出                | 羽田美智子 沢村一樹        | 大森暁美 あめくみちこ 小木茂光        | 大森暁美 あめくみちこ 小木茂光        | 共同テレビ 落合正幸（脚・演）                |                         |
| 4月5日（木） 春の特別編                  | 厭な子供                    | 小日向文世 森口瑤子        | 大川浩樹 永田祐子 栗田真由子          | 大川浩樹 永田祐子 栗田真由子          | 共同テレビ 鈴木勝秀（脚） 佐藤祐市（演）     | 京極夏彦 「厭な子供」   |
| 10月4日（木） （再:12月30日） 秋の特別編 | ドラマティック シンドローム | 優香 石黒賢                | 山西道広 川村亜紀 ト字たかお 星野亜希 | 山西道広 川村亜紀 ト字たかお 星野亜希 | 共同テレビ 旺季志ずか（脚） 土方政人（演）   |                         |
| 10月4日（木） （再:12月30日） 秋の特別編 | 仇討ちショー                | 中谷美紀 高杉亘            | 佐渡稔 菊池均也 升毅 中田譲治         | 佐渡稔 菊池均也 升毅 中田譲治         | 共同テレビ 中村樹基（脚） 星護（演）         |                         |
| 10月4日（木） （再:12月30日） 秋の特別編 | おばあちゃん                | 柊瑠美 草村礼子 片平なぎさ | 深浦加奈子 樋渡真司 山崎一            | 深浦加奈子 樋渡真司 山崎一            | 共同テレビ 落合正幸（脚・演）                |                         |
| 10月4日（木） （再:12月30日） 秋の特別編 | 奇跡の女                    | 観月ありさ 奥貫薫          | 大平奈津美 矢沢幸治 島津健太郎 塩屋俊 | 大平奈津美 矢沢幸治 島津健太郎 塩屋俊 | 共同テレビ 中村樹基（脚） 西谷弘（演）       |                         |
| 10月4日（木） （再:12月30日） 秋の特別編 | ママ新発売!                 | ともさかりえ 麻生祐未      | YOU 山口智充 宮藤官九郎 千野志麻      | Rolly 内海賢二（声） 滝口順平（声）   | 東北新社 中島哲也（脚・監）                  | 中島哲也 （原作）       |

## 2002年
| 放送日時                 | タイトル                          | 主演 準主演         | その他の出演者                          | その他の出演者                          | 制作会社 スタッフ                          | 原作・原案                                     |
| 3月27日（水） 春の特別編 | 無視ゲーム                        | 内山理名 尾野真千子 | 永山たかし 宮川由起子 小田部麻美        | 永山たかし 宮川由起子 小田部麻美        | 共同テレビ 鈴木勝秀（脚） 李闘士男（演）   | 草上仁 「誰かいる」                            |
| 3月27日（水） 春の特別編 | おかしなまち                      | 柳葉敏郎 佐藤正宏   | 徳井優 菊池均也 田鍋謙一郎 森康子       | 徳井優 菊池均也 田鍋謙一郎 森康子       | 共同テレビ 勝栄（脚） 松田秀知（演）       |                                                |
| 3月27日（水） 春の特別編 | トカゲのしっぽ                    | 柏原崇 岡元夕紀子   | 大高洋夫 牧口元美 清水綋治              | 大高洋夫 牧口元美 清水綋治              | 共同テレビ 中村樹基（脚） 星護（脚・演）   |                                                |
| 3月27日（水） 春の特別編 | 夜汽車の男                        | 大杉漣              | 小林隆 小原雅人 池津祥子 正名僕蔵       | 小林隆 小原雅人 池津祥子 正名僕蔵       | 共同テレビ 橋部敦子（脚） 鈴木雅之（演）   | 泉昌之 「夜行」                                |
| 3月27日（水） 春の特別編 | マンホール                        | 香川照之 江守徹     | 水島かおり 荒川良々 本田博太郎 森下哲夫 | 水島かおり 荒川良々 本田博太郎 森下哲夫 | 東北新社 山内健司（演）                    |                                                |
| 10月3日（木） 秋の特別編 | 採用試験                          | 深田恭子            | 板谷由夏 斎藤歩 志賀廣太郎              | 森康子 大野真緒 山中崇史                | 共同テレビ 武井彩（脚） 小林義則（演）     |                                                |
| 10月3日（木） 秋の特別編 | 知らなすぎた男                    | 佐藤浩市 叶美香     | 広田レオナ 片桐はいり 皆川猿時          | 遠山俊也 山谷初男                       | 共同テレビ 旺季志ずか（脚） 河毛俊作（演） |                                                |
| 10月3日（木） 秋の特別編 | 連載小説                          | 木村佳乃 陰山泰     | 阿南健治 吉田朝 中根徹                  | 阿南健治 吉田朝 中根徹                  | 共同テレビ 武井彩（脚） 星護（演）         |                                                |
| 10月3日（木） 秋の特別編 | 声を聞かせて                      | 加藤晴彦 林原めぐみ | 市川実和子 松山幸次 俵木藤汰            | 市川実和子 松山幸次 俵木藤汰            | 共同テレビ 高山直也（脚） 植田泰史（演）   | 真崎かや 「声を聞かせて」                      |
| 10月3日（木） 秋の特別編 | 昨日の君は別の君 明日の私は別の私 | 藤原紀香 鶴見辰吾   | 辻香緒里 金子浩子 田中碧海              | 辻香緒里 金子浩子 田中碧海              | 共同テレビ 相沢友子（脚） 中江功（演）     | 山下和美 「昨日の君は別の君 明日の私は別の私」 |

## 2003年
| 放送日時                 | タイトル             | 主演 準主演         | その他の出演者                        | その他の出演者                        | 制作会社 スタッフ                            | 原作・原案                      |
| 3月24日（月） 春の特別編 | 顔を盗まれた         | 稲垣吾郎 國村隼     | 国分佐智子 菅原卓磨 天現寺竜          | 国分佐智子 菅原卓磨 天現寺竜          | 共同テレビ 鈴木勝秀（脚） 落合正幸（脚・演） |                                 |
| 3月24日（月） 春の特別編 | レンタル・ラブ       | 飯島直子 仲村トオル | 笘篠和馬 小谷公一郎 松村明            | 笘篠和馬 小谷公一郎 松村明            | 共同テレビ 大野敏哉（脚） 木下高男（演）     |                                 |
| 3月24日（月） 春の特別編 | 追いかけたい         | 京野ことみ 池内博之 | 新山千春 村上大樹 小村井利枝          | 新山千春 村上大樹 小村井利枝          | 共同テレビ 山浦雅大（脚） 植田泰史（演）     |                                 |
| 3月24日（月） 春の特別編 | 超税金対策殺人事件   | 西村雅彦 大塚寧々   | 勝村政信 伊原剛志 村上連              | 北川弘美 青山知可子                   | 共同テレビ 橋本裕志（脚） 村上正典（演）     | 東野圭吾 「超税金対策殺人事件」 |
| 3月24日（月） 春の特別編 | 影の国               | 桜井幸子 大杉漣     | 城戸裕次 長谷川達也                   | 城戸裕次 長谷川達也                   | 共同テレビ 落合正幸（脚・演）                | 小林泰三 「影の国」             |
| 9月18日（木） 秋の特別編 | 鍵                   | 江口洋介 郷田ほづみ | 浅見れいな 森下涼子 山中聡            | 浅見れいな 森下涼子 山中聡            | 共同テレビ 高山直也（脚） H.OGURA（演）      | 筒井康隆 「鍵」                 |
| 9月18日（木） 秋の特別編 | パーフェクトカップル | 矢田亜希子 江波杏子 | 春田純一 上田忠好 福島勝美            | 春田純一 上田忠好 福島勝美            | 共同テレビ 武井彩（脚） 武内英樹（演）       | 山田正紀 「ホームドラマ」       |
| 9月18日（木） 秋の特別編 | 遠すぎた男           | 中村獅童 井川遥     | 筒井康隆 半海一晃 永田めぐみ 向坂樹興 | 筒井康隆 半海一晃 永田めぐみ 向坂樹興 | 共同テレビ 田村孝裕（脚） H.OGURA（演）      |                                 |
| 9月18日（木） 秋の特別編 | 迷路                 | 谷原章介 高橋昌也   | 板谷由夏 吉田朝 東根作寿英            | 板谷由夏 吉田朝 東根作寿英            | 共同テレビ 中村樹基（脚） 星護（演）         |                                 |
| 9月18日（木） 秋の特別編 | 影が重なる時         | 八嶋智人 桜井幸子   | 大杉漣 大森南朋 山内菜々              | 天現寺竜 小林俊夫 遠藤みやこ          | 共同テレビ 落合正幸（脚・演）                | 小松左京 「影が重なる時」       |

## 2004年
| 放送日時                 | タイトル         | 主演 準主演         | その他の出演者                               | その他の出演者                        | 制作会社 スタッフ                                       | 原作・原案                    |
| 3月29日（月） 春の特別編 | 殺し屋ですのよ   | 観月ありさ 大倉孝二 | 皆川猿時 佐渡稔 山崎潤                       | 皆川猿時 佐渡稔 山崎潤                | 共同テレビ 小野沢美暁（脚） 小林義則（演）              | 星新一 「殺し屋ですのよ」     |
| 3月29日（月） 春の特別編 | 自分カウンセラー | 井ノ原快彦 陰山泰   |                                              |                                       | 共同テレビ 岡本貴也（脚） 木下高男（演）                | 渡辺浩弐 「自分カウンセラー」 |
| 3月29日（月） 春の特別編 | Be Silent        | 渡部篤郎 七瀬なつみ | 山田明郷                                     | 山田明郷                              | 共同テレビ 李正姫（脚） 土方政人（演）                  |                               |
| 3月29日（月） 春の特別編 | 誘い水           | 原田泰造            | 柏原収史 上野なつひ 遠山俊也 菊池均也        | 柏原収史 上野なつひ 遠山俊也 菊池均也 | 共同テレビ しらゆき徹（脚） 都築淳一（演）              |                               |
| 3月29日（月） 春の特別編 | サイゴノヒトトキ | 永作博美            | 塩見三省 朝倉伸二 小林隆 大方斐紗子 須賀健太 | 志賀廣太郎 宮田早苗 櫻庭博道 石井洋輔 | 共同テレビ 高山直也（脚） 山浦雅大（脚） 鈴木雅之（演） |                               |
| 9月20日（月） 秋の特別編 | 不幸せをあなたに | 篠原涼子 原田龍二   | 國村隼 岩崎ひろみ 長谷川朝晴 松澤一之        | 國村隼 岩崎ひろみ 長谷川朝晴 松澤一之 | 共同テレビ 旺季志ずか（脚） 都築淳一（演）              | 近藤史恵 「不幸せをどうぞ」   |
| 9月20日（月） 秋の特別編 | 空白の人         | 瀬戸朝香 山口香緒里 | 山下徹大                                     | 山下徹大                              | 共同テレビ 岡本貴也（脚） 植田泰史（演）                | 高山直也 （原案）             |
| 9月20日（月） 秋の特別編 | 地獄は満員       | 津川雅彦 美山加恋   | 浅野和之 松重豊 平沼紀久 向坂樹興            | 浅野和之 松重豊 平沼紀久 向坂樹興     | 共同テレビ 山浦雄大（脚） 福本義人（演）                |                               |
| 9月20日（月） 秋の特別編 | 過去からの日記   | 西島秀俊 蒼井優     | 菊池均也                                     | 菊池均也                              | 共同テレビ 大野敏哉（脚） 土方政人（演）                | 高橋徹郎 （原案）             |
| 9月20日（月） 秋の特別編 | あけてくれ       | 優香 石垣佑磨       | 井澤健 一戸奈未                              | 井澤健 一戸奈未                       | 共同テレビ 君塚良一（脚・演）                           | 松山ひろし 「あけてくれ」     |

## 2005年
| 放送日時                 | タイトル       | 主演 準主演                     | その他の出演者                                     | その他の出演者                                     | 制作会社 スタッフ                                         | 原作・原案                |
| 4月12日（火） 春の特別編 | 倦怠期特効薬   | ユースケ・サンタマリア 井上和香 | 田村たがめ 横山あきお 村上幸平 宝積有香 竹山メリー | 田村たがめ 横山あきお 村上幸平 宝積有香 竹山メリー | 共同テレビ 山浦雄大（脚） 佐藤久美子（脚） 植田泰史（演） |                           |
| 4月12日（火） 春の特別編 | 幻の少年       | 黒木瞳 永島敏行                 | 筒井真理子 武井証 吉川史樹                         | 筒井真理子 武井証 吉川史樹                         | 共同テレビ 牟田桂子（脚） 木下高男（演）                  |                           |
| 4月12日（火） 春の特別編 | あなたの物語   | 小西真奈美                      | 山中聡 藤澤恵麻 猫田直                             | 山中聡 藤澤恵麻 猫田直                             | 共同テレビ 小川みづき（脚） 都築淳一（演）                |                           |
| 4月12日（火） 春の特別編 | 美女缶         | 妻夫木聡 臼田あさ美             | 唯野未歩子 小沢喬 池田香織                         | 唯野未歩子 小沢喬 池田香織                         | 共同テレビ 筧昌也（脚・監・演）                           | 筧昌也 （原案）           |
| 4月12日（火） 春の特別編 | 密告ネット     | 鈴木杏 正名僕蔵                 | 黒川芽以 末永遥 悠城早矢 川口覚                    | 黒川芽以 末永遥 悠城早矢 川口覚                    | 共同テレビ 佐藤久美子（脚） 都築淳一（演）                |                           |
| 10月4日（火） 秋の特別編 | 8分間          | 坂口憲二 山崎一                 | 山田優 桜井聖 宮城奈美                             | 山田優 桜井聖 宮城奈美                             | 共同テレビ 佐藤久美子（脚） 都築淳一（演）                |                           |
| 10月4日（火） 秋の特別編 | 過去が届く午後 | 松田聖子 秋本奈緒美             | 布施博 石橋祐 佐々木征史 江頭由衣                  | 布施博 石橋祐 佐々木征史 江頭由衣                  | 共同テレビ 旺季志ずか（脚） 佐藤祐市（演）                | 唯川恵 「過去が届く午後」 |
| 10月4日（火） 秋の特別編 | 影武者         | 原田泰造 木村多江               | 山田明郷 谷口高史 及川綾                           | 林英世 川並時音                                    | 共同テレビ 飯田譲治（脚） 土方政人（演）                  | 手塚治虫 「最上殿始末」   |
| 10月4日（火） 秋の特別編 | ネカマな男     | 椎名桔平 森口瑤子               | 望月みさ 内藤トモヤ 松山尚子                       | 望月みさ 内藤トモヤ 松山尚子                       | 共同テレビ 小川みづき（脚） 植田泰史（演）                | 今邑彩 「穴二つ」         |
| 10月4日（火） 秋の特別編 | 越境           | 木村佳乃 佐々木蔵之介           | 塩見三省 吉田朝 奥田達士                           | 塩見三省 吉田朝 奥田達士                           | 共同テレビ 中村樹基（脚） 半澤律子（脚） 星護（演）       |                           |

## 2006年
| 放送日時                     | タイトル     | 主演 準主演             | その他の出演者                        | その他の出演者                        | 制作会社 スタッフ                            | 原作・原案            |
| 3月28日（火） 15周年の特別編 | リプレイ     | 伊藤淳史 池脇千鶴       | 田中哲司 戸田昌宏 天現寺竜            | 田中哲司 戸田昌宏 天現寺竜            | 共同テレビ 佐藤久美子（脚） 岩田和行（演）   |                       |
| 3月28日（火） 15周年の特別編 | 命火         | 長谷川京子 中村俊介     | 草村礼子 キムラ緑子 高橋しゅり        | 草村礼子 キムラ緑子 高橋しゅり        | 共同テレビ 高橋徹郎（脚） 村上正典（演）     |                       |
| 3月28日（火） 15周年の特別編 | 雨の訪問者   | ともさかりえ 岡田義徳   | 柳沢なな 佐戸井けん太 根本博成        | 柳沢なな 佐戸井けん太 根本博成        | 共同テレビ 大野敏哉（脚） 木下高男（演）     |                       |
| 3月28日（火） 15周年の特別編 | 奥さん屋さん | 佐野史郎 戸田菜穂       | 白井晃 伊藤正之 坂田聡                | 白井晃 伊藤正之 坂田聡                | 共同テレビ 羽場さゆり（脚） 松田秀知（演）   |                       |
| 3月28日（火） 15周年の特別編 | イマキヨさん | 松本潤 酒井敏也         | 高橋真唯 北村栄基 山崎海童            | 高橋真唯 北村栄基 山崎海童            | 共同テレビ 中島直俊（脚） 植田泰史（演）     |                       |
| 10月2日（月） 秋の特別編     | 鏡子さん     | 広末涼子 江波杏子       | 木場勝己 中村綾 栗田よう子 山下容莉枝 | 木場勝己 中村綾 栗田よう子 山下容莉枝 | 共同テレビ 中村樹基（脚） 木下高男（演）     |                       |
| 10月2日（月） 秋の特別編     | 部長OL       | 釈由美子 伊武雅刀       | 桜井聖 中根徹 加藤厚成                | 桜井聖 中根徹 加藤厚成                | 共同テレビ 小川みづき（脚） 佐藤源太（演）   | 小椋久雄 （原案）     |
| 10月2日（月） 秋の特別編     | 昨日公園     | 堂本光一 山崎樹範       | 原田夏希 荒井眞理子 堀越光貴          | 原田夏希 荒井眞理子 堀越光貴          | 共同テレビ 佐藤久美子（脚） 三木康一郎（演） | 朱川湊人 「昨日公園」 |
| 10月2日（月） 秋の特別編     | 猫が恩返し   | 内山理名 斉藤慶太       | 正名僕蔵 田口主将 鈴木修平            | 正名僕蔵 田口主将 鈴木修平            | 共同テレビ 高山直也（脚） 植田泰史（演）     | 山浦雅大 （原案）     |
| 10月2日（月） 秋の特別編     | 家族会議     | 田中美佐子 渡辺いっけい | 飯田基祐 室田恵里                     | 飯田基祐 室田恵里                     | 共同テレビ 保田良太（脚） 星田良子（演）     |                       |

## 2007年
| 放送日時                 | タイトル             | 主演 準主演                | その他の出演者                               | その他の出演者                             | 制作会社 スタッフ                                         | 原作・原案                                         |
| 3月26日（月） 春の特別編 | 才能玉               | 櫻井翔 平山あや            |                                              |                                            | 共同テレビ 大野敏哉（脚） 植田泰史（演）                  |                                                    |
| 3月26日（月） 春の特別編 | ヴァーチャルメモリー | 加藤あい 小木茂光          | 菊地均也 ヨシダ朝 松永京子                   | 菊地均也 ヨシダ朝 松永京子                 | 共同テレビ 高山直也（脚） 星護（演）                      |                                                    |
| 3月26日（月） 春の特別編 | 雰差値教育           | 永作博美 温水洋一          | 前田公輝                                     | 前田公輝                                   | 共同テレビ 小川みづき（脚） 森ハヤシ（脚） 佐藤源太（演） |                                                    |
| 3月26日（月） 春の特別編 | 午前2時のチャイム    | 椎名桔平 山口紗弥加        | 羽場裕一 坂田聡                              | 羽場裕一 坂田聡                            | 共同テレビ 長江俊和（脚・演）                             |                                                    |
| 3月26日（月） 春の特別編 | 回想電車             | 小日向文世 宮崎美子        | 金田明夫 山下容莉枝 前田真希                 | 金田明夫 山下容莉枝 前田真希               | 共同テレビ 田村孝裕（脚） 土方政人（演）                  | 赤川次郎 「回想電車」                              |
| 10月2日（火） 秋の特別編 | 未来同窓会           | 石原さとみ                 | 大高洋夫 田窪一世 伊藤正之 大島蓉子 中村久美 | 柳下大 竹内友哉 加藤翔平 向井伊希子 平田薫 | 共同テレビ ブラジリィー・アン・山田（脚） 松木創（演）    |                                                    |
| 10月2日（火） 秋の特別編 | カウントダウン       | 阿部サダヲ MEGUMI          | 皆川猿時 東根作寿英 ト字たかお 江口のりこ    | 浅利陽介 吉高由里子 沼崎悠                 | 共同テレビ 森ハヤシ（脚） 城宝秀則（演）                  | 樋口明雄 「カウントダウン」                        |
| 10月2日（火） 秋の特別編 | 自販機男             | 城島茂                     | 上原美佐 松浦佐和子 近江谷太朗               | 飯田孝男 富川一人 滝裕次郎                 | 共同テレビ 加藤公平 植田泰史（脚・演）                    | 肥谷圭介 加藤公平 「僕と、自販と、時々、オッサン」 |
| 10月2日（火） 秋の特別編 | ゴミ女               | 松下由樹 佐々木すみ江      | 甲本雅裕 菊池均也 須永慶                     | 甲本雅裕 菊池均也 須永慶                   | 共同テレビ 佐藤万里（脚） 岩田和行（演）                  | 柴田よしき 「隠されていたもの」                    |
| 10月2日（火） 秋の特別編 | 48%の恋              | 白石美帆 岡田義徳 西村雅彦 | 山下徹大 山﨑勝之 松本若菜                   | 山下徹大 山﨑勝之 松本若菜                 | 共同テレビ 相沢友子（脚） 村谷嘉則（演）                  |                                                    |

## 2008年
| 放送日時                     | タイトル                      | 主演 準主演                    | その他の出演者                                         | その他の出演者                             | 制作会社 スタッフ                                                       | 原作・原案                                     |
| 4月2日（水） 春の特別編      | さっきよりもいい人            | 伊藤英明 藤澤恵麻              | やべけんじ 宮田早苗 犬山イヌコ 梅宮万紗子              | やべけんじ 宮田早苗 犬山イヌコ 梅宮万紗子  | 共同テレビ 山岡潤平（脚） ブラジリィー・アン・山田（脚） 植田泰史（演） |                                                |
| 4月2日（水） 春の特別編      | これ……見て……                  | 戸田恵梨香 向井理              | 佐藤めぐみ 野口響 橘実里 佐藤仁美                      | 佐藤めぐみ 野口響 橘実里 佐藤仁美          | 共同テレビ 小川智子（脚） 杉本達（演）                                  |                                                |
| 4月2日（水） 春の特別編      | 日の出通り商店街 いきいきデー | 船越英一郎 本田博太郎          | 斉藤暁 秋山莉奈 筒井康隆 安居剣一郎                    | 春海四方 神尾佑 佐久間祐人 大門賢二        | 共同テレビ 西田大輔（脚） 石川淳一（演）                                | 中島らも 「日の出通り商店街 いきいきデー」     |
| 4月2日（水） 春の特別編      | 透き通った一日                | 北乃きい 於保佐代子 石丸謙二郎 | 鈴木浩介 吉瀬美智子                                    | 北村佳織 森富士夫                          | 共同テレビ 金杉弘子（脚） 岩田和行（演）                                | 赤川次郎 「透き通った一日」                    |
| 4月2日（水） 春の特別編      | フラッシュバック              | 堺雅人 羽田美智子              | いとうあいこ 近藤善揮 桂亜沙美                         | 芳賀優里亜 山口翔悟 伊澤柾樹               | 共同テレビ 半澤律子（脚） 都築淳一（演）                                | 渡辺浩弐                                       |
| 9月23日（火・祝） 秋の特別編 | ボディレンタル                | 内田有紀 吉行和子              | 水橋研二 今井朋彦 菅原永二                             | 水橋研二 今井朋彦 菅原永二                 | 共同テレビ 金杉弘子（脚） 植田泰史（演）                                | 戸田誠二 「ボディレンタル」                    |
| 9月23日（火・祝） 秋の特別編 | どつきどつかれて 生きるのさ   | 横山裕 山崎樹範                | 佐藤二朗 坂田利夫 西川のりお 井之上チャル 国木田かっぱ | 島田珠代 林英世 伊藤えん魔 水上保広 諏訪雅 | 共同テレビ 浜田秀哉（脚） 佐藤源太（演）                                | うめざわしゅん 「どつきどつかれて 生きるのさ」 |
| 9月23日（火・祝） 秋の特別編 | 死後婚                        | 深田恭子                       | 高橋ひとみ 須賀貴匡 神保共子 朝加真由美 比企理恵       | 国枝量平 与古田康夫 平良千春 江良潤 土田卓 | 共同テレビ 中村樹基（脚） 高丸雅隆（演）                                |                                                |
| 9月23日（火・祝） 秋の特別編 | 行列のできる刑事              | 平岡祐太 遠藤憲一              | 眞島秀和 橋本じゅん 内田慈 安井順平                    | 吉村実子 田中要次 高山都                   | 共同テレビ 小泉徳宏（脚・演）                                           | 小泉徳宏 （原作）                              |
| 9月23日（火・祝） 秋の特別編 | 推理タクシー                  | 谷原章介 佐野史郎              | 霧島れいか 長棟嘉道 藤本蜜                             | しんざまなぶ 柴田正和                      | 共同テレビ 古家和尚（脚） 土方政人（演）                                | 今邑彩 「家に着くまで」                        |

## 2009年
| 放送日時                     | タイトル             | 主演 準主演         | その他の出演者                               | その他の出演者                                     | 制作会社 スタッフ                            | 原作・原案                               |
| 3月29日（日） ラジオの特別編 | 逆誘拐犯             | 田中秀幸            | 鈴木真仁 伊藤かな恵 小原雅人                 | 鈴木真仁 伊藤かな恵 小原雅人                       | 春楠いさ虫（脚）                             |                                          |
| 3月29日（日） ラジオの特別編 | ロボットの夜         | 鈴木真仁            | 田中秀幸 小原雅人                            | 田中秀幸 小原雅人                                  |                                              | 中村樹基（原作） 柴崎明久（脚色）        |
| 3月29日（日） ラジオの特別編 | 親子FA宣言           | 小原雅人            | 鈴木真仁 宮崎寛務                            | 鈴木真仁 宮崎寛務                                  | 佐藤万里（脚）                               |                                          |
| 3月30日（月） 春の特別編     | 爆弾男のスイッチ     | 市原隼人 本郷奏多   | 阿部亮平 藤井美菜 高瀬友規奈                 | 佐々木瑶 青柳文太郎                                | 共同テレビ 武井彩（脚） 植田泰史（演）       | 石黒正数 「スイッチ」                    |
| 3月30日（月） 春の特別編     | 輪廻の村             | 伊東美咲 日向ななみ | 中根徹 飯田基祐 森下千里 山谷初男            | 林和義 今井和子 渡辺穣 芝崎昇                      | 共同テレビ 中村樹基（脚） 都築淳一（演）     |                                          |
| 3月30日（月） 春の特別編     | クイズ天国クイズ地獄 | 石原良純 遊井亮子   | 前田想太 岡田薫 清水理絵 杏さゆり            | 峯村リエ ぼれろ 松原陽子 金剛地武志 石丸謙二郎     | 共同テレビ 春楠いさ虫（脚） 城宝秀則（演）   |                                          |
| 3月30日（月） 春の特別編     | 真夜中の殺人者       | 相武紗季 鈴木亜美   | 山中崇 松山愛里 伴美奈子                     | 島津健太郎 三原伊織奈                              | 共同テレビ 佐藤久美子（脚） 岩田和行（演）   | 中井紀夫 「夜の殺人者」                  |
| 3月30日（月） 春の特別編     | ボランティア降臨     | 大竹しのぶ 高島礼子 | 伊藤正之 池田道枝 高橋賢人                   | 伊藤正之 池田道枝 高橋賢人                         | 共同テレビ 佐藤万里（脚） 河野圭太（演）     | 原宏一 「ボランティア降臨」              |
| 10月5日（月） 秋の特別編     | 検索する女           | 井上真央 松尾敏伸   | 松山愛里 近野成美                            | 大口兼悟 松尾諭                                    | 共同テレビ 酒井雅秋（脚） 吉田直樹（脚・演） | 吉田直樹 「合コン『彼の名は三宅亮→遼』」 |
| 10月5日（月） 秋の特別編     | 自殺者リサイクル法   | 生田斗真 りょう     | 遠藤要 光石研                                | 遠藤要 光石研                                      | 共同テレビ 黒岩勉（脚） 岩田和行（演）       |                                          |
| 10月5日（月） 秋の特別編     | 理想のスキヤキ       | 伊藤淳史 西村雅彦   | 岩佐真悠子 宮田早苗                          | 岩佐真悠子 宮田早苗                                | 共同テレビ 森ハヤシ（脚） 鈴木雅之（演）     | 泉昌之 「最後の晩餐」                    |
| 10月5日（月） 秋の特別編     | 呪い裁判             | 釈由美子 千葉雅子   | 小市慢太郎 前田愛 佐藤詩音 阿南敦子 建みさと | 細田よしひこ 国枝量平 小柳友貴美 飯田孝男 垣内彩未 | 共同テレビ 中村樹基（脚） 石川淳一（演）     |                                          |
| 10月5日（月） 秋の特別編     | 夢の検閲官           | 石坂浩二 紺野まひる | 嘉数一星 小林隆 菊池均也                     | 永田恵悟 佐野賢一 吉田晋一                         | 共同テレビ いずみ吉紘（脚） 土方政人（演）   | 筒井康隆 「夢の検閲官」                  |

## 2010年
| 放送日時                     | タイトル                   | 主演 準主演                          | その他の出演者 | 制作会社 スタッフ                                        | 原作・原案 コラボ作品                      |
| 4月4日（日） 人気番組競演編  | ニュースおじさん、ふたたび | 香里奈 唐十郎                        | 勝地涼 飯田基祐 趙珉和 大塚範一 高島彩（フジテレビアナウンサー） | フジテレビ・共同テレビ 保田良太（脚） 都築淳一（演）     | 大場惑 「ニュースおじさん」 めざましテレビ |
| 4月4日（日） 人気番組競演編  | ナデ様の指輪               | 塚地武雅（ドランクドラゴン）         | 鈴木拓（ドランクドラゴン） 西野亮廣（キングコング） 梶原雄太（キングコング） 秋山竜次（ロバート） 堤下敦（インパルス） 山本博（ロバート） 虻川美穂子（北陽） 伊藤さおり（北陽） 潮田玲子 板倉俊之（インパルス） 長谷川初範 佐々木すみ江 川島鈴遥 | フジテレビ・共同テレビ 大久保ともみ（脚） 佐藤源太（演） | はねるのトびら                             |
| 4月4日（日） 人気番組競演編  | もうひとりのオレ           | 藤本敏史（FUJIWARA） 今田耕司        | 原西孝幸(FUJIWARA) くまだまさし もう中学生 椿鬼奴 吉田サラダ（ものいい） 横山きよし（ものいい） 高橋克実 中村仁美（フジテレビアナウンサー） 池田一真（しずる） 村上純（しずる） 三島ゆたか 鈴木英一郎                                            | フジテレビ・共同テレビ 丸茂周（脚） 木下高男（演）       | 爆笑レッドカーペット                       |
| 4月4日（日） 人気番組競演編  | まる子と会える町           | 西田敏行 さくらももこ （声：TARAKO） | 三上哲 高見綾 大野百花 さくら一家 （声：屋良有作 一龍斎貞友 水谷優子 青野武 佐々木優子） | フジテレビ・共同テレビ 正岡謙一郎（脚） 小林義則（演）   | ちびまる子ちゃん                           |
| 4月4日（日） 人気番組競演編  | 台詞の神様                 | 三谷幸喜 柴咲コウ                    | 佐藤浩市 | フジテレビ・共同テレビ 三谷幸喜（脚） 河野圭太（演）     | わが家の歴史                               |
| 10月4日（月） 人気作家競演編 | 厭な扉                     | 江口洋介 笹野高史                    | 神尾佑 | 正岡謙一郎（脚） 佐藤祐市（演）                          | 京極夏彦 「厭な小説」                      |
| 10月4日（月） 人気作家競演編 | はじめの一歩               | 大野智 田中麗奈                      | 伊東四朗 遠藤憲一 | 金子茂樹（脚） 村上正典（演）                            | 万城目学による書き下ろし                   |
| 10月4日（月） 人気作家競演編 | 栞の恋                     | 堀北真希                             | 岸部一徳 竹財輝之助 比田勝憲人 澤田育子 | 坂元裕二（脚） 岩田和行（演）                            | 朱川湊人 「かたみ歌」                      |
| 10月4日（月） 人気作家競演編 | 殺意取扱説明書             | 玉木宏 塚本高史                      | 杏さゆり 野口かおる | 金子茂樹（脚） 山浦雅大（脚協） 植田泰史（演）           | 東野圭吾 「殺意取扱説明書」                |
| 10月4日（月） 人気作家競演編 | 燔祭                       | 広末涼子 香川照之                    | 飛鳥凛 中村倫也 | 橋本裕志（脚） 若松節朗（演）                            | 宮部みゆき 「燔祭」                        |

## 2011年
| 放送日時                           | タイトル         | 主演 準主演                  | その他の出演者                        | その他の出演者                        | 制作会社 スタッフ                 | 原作・原案                    |
| 5月14日（土） 21世紀21年目の特別編 | ドッキリチューブ | 坂口憲二 野波麻帆            | 弓削智久 蒼あんな・れいな             | 弓削智久 蒼あんな・れいな             | 正岡謙一郎（脚） 石川淳一（演）   | 小林泰三 「ドッキリチューブ」 |
| 5月14日（土） 21世紀21年目の特別編 | 分身             | 大森南朋 杏                  | 阿部進之介                            | 阿部進之介                            | 渡辺千穂（脚） 河毛俊作（演）     | 唯川恵 「分身」               |
| 5月14日（土） 21世紀21年目の特別編 | 通算             | 松平健 山本裕典              | マイケル富岡 柳憂怜 ゆうたろう 松尾翠 | マイケル富岡 柳憂怜 ゆうたろう 松尾翠 | ふじきみつ彦（脚） 佐藤源太（演） |                               |
| 5月14日（土） 21世紀21年目の特別編 | 缶けり           | 永作博美                     | 松尾諭 馬渕英俚可                     | 松尾諭 馬渕英俚可                     | 半澤律子（脚） 都築淳一（演）     |                               |
| 5月14日（土） 21世紀21年目の特別編 | PETS             | 谷村美月 国生さゆり 国仲涼子 | 石垣佑磨 山中崇                       | 石垣佑磨 山中崇                       | 筧昌也（脚・演）                  |                               |
| 11月26日（土） 秋の特別編          | 憑かれる         | 松下奈緒 中越典子            | 佐藤祐基                              | 佐藤祐基                              | 酒井雅秋（脚） 小林義則（演）     | 貫井徳郎 「憑かれる」         |
| 11月26日（土） 秋の特別編          | JANKEN           | 三浦春馬 石橋蓮司            | 中村ゆり 丸山智己 中村育二 俵木藤汰   | 津村知与支 盛隆二 石井智也 村松利史   | ふじきみつ彦（脚） 植田泰史（演） |                               |
| 11月26日（土） 秋の特別編          | ベビートークA錠  | 水川あさみ 平山浩行          | 内田春菊 中山誠也 吉田幸矢            | 内田春菊 中山誠也 吉田幸矢            | 小峯裕之（脚） 岩田和行（演）     |                               |
| 11月26日（土） 秋の特別編          | 耳かき           | 浅野忠信                     | 佐田真由美 阿南健治                   | 佐田真由美 阿南健治                   | 森ハヤシ（脚） 鈴木雅之（演）     | 泉昌之 「耳掘り」             |
| 11月26日（土） 秋の特別編          | いじめられっこ   | 志田未来 大後寿々花          | 指出瑞貴 西村優奈 梶原ひかり          | 森下哲夫 古澤裕介 海島雪              | 半澤律子（脚） 都築淳一（演）     | 永山驢馬 「時計じかけの天使」 |

## 2012年
| 放送日時                 | タイトル             | 主演 準主演                    | その他の出演者                                                    | その他の出演者                                                    | 制作会社 スタッフ                             | 原作・原案                        |
| 4月21日（土） 春の特別編 | スウィート・メモリー | 仲間由紀恵 永井大              | 鈴木一真 黒坂真美 イーちゃん（マリア）                            | 鈴木一真 黒坂真美 イーちゃん（マリア）                            | 正岡謙一郎（脚） 小林義則（演）               |                                   |
| 4月21日（土） 春の特別編 | 7歳になったら        | 鈴木福 ともさかりえ 川岡大次郎 | 久家心 浅見れいな ムロツヨシ                                      | 久家心 浅見れいな ムロツヨシ                                      | ふじきみつ彦（脚） 高丸雅隆（演）             |                                   |
| 4月21日（土） 春の特別編 | 家族（仮）           | 高橋克典 白石美帆              | 西川茉佑 松本若菜 八神蓮                                          | 西川茉佑 松本若菜 八神蓮                                          | 春名功武（脚） 佐藤源太（演）                 | 春名功武 「逆誘拐犯」             |
| 4月21日（土） 春の特別編 | 試着室               | 忽那汐里 石黒英雄 堀内敬子     | 高部あい                                                          | 高部あい                                                          | 小峯裕之（脚） 後藤庸介（演）                 |                                   |
| 4月21日（土） 春の特別編 | ワタ毛男             | 濱田岳 渡辺いっけい            | 上田耕一 藤澤恵麻 滝沢沙織 ムーディ勝山 なかやまきんに君 山﨑夕貴 | 上田耕一 藤澤恵麻 滝沢沙織 ムーディ勝山 なかやまきんに君 山﨑夕貴 | ブラジリィー・アン・山田（脚） 植田泰史（演） | 小田扉 「前夜祭」                 |
| 10月6日（土） 秋の特別編 | 心霊アプリ           | 大島優子 大東駿介              | 菊池均也 佐藤みゆき                                               | 菊池均也 佐藤みゆき                                               | 寺田敏雄（脚） 松木創（演）                   |                                   |
| 10月6日（土） 秋の特別編 | 来世不動産           | 高橋克実 バカリズム            |                                                                   |                                                                   | 升野英知（脚） 岩田和行（演）                 | 升野英知 「来世不動産」           |
| 10月6日（土） 秋の特別編 | 蛇口                 | 伊藤英明 森口瑤子              | 宮武祭 馬渕誉 一条龍之介                                          | 宮武祭 馬渕誉 一条龍之介                                          | 北川亜矢子（脚） 佐藤源太（演）               | 小池真理子 「蛇口」               |
| 10月6日（土） 秋の特別編 | 相席の恋人           | 倉科カナ 宇津井健 佐野和真     | 庄野崎謙                                                          | 庄野崎謙                                                          | 和田清人（脚） 高丸雅隆（演）                 |                                   |
| 10月6日（土） 秋の特別編 | ヘイトウイルス       | 草彅剛 森廉                    | 藤本泉 品川徹                                                     | 藤本泉 品川徹                                                     | 黒岩勉（脚） 落合正幸（演）                   | うめざわしゅん 「ヘイトウイルス」 |

## 2013年
| 放送日時                  | タイトル                 | 主演 準主演         | その他の出演者                                    | その他の出演者                                    | 制作会社 スタッフ                             | 原作・原案                            |
| 5月11日（土） 春の特別編  | 呪web                    | 佐々木希            | 田中幸太朗 佐津川愛美 長田成哉                    | 田中幸太朗 佐津川愛美 長田成哉                    | 小川真（脚） 松木創（演）                     |                                       |
| 5月11日（土） 春の特別編  | 石油が出た               | 丸山隆平 有村架純   | 中脇樹人 小須田康人 俵木藤汰 渡辺哲               | 中脇樹人 小須田康人 俵木藤汰 渡辺哲               | ブラジリィー・アン・山田（脚） 植田泰史（演） |                                       |
| 5月11日（土） 春の特別編  | AIRドクター              | 小栗旬              | 相島一之 原幹恵 宮田早苗 伊藤正之 平岩紙 小松和重 | 相島一之 原幹恵 宮田早苗 伊藤正之 平岩紙 小松和重 | 森ハヤシ（脚） 鈴木雅之（演）                 | 小田扉 「もどき」                     |
| 5月11日（土） 春の特別編  | 不死身の夫               | 檀れい 尾美としのり | 小林顕作 林正樹                                   | 小林顕作 林正樹                                   | 高山直也（脚） 石川淳一（演）                 |                                       |
| 5月11日（土） 春の特別編  | 階段の花子               | 徳井義実 大政絢     | 錦辺莉沙 岸田海音                                 | 錦辺莉沙 岸田海音                                 | 高山直也（脚） 木下高男（演）                 | 辻村深月 「踊り場の花子」             |
| 10月12日（土） 秋の特別編 | 0.03フレームの女         | 夏菜                | 宮田俊哉（Kis-My-Ft2） 遠野なぎこ                 | 宮田俊哉（Kis-My-Ft2） 遠野なぎこ                 | 北川亜矢子（脚） 松木創（演）                 | 小中千昭 「0.03フレームの女」         |
| 10月12日（土） 秋の特別編 | 水を預かる               | 香取慎吾            | 夏帆                                              | 夏帆                                              | 岡ひろみ（脚） 石井克人（演）                 | 淺川継太 「水を預かる」               |
| 10月12日（土） 秋の特別編 | 人間電子レンジ           | 志賀廣太郎          | 真野恵里菜                                        | 真野恵里菜                                        | 加藤公平（脚） 植田泰史（演）                 | 竹本友二 「人間電子レンジ」           |
| 10月12日（土） 秋の特別編 | 仮婚                     | 石原さとみ          | 北村有起哉 笠原秀幸 角田晃広                      | 北村有起哉 笠原秀幸 角田晃広                      | 和田清人（脚） 元村次宏（演）                 |                                       |
| 10月12日（土） 秋の特別編 | ある日、爆弾がおちてきて | 松坂桃李            | 黒木華                                            | 黒木華                                            | 和田清人（脚） 城宝秀則（演）                 | 古橋秀之 「ある日、爆弾がおちてきて」 |

## 2014年
| 放送日時                  | タイトル                   | 主演 準主演           | その他の出演者                                                                     | その他の出演者                                                                     | 制作会社 スタッフ             | 原作・原案                                      |
| 4月5日（土） 春の特別編   | ニートな彼とキュートな彼女 | 玉森裕太 木村文乃     |                                                                                    |                                                                                    | 小澤俊介（脚） 高丸雅隆（演） | わかつきひかる 「ニートな彼とキュートな彼女」   |
| 4月5日（土） 春の特別編   | 墓友                       | 渡辺えり 真野響子     | 円城寺あや よしのよしこ                                                            | 円城寺あや よしのよしこ                                                            | 吉井三奈子（脚） 松木創（演） |                                                 |
| 4月5日（土） 春の特別編   | 空想少女                   | 能年玲奈              | 飯豊まりえ 入江甚儀 ミッキー・カーチス 伊藤幸純                                    | 飯豊まりえ 入江甚儀 ミッキー・カーチス 伊藤幸純                                    | 向田邦彦（脚） 植田泰史（演） | おかもと（仮） 「空想少女は悶絶中」             |
| 4月5日（土） 春の特別編   | ラスト・シネマ             | 榮倉奈々              | 金子ノブアキ きたろう                                                              | 金子ノブアキ きたろう                                                              | 小峯裕之（脚） 山内大典（演） |                                                 |
| 4月5日（土） 春の特別編   | 復讐病棟                   | 藤木直人 赤井英和     |                                                                                    |                                                                                    | 高山直也（脚） 石川淳一（演） | 清水義範「復讐病棟」                            |
| 10月18日（土） 秋の特別編 | サプライズ                 | 多部未華子            | 馬場徹 藤井美菜 加治将樹 津村知与支 宮田早苗 渡辺桂子 森富士夫                     | 馬場徹 藤井美菜 加治将樹 津村知与支 宮田早苗 渡辺桂子 森富士夫                     | 守口悠介（脚） 松木創（演）   |                                                 |
| 10月18日（土） 秋の特別編 | 走る取的                   | 仲村トオル            | 音尾琢真 水沼天孝                                                                  | 音尾琢真 水沼天孝                                                                  | 高山直也（脚） 岩田和行（演） | 筒井康隆 「走る取的」                           |
| 10月18日（土） 秋の特別編 | 未来ドロボウ               | 吉田鋼太郎 神木隆之介 | 東根作寿英 大原櫻子 阿南健治 舟木幸 碓井将大 笠井薫明 岸明日香 葉加瀬マイ 藤岡大樹 | 東根作寿英 大原櫻子 阿南健治 舟木幸 碓井将大 笠井薫明 岸明日香 葉加瀬マイ 藤岡大樹 | 大野敏哉（脚） 後藤庸介（演） | 藤子・F・不二雄 「未来ドロボウ」                |
| 10月18日（土） 秋の特別編 | 冷える                     | 若村麻由美            | 飯田基祐 大山蓮斗 内田慈 村松利史                                                  | 飯田基祐 大山蓮斗 内田慈 村松利史                                                  | 山岡潤平（脚） 村上正典（演） |                                                 |
| 10月18日（土） 秋の特別編 | ファナモ                   | 戸田恵梨香            | 平山浩行 平田満 橋本真実 緒沢あかり                                                | 平山浩行 平田満 橋本真実 緒沢あかり                                                | 前田司郎（脚）・（演）        | 前田司郎 「ウンコに代わる次世代排泄物ファナモ」 |

## 2015年
| 放送日時                                               | タイトル           | 主演 準主演                   | その他の出演者                         | その他の出演者                         | 制作会社 スタッフ                                    | 原作・原案 オリジナル作品                       |
| 4月11日（土） 25周年スペシャル・春〜人気漫画家共演編〜 | 面                 | 鈴木梨央                      | 袴田吉彦 霧島れいか 山岡愛姫 麿赤兒    | 袴田吉彦 霧島れいか 山岡愛姫 麿赤兒    | 高山直也（脚） 植田泰史（演）                        | 永井豪 「面」                                   |
| 4月11日（土） 25周年スペシャル・春〜人気漫画家共演編〜 | 地縛者             | 前田敦子                      | 田中圭 渡辺真起子                      | 田中圭 渡辺真起子                      | 田辺満（脚） 河野圭太（演）                          | 伊藤潤二 「地縛者」                             |
| 4月11日（土） 25周年スペシャル・春〜人気漫画家共演編〜 | ゴムゴムの男       | 阿部寛 ルフィ（声：田中真弓） | 北村有起哉                             | 北村有起哉                             | 神森万里江（脚） 木下高男（演）                      | 尾田栄一郎 集英社 フジテレビ 東映アニメーション |
| 4月11日（土） 25周年スペシャル・春〜人気漫画家共演編〜 | 蟲たちの家         | 長谷川京子                    | 板尾創路 入山法子 楳図かずお(特別出演) | 板尾創路 入山法子 楳図かずお(特別出演) | 高山直也（脚） 松木創（演）                          | 楳図かずお 「蟲たちの家」                       |
| 4月11日（土） 25周年スペシャル・春〜人気漫画家共演編〜 | 自分を信じた男     | 稲垣吾郎 手塚とおる           |                                        |                                        | ふじきみつ彦（脚） 城宝秀則（演）                    | 石川雅之 「自分を信じた男2」                    |
| 11月21日（土） 25周年記念! 秋の2週連続SP 傑作復活編    | 昨日公園           | 有村架純 福田麻由子           | 大和田健介                             | 大和田健介                             | 酒巻浩史（脚） 植田泰史（演）                        | 2006年10月2日放送 「昨日公園」                  |
| 11月21日（土） 25周年記念! 秋の2週連続SP 傑作復活編    | イマキヨさん       | 野村周平 酒井敏也             | 藤原令子 ヒデ                          | 藤原令子 ヒデ                          | 高丸雅隆（演） 中島直俊（脚）                        | 2006年3月28日放送 「イマキヨさん」              |
| 11月21日（土） 25周年記念! 秋の2週連続SP 傑作復活編    | ハイ・ヌーン       | 和田アキ子                    | 寺島進 六平直政                        | 寺島進 六平直政                        | 守口悠介（脚） 都築淳一（演）                        | 1992年6月11日放送 「ハイ・ヌーン」              |
| 11月21日（土） 25周年記念! 秋の2週連続SP 傑作復活編    | ズンドコベロンチョ | 藤木直人                      | 相島一之 GENKING 山田明郷              | 相島一之 GENKING 山田明郷              | 北川悦吏子（脚） ジェーン・スー（脚） 後藤庸介（演） | 1991年4月18日放送 「ズンドコベロンチョ」        |
| 11月21日（土） 25周年記念! 秋の2週連続SP 傑作復活編    | 思い出を売る男     | 木梨憲武                      | 西田尚美 今井朋彦 田中千空             | 西田尚美 今井朋彦 田中千空             | 本田隆朗（脚） 岩田和行（演）                        | 1994年10月10日放送 「思い出を売る男」           |
| 11月28日（土） 25周年記念! 秋の2週連続SP 映画監督編    | 箱                 | 竹内結子                      | 水橋研二 高橋一生 難波圭一             | 水橋研二 高橋一生 難波圭一             | 佐藤嗣麻子（脚・監）                                 |                                                 |
| 11月28日（土） 25周年記念! 秋の2週連続SP 映画監督編    | 幸せを運ぶ眼鏡     | 妻夫木聡 山本美月             | 橋本じゅん 古館寛治 日髙のり子         | 橋本じゅん 古館寛治 日髙のり子         | 宇山佳佑（脚） 本広克行（監）                        |                                                 |
| 11月28日（土） 25周年記念! 秋の2週連続SP 映画監督編    | 事故物件           | 中谷美紀                      | 新井美羽 高橋和也                      | 新井美羽 高橋和也                      | 加藤淳也（脚） 三宅隆太（脚） 中田秀夫（監）         |                                                 |
| 11月28日（土） 25周年記念! 秋の2週連続SP 映画監督編    | バツ               | 阿部サダヲ                    | ムロツヨシ 鈴木砂羽                    | ムロツヨシ 鈴木砂羽                    | 長谷川徹（脚） 山崎貴（脚・監）                      | 原田宗典 「×バツ」                              |
| 11月28日（土） 25周年記念! 秋の2週連続SP 映画監督編    | 嘘が生まれた日     | 満島真之介                    | 白洲迅 矢本悠馬                        | 白洲迅 矢本悠馬                        | 宇山佳佑（脚） 清水崇（監）                          | 渡辺優平 「ウソキヅキ」                         |

## 2016年
| 放送日時                 | タイトル         | 主演 準主演         | その他の出演者                             | その他の出演者                             | 制作会社 スタッフ               | 原作・原案 オリジナル作品 |
| 5月28日（土） 春の特別編 | 美人税           | 佐々木希            | 浦井健治 夏月 中村アン 杉本彩 キンタロー。 | 浦井健治 夏月 中村アン 杉本彩 キンタロー。 | 高山直也（脚） 西坂瑞城（演）   | 加藤公平 （原案）         |
| 5月28日（土） 春の特別編 | 夢みる機械       | 窪田正孝            | 石橋杏奈 すみれ 山路和弘 小野了 舟木幸     | 石橋杏奈 すみれ 山路和弘 小野了 舟木幸     | 高山直也（脚） 松木創（演）     | 諸星大二郎 「夢みる機械」 |
| 5月28日（土） 春の特別編 | 通いの軍隊       | 西島秀俊            | 中村優子 マギー                            | 中村優子 マギー                            | 徳尾浩司（脚） 佐藤祐市（演）   | 筒井康隆 「通いの軍隊」   |
| 5月28日（土） 春の特別編 | クイズのおっさん | 松重豊 高橋一生     | 藤本泉 福澤朗                              | 藤本泉 福澤朗                              | 宇山佳佑（脚） 石川淳一（演）   | 竹本友二 「おっさんの宴」 |
| 10月8日（土） 秋の特別編 |                  |                     |                                            |                                            |                                 |                           |
| シンクロニシティ         | 黒木メイサ       | 藤井美菜            | 藤井美菜                                   | 岡田道尚（脚） 岩田和行（演）              | 新津きよみ 「シンクロニシティ」 |                           |
| 貼られる!                | 成宮寛貴         | 三倉茉奈 渡辺哲     | 三倉茉奈 渡辺哲                            | 宇山佳佑（脚） 品田俊介（演）              | HERO 「レッテルのある教室」     |                           |
| 捨て魔の女               | 深田恭子         | 阿部純子 上野なつひ | 阿部純子 上野なつひ                        | 吉井三奈子（脚） 土方政人（演）            |                                 |                           |
| 車中の出来事             | 北村一輝         | 古川雄輝 杉本哲太   | 古川雄輝 杉本哲太                          | 森ハヤシ（脚） 植田泰史（演）              | 我孫子武丸 「車中の出来事」     |                           |

## 2017年
| 放送日時                                | タイトル               | 主演 準主演                      | その他の出演者                                                       | その他の出演者                                                       | 制作会社 スタッフ                   | 原作・原案 オリジナル作品           |
| 4月29日（土） 春の特別編                | 夢男                   | 中条あやみ This Man(声:玄田哲章) | 広田亮平 唐田えりか 杉野遥亮 村上新悟 筒井真理子 宇賀なつみ 中山貴雄 | 広田亮平 唐田えりか 杉野遥亮 村上新悟 筒井真理子 宇賀なつみ 中山貴雄 | いながききよたか（脚） 松木創（演） |                                     |
| 4月29日（土） 春の特別編                | 一本足りない           | 永作博美                         | 神尾佑 北香那 今井悠貴                                               | 神尾佑 北香那 今井悠貴                                               | 蛭田直美（脚） 小林義則（演）       |                                     |
| 4月29日（土） 春の特別編                | カメレオン俳優         | 菅田将暉                         | 塚地武雅 野宮カナエ 山崎紘菜 山中崇 峯村リエ 大和田伸也 平山浩行     | 塚地武雅 野宮カナエ 山崎紘菜 山中崇 峯村リエ 大和田伸也 平山浩行     | 黒岩勉（脚） 後藤庸介（演）         |                                     |
| 4月29日（土） 春の特別編                | 妻の記憶               | 遠藤憲一                         | 徳永えり 遠山俊也 原田美枝子                                         | 徳永えり 遠山俊也 原田美枝子                                         | 和田清人（脚） 河野圭太（演）       | 漫画『奇々怪々』より 『妻の記憶編』 |
| 10月9日 - 13日 （月 - 金） 深夜の特別編 | SON-TAKU               | 志尊淳                           | 山崎紘菜 諏訪雅 六角慎司 やす 並樹史郎                               | 山崎紘菜 諏訪雅 六角慎司 やす 並樹史郎                               | 伊達さん（脚） 後藤庸介（演）       |                                     |
| 10月14日（土） 秋の特別編               | 寺島                   | 吉岡里帆                         | 峯田和伸 大後寿々花 福田温子                                         | 峯田和伸 大後寿々花 福田温子                                         | 中村樹基（脚） 都築淳一（演）       | カサギヒロシ 「寺島」               |
| 10月14日（土） 秋の特別編               | フリースタイル母ちゃん | 中山美穂                         | 浅利陽介 高木星来 いとうせいこう 古舘寛治 松尾諭                     | 浅利陽介 高木星来 いとうせいこう 古舘寛治 松尾諭                     | 森ハヤシ（脚） 後藤庸介（演）       |                                     |
| 10月14日（土） 秋の特別編               | 運命探知機             | 岩田剛典                         | 石橋杏奈 浅香航大 玄理 丸山智己                                      | 石橋杏奈 浅香航大 玄理 丸山智己                                      | 三浦希紗（脚） 城宝秀則（演）       |                                     |
| 10月14日（土） 秋の特別編               | 夜の声                 | 藤原竜也                         | 飯豊まりえ 小市慢太郎                                                | 飯豊まりえ 小市慢太郎                                                | 松井周（脚） 河野圭太（演）         | 手塚治虫 「夜の声」                 |

## 2018年
| 放送日時                  | タイトル               | 主演 準主演 | その他の出演者                                                                                    | その他の出演者                                                                                    | 制作会社 スタッフ                             | 原作・原案 オリジナル作品                                              |
| 5月12日（土） 春の特別編  | フォロワー             | 白石麻衣    | 都丸紗也華 内藤トモヤ 川面千晶 佐伯大地                                                           | 都丸紗也華 内藤トモヤ 川面千晶 佐伯大地                                                           | 岡本貴也（脚） 山内大典（演）                 |                                                                        |
| 5月12日（土） 春の特別編  | 不倫警察               | 唐沢寿明    | 升毅 近藤公園 紺野まひる 立石凉子 筧美和子                                                        | 升毅 近藤公園 紺野まひる 立石凉子 筧美和子                                                        | ブラジリィー・アン・山田（脚） 佐藤祐市（演） |                                                                        |
| 5月12日（土） 春の特別編  | 明日へのワープ         | 三浦春馬    | 佐久間由衣 相島一之                                                                               | 佐久間由衣 相島一之                                                                               | 安江渡（脚） 植田泰史（演）                   | 小出もと貴 「アイリウム」                                              |
| 5月12日（土） 春の特別編  | 少年                   | 倉科カナ    | 健太郎 高村佳偉人                                                                                 | 健太郎 高村佳偉人                                                                                 | 橋部敦子（脚） 城宝秀則（演）                 |                                                                        |
| 11月10日（土） 秋の特別編 | 脱出不可               | 坂口健太郎  | 梶原ひかり ハマカワフミエ 山本南伊 カンタ（水溜りボンド）                                         | 梶原ひかり ハマカワフミエ 山本南伊 カンタ（水溜りボンド）                                         | 山岡潤平（脚） 都築淳一（演）                 | コヤナギシン（原案）                                                   |
| 11月10日（土） 秋の特別編 | あしたのあたし         | 国仲涼子    | 忍成修吾 森田涼花 渋谷謙人 トミー（水溜りボンド）                                                 | 忍成修吾 森田涼花 渋谷謙人 トミー（水溜りボンド）                                                 | 武井彩（脚）                                  | 赤松新（原案）                                                         |
| 11月10日（土） 秋の特別編 | 幽霊社員               | 佐野史郎    | 勝地涼                                                                                            | 勝地涼                                                                                            | 赤松新（脚） 星護（演）                       |                                                                        |
| 11月10日（土） 秋の特別編 | クリスマスの怪物       | 川栄李奈    | 本郷奏多                                                                                          | 本郷奏多                                                                                          | 和田清人（脚） 岩田和行（演）                 | 朱川湊人 「薄氷の日」 （集英社文庫『水銀虫』収録）                     |
| 11月10日（土） 秋の特別編 | マスマティックな夕暮れ | 玉城ティナ  | ジェシー(SixTONES) 田中樹(SixTONES) 松村北斗(SixTONES) 髙地優吾(SixTONES) やべきょうすけ 山村紅葉 | ジェシー(SixTONES) 田中樹(SixTONES) 松村北斗(SixTONES) 髙地優吾(SixTONES) やべきょうすけ 山村紅葉 | 上田誠（脚） 紙谷楓（演）                     | 「マスマティックな夕暮れ 」 原案:上田誠 監督:諏訪雅 （ヨーロッパ企画） |

## 2019年
| 放送日時                         | タイトル            | 主演 準主演                                              | その他の出演者                                           | その他の出演者                              | 制作会社 スタッフ                                                | 原作・原案 オリジナル作品 |
| 6月8日（土） 雨の特別編          |                     |                                                          |                                                          |                                             |                                                                  |                           |
| さかさま少女のためのピアノソナタ | 玉森裕太            | 黒島結菜 大内田悠平                                      | 黒島結菜 大内田悠平                                      | 皐月彩（脚） 岩田和行（演）                 | 北山猛邦 （講談社ノベルス 「千年図書館」所載）                   |                           |
| しらず森                         | 吉田羊              | 長谷川朝晴 髙橋來 平澤宏々路 広岡由里子 梨本謙次郎       | 長谷川朝晴 髙橋來 平澤宏々路 広岡由里子 梨本謙次郎       | 守口悠介（脚） 小林義則(演）                | 乾緑郎 「しらず森」 （集英社文庫「思いは満たされないまま」所収） |                           |
| 永遠のヒーロー                   | 郷ひろみ 上白石萌音 | 村杉蝉之介 神尾佑 森田甘路 木本夕貴                      | 村杉蝉之介 神尾佑 森田甘路 木本夕貴                      | ブラジリィー・アン・山田（脚） 紙谷楓（演） |                                                                  |                           |
| 人間の種                         | 木村文乃            | 粟野咲莉 山田杏奈 岡本玲 笠原秀幸                        | 粟野咲莉 山田杏奈 岡本玲 笠原秀幸                        | 嶋田うれ葉（脚） 河野圭太（演）             | （原案）山崎亮                                                   |                           |
| 大根侍                           | 浜辺美波            | 小手伸也 井上瑞稀 （HiHi Jets / ジャニーズJr.） 久保酎吉 | 小手伸也 井上瑞稀 （HiHi Jets / ジャニーズJr.） 久保酎吉 | 向田邦彦（脚） 植田泰史（演）               | 田丸雅智 「大根侍」 （出版芸術社 「夢巻」所載）                  |                           |
| 11月9日（土） 秋の特別編         |                     |                                                          |                                                          |                                             |                                                                  |                           |
| 鍋蓋                             | 杉咲花              | 石川恋 岩永徹也                                          | 石川恋 岩永徹也                                          | 赤松新（脚） 山内大典（演）                 |                                                                  |                           |
| 恋の記憶、止まらないで           | 斉藤由貴            | 利重剛 笹野鈴々音                                        | 利重剛 笹野鈴々音                                        | 諸橋隼人（脚） 岩田和行（演）               |                                                                  |                           |
| コールドスリープ                 | ムロツヨシ          | 長野蒼大 落合モトキ 柳ゆり菜 桜井聖                      | 長野蒼大 落合モトキ 柳ゆり菜 桜井聖                      | 山岡潤平（脚） 植田泰史（演）               | （原案）大崎翔                                                   |                           |
| ソロキャンプ                     | 板尾創路            | 日向丈 八角瑛子 小貫加恵                                 | 日向丈 八角瑛子 小貫加恵                                 | 諸橋隼人（脚） 横尾初喜（演）               |                                                                  |                           |
| 恵美論                           | 白石聖              | 山下航平                                                 | 山下航平                                                 | 向田邦彦（脚） 山内大典（演）               | （原案・脚本協力） 伊達さん                                      |                           |

## 2020年
| 放送日時                  | タイトル            | 主演 準主演                                    | その他の出演者                                 | その他の出演者                | 制作会社 スタッフ                     | 原作・原案 オリジナル作品 |
| ------------------------- | ------------------- | ---------------------------------------------- | ---------------------------------------------- | ----------------------------- | ------------------------------------- | ------------------------- |
| 7月11日（土） 夏の特別編  |                     |                                                |                                                |                               |                                       |                           |
| しみ                      | 広瀬アリス          | 宮川一朗太 山口香緒里 関めぐみ 隈部洋平 濱正悟 | 宮川一朗太 山口香緒里 関めぐみ 隈部洋平 濱正悟 | 諸橋隼人（脚） 植田泰史（演） |                                       |                           |
| 3つの願い                 | 伊藤英明            | 松角洋平 沢井美優 滝藤賢一                     | 松角洋平 沢井美優 滝藤賢一                     | 荒木哉仁（脚） 河野圭太（演） |                                       |                           |
| 燃えない親父              | 杏 松下洸平         | 森矢カンナ 山本道子 山田明郷 皆川猿時 三浦誠己 | 森矢カンナ 山本道子 山田明郷 皆川猿時 三浦誠己 | 坂本絵美（脚） 河野圭太（演） |                                       |                           |
| 配信者                    | 白洲迅              |                                                |                                                | 荒木哉仁（脚） 淵上正人（演） |                                       |                           |
| 11月14日（土） 秋の特別編 |                     |                                                |                                                |                               |                                       |                           |
| コインランドリー          | 濱田岳 岡崎紗絵     | コロッケ                                       | コロッケ                                       | 遠山絵梨香（脚） 松木創（演） | 鈴木祐斗 「ロッカールーム」           |                           |
| タテモトマサコ            | 大竹しのぶ 成海璃子 | 森高愛 小松和重 佐伯大地                       | 森高愛 小松和重 佐伯大地                       | 山岡潤平（脚） 小林義則（演） | 荒木哉仁（原案）                      |                           |
| イマジナリーフレンド      | 広瀬すず            | 堀内敬子 横田真悠 加藤英美里（声）             | 堀内敬子 横田真悠 加藤英美里（声）             | 荒木哉仁（脚） 植田泰史（演） |                                       |                           |
| アップデート家族          | 高橋克実 吉川愛     | 小貫加恵 葉月あや                              | 小貫加恵 葉月あや                              | 向田邦彦（脚） 北坊信一（演） | チョモランマ服部 「アップデート家族」 |                           |

## 2021年
| 放送日時                   | タイトル            | 主演 準主演                                                                   | その他の出演者                                                                | その他の出演者                | 制作会社 スタッフ                                                                                              | 原作・原案 オリジナル作品 |
| -------------------------- | ------------------- | ----------------------------------------------------------------------------- | ----------------------------------------------------------------------------- | ----------------------------- | --- | ------------------------- |
| 6月26日（土） 夏の特別編   |                     |                                                                               |                                                                               |                               | |                           |
| あと15秒で死ぬ             | 吉瀬美智子 梶裕貴   | 山口まゆ 赤間麻里子                                                           | 山口まゆ 赤間麻里子                                                           | 荒木哉仁（脚） 城宝秀則（演） | 榊林銘 「十五秒」                                                                                              |                           |
| 三途の川アウトレットパーク | 加藤シゲアキ        | 島崎遥香 潤浩 芋生悠 伊島空 野々村はなの 和成 橋沢進一 木村魚拓 原あや香      | 島崎遥香 潤浩 芋生悠 伊島空 野々村はなの 和成 橋沢進一 木村魚拓 原あや香      | 安江渡（脚） 植田泰史（演）   | 寺田浩晃 「三途の川アウトレットパーク」                                                                        |                           |
| デジャヴ                   | 上白石萌歌 鶴見辰吾 | 玄理 亜呂奈 高岩成二                                                          | 玄理 亜呂奈 高岩成二                                                          | 荒木哉仁（脚） 城宝秀則（演） | |                           |
| 成る                       | 又吉直樹            | 浅野和之 工藤美桜 綾野アリス 中崎花音 比佐廉 竹俣紅（フジテレビアナウンサー） | 浅野和之 工藤美桜 綾野アリス 中崎花音 比佐廉 竹俣紅（フジテレビアナウンサー） | 相馬光（脚） 植田泰史（演）   | |                           |
| 11月6日（土） 秋の特別編   |                     |                                                                               |                                                                               |                               | |                           |
| スキップ                   | 赤楚衛二            | 堀未央奈 坂口涼太郎 栁俊太郎 時任勇気                                         | 堀未央奈 坂口涼太郎 栁俊太郎 時任勇気                                         | 井上テテ（脚） 松木創（演）   | |                           |
| 優等生                     | 森七菜              | 奥平大兼 倉悠貴 オーイシマサヨシ                                              | 奥平大兼 倉悠貴 オーイシマサヨシ                                              | 坂本絵美（脚） 山内大典（演） | |                           |
| ふっかつのじゅもん         | 桐谷健太            | 野波麻帆                                                                      | 野波麻帆                                                                      | 畠山隼一（脚） 石川淳一（演） | 株式会社スクウェア・エニックス 「ドラゴンクエストII 悪霊の神々」 「ドラゴンクエストIII そして伝説へ…」（協力） |                           |
| 金の卵                     | 山口紗弥加          | 長谷川朝晴 小野莉奈                                                           | 長谷川朝晴 小野莉奈                                                           | 三輪江一（脚） 山内大典（演） | |                           |

## 2022年
| 放送日時                  | タイトル   | 主演 準主演                        | その他の出演者                     | その他の出演者                    | 制作会社 スタッフ                     | 原作・原案 オリジナル作品 |
| ------------------------- | ---------- | ---------------------------------- | ---------------------------------- | --------------------------------- | ------------------------------------- | ------------------------- |
| 6月18日（土） 夏の特別編  |            |                                    |                                    |                                   |                                       |                           |
| オトドケモノ              | 北山宏光   | 小島藤子 樋口日奈 綾田俊樹         | 小島藤子 樋口日奈 綾田俊樹         | 荒木哉仁（脚） 淵上正人（演）     | オクスツネハル 「オトドケモノ」       |                           |
| 何だかんだ銀座            | 有田哲平   | 東根作寿英 紺野まひる 岩田琉聖     | 東根作寿英 紺野まひる 岩田琉聖     | 相馬光（脚） 植田泰史（演）       | 村崎羯諦 「何だかんだ銀座」           |                           |
| メロディに乗せて          | 生田絵梨花 | 稲葉友 金剛地武志                  | 稲葉友 金剛地武志                  | 天本絵美（脚） 城宝秀則（演）     |                                       |                           |
| 電話をしてるふり          | 山本美月   | 森口瑤子 神尾佑 土佐和成           | 森口瑤子 神尾佑 土佐和成           | 天本絵（脚） 吉村慶介（演）       | バイク川崎バイク 「電話をしてるふり」 |                           |
| 11月12日（土） 秋の特別編 |            |                                    |                                    |                                   |                                       |                           |
| 元カレと三角関係          | 土屋太鳳   | 上杉柊平 木村昴                    | 上杉柊平 木村昴                    | いながわ亜美（脚） 水戸祐介（演） | Ququ 「元カレと三角関係」             |                           |
| コンシェルジュ            | 観月ありさ | 金子ノブアキ 池谷のぶえ 落井実結子 | 金子ノブアキ 池谷のぶえ 落井実結子 | 金子洋介（脚） 松木創（演）       |                                       |                           |
| わが様                    | 沢村一樹   | 荻野友里 佐藤遙灯 山田暖絆         | 荻野友里 佐藤遙灯 山田暖絆         | 保木本佳子（脚） 河野圭太（演）   |                                       |                           |
| ちょっと待った!           | 渡辺翔太   | 高田里穂                           | 高田里穂                           | 赤松新（脚） 植田泰史（演）       |                                       |                           |

## 2023年
| 放送日時                     | タイトル     | 主演 準主演                       | その他の出演者                    | その他の出演者                    | 制作会社 スタッフ                        | 原作・原案 オリジナル作品 |
| ---------------------------- | ------------ | --------------------------------- | --------------------------------- | --------------------------------- | ---------------------------------------- | ------------------------- |
| 6月17日（土） 夏の特別編     |              |                                   |                                   |                                   |                                          |                           |
| お姫様クラブ                 | 鈴木保奈美   | 奥田達士 栗原類 新津ちせ 松尾貴史 | 奥田達士 栗原類 新津ちせ 松尾貴史 | 荻安理紗（脚） 小林義則（演）     | 曽祢まさこ「お姫様クラブ」               |                           |
| 小林家ワンダーランド         | 中川大志     | 田口浩正 三石琴乃 篠崎愛 松崎未夢 | 田口浩正 三石琴乃 篠崎愛 松崎未夢 | 大久保ともみ（脚） 淵上正人（演） |                                          |                           |
| 視線                         | 池田エライザ | 醍醐虎汰朗 宮村優子               | 醍醐虎汰朗 宮村優子               | エバラコウキ（脚） 松木創（演）   |                                          |                           |
| 虹                           | 西畑大吾     | 井頭愛海 奥田瑛二                 | 井頭愛海 奥田瑛二                 | 町田一則（脚） 土方政人（演）     |                                          |                           |
| 11月11日（土） 秋の特別編    |              |                                   |                                   |                                   |                                          |                           |
| 永遠のふたり                 | 草彅剛       | 江口洋介 大西礼芳 姜暢雄 モロ師岡 | 江口洋介 大西礼芳 姜暢雄 モロ師岡 | 星護（脚・演）                    |                                          |                           |
| 地獄で冤罪                   | 北村一輝     | 花江夏樹 鈴之助                   | 花江夏樹 鈴之助                   | 辻野正樹（脚） 松木創（演）       |                                          |                           |
| 走馬灯のセトリは考えておいて | 西野七瀬     | 七海うらら 朝加真由美 利重剛      | 七海うらら 朝加真由美 利重剛      | 嶋田うれ葉（脚） 岩田和行（演）   | 柴田勝家「走馬灯のセトリは考えておいて」 |                           |
| トランジスタ技術の圧縮       | 溝端淳平     | 阿部亮平 福澤朗                   | 阿部亮平 福澤朗                   | 相馬光（脚） 岩田和行（演）       | 宮内悠介「トランジスタ技術の圧縮」       |                           |

## 2024年
| 放送日時                      | タイトル   | 主演 準主演                                | その他の出演者                             | その他の出演者                        | 制作会社 スタッフ               | 原作・原案 オリジナル作品 |
| ----------------------------- | ---------- | ------------------------------------------ | ------------------------------------------ | ------------------------------------- | ------------------------------- | ------------------------- |
| 6月8日（土） 夏の特別編       |            |                                            |                                            |                                       |                                 |                           |
| 友引村                        | 原菜乃華   | 水沢林太郎 丈太郎                          | 水沢林太郎 丈太郎                          | 遠藤大輔（脚） 小林義則（演）         |                                 |                           |
| 人類の宝                      | 高杉真宙   | 新納慎也 恒松祐里                          | 新納慎也 恒松祐里                          | 荒木哉仁（脚） 木下高男（演）         |                                 |                           |
| 週刊 元恋人を作る             | 髙橋ひかる | 竹財輝之助 富田鈴花                        | 竹財輝之助 富田鈴花                        | 横尾千智（脚） 植田泰史（演）         | 谷口菜津子「週刊 元恋人を作る」 |                           |
| 追憶の洋館                    | 若村麻由美 | ジェシー 山田明郷 山野海 池田朱那          | ジェシー 山田明郷 山野海 池田朱那          | 諸橋隼人（脚） 土方政人（演）         |                                 |                           |
| 12月14日（土） 冬の特別編     |            |                                            |                                            |                                       |                                 |                           |
| City Lives                    | 佐藤勝利   | 片山友希 板倉武志                          | 片山友希 板倉武志                          | 針谷大吾（脚・演） 小林洋介（脚・演） |                                 |                           |
| ああ祖国よ                    | 尾上松也   | 津田寛治 Fenix D'Joan                      | 津田寛治 Fenix D'Joan                      | 相馬光（脚） 植田泰史（演）           | 星新一「ああ祖国よ」            |                           |
| 第1回田中家父親オーディション | 田中卓志   | 池津祥子 藤本洸大 林芽亜里 堀井新太 森岡豊 | 池津祥子 藤本洸大 林芽亜里 堀井新太 森岡豊 | 原野吉弘（脚） 木下高男（演）         |                                 |                           |
| フリー                        | 清野菜名   | 細田善彦 福津健創                          | 細田善彦 福津健創                          | 荒木哉仁（脚） 紙谷楓（演）           |                                 |                           |

## 2025年
| 放送日時                       | タイトル               | 主演 準主演         | その他の出演者                    | その他の出演者                    | 制作会社 スタッフ                                    | 原作・原案      |
| 5月31日（土） 一夜限りの復活編 | BLACK ROOM             | 木村拓哉 樹木希林   | 志賀廣太郎 我修院達也 松井蘭丸    | 志賀廣太郎 我修院達也 松井蘭丸    | 東北新社 石井克人（脚・演）                          |                 |
| 5月31日（土） 一夜限りの復活編 | 夜汽車の男             | 大杉漣              | 小林隆 小原雅人 池津祥子 正名僕蔵 | 小林隆 小原雅人 池津祥子 正名僕蔵 | 共同テレビ 橋部敦子（脚） 鈴木雅之（演）             | 泉昌之 「夜行」 |
| 5月31日（土） 一夜限りの復活編 | ロッカー               | 織田裕二 段田安則   | 菅田俊 小形雄二 斉藤暁            | 大久保了 荒川修 匠恒明            | KANOX 橋本以蔵（脚） 土屋斗紀雄（脚） 瀧川治水（演） |                 |
| 5月31日（土） 一夜限りの復活編 | 美女缶                 | 妻夫木聡 臼田あさ美 | 唯野未歩子 小沢喬 池田香織        | 唯野未歩子 小沢喬 池田香織        | 共同テレビ 筧昌也（脚・監・演）                      | 筧昌也 （原案） |
| 5月31日（土） 一夜限りの復活編 | 恋の記憶、止まらないで | 斉藤由貴            | 利重剛 笹野鈴々音                 | 利重剛 笹野鈴々音                 | 諸橋隼人（脚） 岩田和行（演）                        |                 |

## アバンストーリー（超短編）
本編とは別に10秒から30秒程度（特別編では30秒から1分以上）の短編が本編が始まる前に放送された。また、初期の特別編、20周年・秋ではストーリーテラーのタモリ自身が出演していた。
この項ではシリーズ別に記述する。

### 第1シリーズから第2シリーズ
『世にも奇妙な物語』90年4月の第1シリーズから91年の第2シリーズの前期（1月から3月）まで放送されていた導入部。この時は視聴者を「奇妙な世界」へ誘うための役割を担い、「4つのモニター」「人差し指を当ててください」などの心理的なものや、「家族風景」「心電図」などのいわゆるドッキリ要素的なものも流されていた。しかしながら、91年4月（第2期・中期）からのオープニング変更（第2期（館の外観）OP）に伴い、同年4月から12月までは「名言・格言シリーズ」に構成変更した。また、タイトルは当初から示されていないため、放送されたアバンストーリーの内容に準じて明記している。
第1シリーズ（1990年4月 - 9月）
4つのモニター
「この4つのモニターのうち1つだけじっと見つめてください」のナレーション。4つのモニターをじっと見ていると、右から2番目のモニターが爆発する。
底なし沼
子供が白い床のところを歩いている。父が黒い床を絨毯だと思いそこに足を入れると沈んで餌食にされてしまう。そう、黒い部分は『底なし沼』だったのだ。
レストランのトイレ
あるレストランにて。男性客が「トイレ貸して」とウェイトレスに言うが「トイレは使用禁止です」と制止される。制止を無視した男性客はそのままトイレへ。心配になって様子を見に来たウェイトレスがトイレのドアを開けると、男性客がトイレに流されていた…。
台所
子供が金槌を持って母親のいる台所に来る。そして、おもむろに卵を作業台に置き「手伝ってあげる」と言って母親の制止を聞かずに持っていた金槌を振りかざすと、金槌が壊れる。見かねた母親が一言「だから言ったでしょう」。
人差し指を当ててください
「人差し指を当ててください」のナレーションのあと、テレビ画面の●の部分に人差し指を当てると血が滴ってくる。
時計
8時を指している時計。「あなたの時計は、正確ですか？」のナレーションのあと、秒針の速度が徐々に遅くなり、そのまま止まってしまう。
作品56「ボタン」
美術展に来た中年の男が、展示されている『作品56「ボタン」』を「押さないでください」の注意書きを無視して押すと突然、煙が出てくる。その煙が消えると男が「石膏像」になり、作品名が『作品57「ボタンを押す男」』に変わっていた…。
ドールハウス
子供たちがドールハウスで遊んでいると、突然、部屋全体が明るくなり、子供たちが見上げる。するとそこには「このドールハウスが欲しかったの」と喜んでいる巨大な少女が子供たちを見ていたのだった…。
2本のロウソク
回転している燭台に立てている火のついた2本の赤いロウソク。「きれいなロウソクだね…」のナレーションのあとにロウソクが重なった瞬間、何もない空間に重なった火が点き、「おや？」と困惑したナレーションが流れる。
家族風景
ある家族の団欒風景。父親がこちら（視聴者）側に気付き、続けて母親と娘が気付きこちらに近づく。すると、勉強していた息子が近づいてきて「あぁ、うるせぇ！」と言い、（家族側の）テレビのスイッチを消す。
心電図
「胸に手を当てて聞いてください」というナレーション。心電図をしばらく見ていると、突然「わっ！」と大声のナレーションが出る。すると、心電図が直線になると共に「ピー」と音が鳴ると同時に「あっ、ごめん」のナレーション。
エレベーター
『男』と『女』の表示が書かれた2台のエレベーター。男性社員が他の男性社員の制止を無視して『女』のエレベーターに乗る。目的の階に着き、エレベーターから出ると男性社員がなぜか「女性社員（OL）」の恰好になっていた。
壊れたコピー機
とある会社のオフィスにて。上司が女性社員に「資料」の拡大コピーを頼むが、「コピー機は故障中です」と女性社員は制止するが、その忠告を無視してコピーを取りに行かせる上司。すると、「故障してるって言ったじゃないですか」という野太い声で言う女性社員、その声を聴いた上司は驚く。コピー機の前には抱え座りしている巨大な女性社員が…そう拡大されたのは『資料』ではなく、『女性社員』だった。
第2シリーズ（1991年1月 - 3月）
真夜中の鏡
「真夜中に上弦の月が鏡に映ると、もう一人の貴方が映るそうです」のナレーション。中央にある鏡に映る美女の顔が次第にガイコツへ変化していく…
成人式の帰り道
成人式を終えた3人の女性。そのうちの一人はなぜかうっすらと光っている。その女性が神社の石段を上ると「死んだ娘（こ）の歳を数えると二十歳でした」と言う岸田今日子のナレーションが流れ、石段を上り切った女の子が消える。
頑丈な卵
3つの卵を台の上に置き、右から順番に金槌で割っていく。すると一番左の卵が頑丈で割れずに金槌が折れてしまう。
公衆電話
空港にて。出国前の外国人男性が公衆電話で恋人の女性に別れの電話をかけている。女性は「さようなら」と告げ、受話器越しにキスをする。男性が「元気でな」と受話器を置くと、男性の頬に「キスマーク」がついていた。
もう一度見せてよ！
仕事から帰ってきた女性がテレビをつけるとすでに『世にも奇妙な物語』のエンディングが流れている。落ち込んだ女性が「もう一度見せてよ！」とテレビ画面に向かって怒ると、エンディングから巻き戻されてそのままオープニングに。
面接
とある会社の面接にて。《何か違和感のある》2人の男性面接官が「本当にうちの会社で働きたいんだね？」と面接に来た女性に尋ね、「はい」と返事が来たあと、女性にコーヒーを勧める。すると、2人の首が入れ替わり、それを見た女性が驚いていると、2人は「どうかしたかね？」と尋ねる。
友人からの誘い
青年が『世にも奇妙な物語』を見ている最中に友人から誘いの電話がかかってくる。仕方なく出かけることにした青年がテレビを消すと、画面は真っ暗。
洗面台
いつもの朝の風景。男性が歯磨きをした後、鏡に向かって口臭チェックをする。男性が立ち去るが、鏡の中の男性が留まり鼻をつまんで「ウッ！」と嗚咽するジェスチャーをする。
タバコ
歩きタバコをしている若い男が階段に座っている老婆の前でタバコをポイ捨てをする。見かねた老婆がそのタバコを拾って、そのまま吸う。すると、若い男が『老人』に階段に座る老婆が『若い女』になった。
キャンドル
あるレストランにて。キャンドルの火に写真やタバコをかざしていくと、その形に切り取られていく。しばらくやっていると「無駄遣いしないでください」とウェイターに怒られる。
点かないマッチ
点かないマッチを必死で擦っている外国人男性。「ガッデム、マッチ！」と怒りながらマッチを擦ると勢いよく炎を上げ、男性の顔が火だるまに。

### 特別編
「特別編シリーズ」初期にはストーリーテラーのタモリ自身が出演するアバンストーリーが流されていた（ただし、94七夕と95冬は除く）。1995年1月放送の「冬の特別編」以降は冒頭のアバンストーリーは流されていなかったが、2010年10月放送の「20周年・秋」で久しぶりに流された。
'90秋の特別編
途中下車
電車内にいるタモリ、タモリがその回の概要を言い終えた後電車から出ると宇宙から地球へ真っ逆さまに落下する。
'91冬の特別編
新年の挨拶
紋付袴姿のタモリが自宅のリビングで「新年の挨拶」を撮り終えた後、妻に呼ばれて外に出ると、そこには一本枯れ木以外何もない原っぱが…「どうなってるんだ」とタモリがつぶやくと眩い光とともに巨大な『世にも奇妙な物語』のオブジェが目の前に現れる。それを見たタモリは「どうやら私は、『奇妙な世界』からやっぱり抜けられないようですね」と一言。
'92春の特別編
検問
とある国の検問所。そこに貼ってある「指名手配犯」のポスターにはタモリの写真が載っている。そこにパンク風の若者が乗った一台の車がやって来て、検問をパスする。車は人気のない場所に停まり、若者が顔の顎の部分に手をかけると、それは「変装マスク」であり、変装を解いていく中でダッシュボードに隠してあったサングラスをかけると、そこにはタモリが…そう、検問を抜けるために若者に「変装」していたのだった。そして「お久しぶりです」と告げ、テーマ曲が流れる中、「どこか」へと走り去っていった。
'92冬の特別編
カップルと家族
カップルと家族がテレビを見ている。しかし、チャンネルも変えられず、音声も無音のまま。その様子を映したモニターの隣にタモリが立っており、「これはとある国の実験で、互いが互いの様子をテレビの画面越しに見ていて…」と説明。つまり、彼らは気付かない間にお互いを見ていたのだった。その説明をするタモリが徐々に「戦争」の話をしだした途端に画面が切り替わり、『荒廃した世界』の中にある崩れた建物の真ん中に置いてあるモニターとそれを見ているチンパンジー。そう、このモニターに映るものもまた、互いの『世界』を見ていたのだった。
'93真夏の特別編
国境
越境しようとする「とある人物」をとらえるために国境付近で待ち伏せをしている警官たち。しかし、何者かに襲われて越境を許してしまう。襲われた警官たちの乗っていたパトカーの中にはあの「黒猫」が…そう、タモリが再び「この世界」に帰って来てしまった…。
'94冬の特別編
念写実験
「念写実験」を行っている女超能力者とそれを見守る男性研究員とテレビ局の取材クルーたち。「念写」が成功し、カメラから取り出した写真を見た女超能力者は怯え、様子がおかしいと感じた男性研究員はその写真を見て驚愕する。その「写真」には「歪んだタモリの顔」が映っていた…
'94秋の特別編
4つの電球
「この4つの電球のうち1つだけに気を集中してください」のナレーション。4つの電球をしばらく見ていると、右から2番目の電球が破裂する。
'95冬の特別編
醜い顔（トワイライトゾーンの同名エピソードが原型）
整形手術を終えた女性が包帯を取り手鏡を見ると、そこには美人になった自分の姿が。しかし、女性はなぜか号泣する。「失敗だ!」と叫ぶ医者たちだが、その顔は、「怪物」の顔だった…

### 15周年の特別編
山田祭り
山田という男性（阪田智晴）がある日の朝カレンダーを見ると、今日の日付の所に「山田・祭り」と書かれている。そして家の外には、たくさんの人が山田をはやし立てて迎えてくれた。山田は調子に乗って「俺が山田だ!」と言ったり、胴上げされたりするが、その後地面に落とされてボコボコに殴られる。カレンダーに書いてあったのは、実は「山田血祭り」（「・」を拡大してみると「血」という文字）だったのだ。
トイレっと（「レストランのトイレ」のリメイク）
急いでトイレに駆け込む男（田中要次）、しかしトイレは掃除中。清掃員のおばさん（山梨ハナ）は「トイレは使用禁止なの」と言うが男性は無視して「使用禁止」のトイレに入った。男が用を足したあとに洋式便所のレバーを回すと、突然トイレから悲鳴が…心配になって駆けつけた清掃員のおばさんは慌ててドアを開くと、男がトイレに流されているのを見てしまう…。
痛覚（「人差し指を当ててください」のリメイク）
「この黒い点に人差し指を当ててください」というナレーションの後に（視聴者側が）黒い点に指を当てると、そこから血が滴り落ちてくる。
運命の赤い糸（1991年2月21日放送の同名作品とは別物）
自分の小指に結ばれている運命の赤い糸が見える事に気付いた男性（片山怜雄）が、その赤い糸を追っていくと、糸の先は刑務所の中へ続いていた。刑務所への侵入を試みる男性だが、すぐ警察に捕まってしまう。その横を、赤い糸が結ばれた、今出所したところである女性（美嶋とも子）が立ち去っていった。
サイコキネシス（「4つのモニター」のリメイク）
4つの人形があり、じっと見つめると左から2番目の人形が爆発する。
リモコン
ビデオを見ている主婦・瑛子（大塚ちか）の前に、小学生の娘（野口真緒）が来たので画面が見えなくなった。見逃した部分を見ようと主婦がリモコンの巻き戻しボタンを押すと、娘が赤ちゃんになってしまった。慌てて早送りすると、今度は高校生ぐらいになってしまった。その後少し巻き戻しをして元に戻し、事無きを得た主婦は、このリモコンを美容に役立てる事にし、まず自分を若返らせた。そしてその後は、美容店を開き、女性を若返らせる商売を始めて大成功を収めた。
占い
運勢を見てもらっている女性（あさみ）に、占い師（山内奈央）が「あなたの一番身近な人に不幸が訪れます」と言う。次の瞬間、UFOが女性の目の前に墜落し、占い師が死んでしまった。
オセロ
5人がけの椅子に、左端に長髪の人物、その隣3つに3人のはげた人物が座っていた。そして右端の空いている椅子に別の長髪の人物が座ると、3人のはげた人物に髪が大量に生えた。
彼もまた
火事で逃げ惑う人々の中で、消火に駆けつけた消防士（井上康、阿部亮平）は全身緑色の人物が逃げるのを目撃する。ふと見ると、非常口のピクトグラムにある緑の人の絵がいなくなっていた。
横断歩道（「底なし沼」のリメイク）
横断歩道で遊ぶ子供達、偶然通りかかった子供・健二（吉川史樹）の祖父（鈴木泰明）が「何しているのか？」と尋ね、「探検している、黒いところは底なし沼」と言うが、祖父は「道で遊んではいけない」と注意しようとして黒い場所に足を踏み入れると、子供の目の前で祖父が底なし沼に引き込まれる。偶然通りかかった後ろの小学生も引き込まれ餌食にされた。

### 2006秋の特別編
超能力研究
男（まいど豊）がスプーンを念力で曲げようとしている。しかし、曲がらない。研究員に呆られながら念力を出し続ける男。しかし、窓の外では徐々に東京タワーが曲がっており、周囲の人々がパニックに陥っていた。
箱庭（「ドールハウス」のリメイク）
部屋の中にいる外国人の女の子。父親が彼女のためにドールハウスを買ってきたため彼女は喜んでドールハウスの屋根を持ち上げて中を見ていると突然彼女の家の天井が明るくなり、見知らぬ外国人の女の子が彼女たちを見ていた。
オブジェ（『作品56「ボタン」』のリメイク）
とある美術館。怪しげな男（溝口茂樹）が館内をうろうろしていると、「ボタン」という名のオブジェを見つける。そのオブジェに興味を持った男は「注意書き」を無視して「ボタン」を押すと、男の後にきたカップル（網野圭介、伊藤まゆ）がある作品に興味を持っていた。その作品は「ボタンを押す男」。さっきの男がそのまま石膏化してしまったのだった。
拡大コピー（「コピー機」のリメイク）
残業している課長（中野圭）とOL（鈴木舞花）、課長が「拡大コピー頼む」と言い資料をOLに渡す。OLはコピー機に向かったがコピー機は壊れていたため「コピー機壊れている」と言うが、課長は聞かずにOLにコピーをさせた。すると「やっぱりコピー機壊れている」と言うOLに何か言おうとした課長は驚愕。OLの身長が頭が天井に付くくらいに巨大化していた。「拡大」されたのは資料ではなくOLだったのだ。
20周年スペシャル・秋〜人気作家競演編〜
記念日
とある国の国道に停めてある1台の車、それには2人の男女が何やら話している。女が「今日は何の『記念日』か覚えてる？」と男に尋ねるが、男は覚えていないのか返答に困っている。そんな最中、地面が強く揺れだしたかと思えば、2人の乗る車の真横に巨大な隕石が落ちる。2人が車を降り隕石をみるとそれには『世にも奇妙な物語』の文字が書かれ、また、2人の元に足音が近づく。隕石に書かれた「文字」と謎の足音に慄く2人の目の前にタモリが現れて一言、「20周年の『奇妙な世界』へようこそ…」（ちなみにこの短編では「20周年」になぞらえて国道の標識（ルート○○）、車のカギについているキーホルダー、ドリンクホルダーに入っているドリンクのラベル、2人の記念日の年数のすべてに数字の『20』が振られている《ルート20や「2人が知り合って20年目」など》）

### '14秋の特別編
インターホン
部屋のインターホンが鳴り、画面を見る女性（ハマカワフミエ）。始めは何も映っていなかったが、突然白い服を着た髪の長い女（瑠衣夏）が映り、次第に画面に近付いてきて、最終的にはインターホンの画面から出てくる。女性は恐怖を感じて叫ぶが、髪の長い女はインターホンの画面に合わせたミニサイズだった。
シャドーボクシング
ロードワーク中の男（真剣佑）が立ち止まり、軽い柔軟運動をしていると、壁に映った彼の影はシャドーボクシングを始める。彼が影に向かって「もう終わった?」と声をかけると、影が壁から出てきて彼を殴り倒し、そのまま走り去っていった。
クリームソーダ
喫茶店で、男（猪野広樹）が女（岸井ゆきの）に浮気をしたことを謝る。その後、テーブルの上のクリームソーダを二人で飲み始めるが、最終的に女がストローで彼も一緒に吸い込んでしまった。
捨てられない女
自室に男（宇治清高）を招いた女（大久保佳代子）。部屋には色々なものが雑然と置かれていたが、それは女曰く「捨てられない」からだという。女がコーヒーカップを取ってくるために奥の部屋に行く。そして女が出てくると、その部屋には十数人の男がいた。
標識
酔っ払って千鳥足で歩くスーツの男性二人組（宮根誠司・宅間孝行）。傘を振り回していると、歩行者専用道路の標識に当たってしまう。彼らは酔っ払いながら標識の人型に謝りその場を立ち去るが、その後標識の男性の人型から大量に鼻血が噴き出る。男性の人型はハンカチで鼻血を拭き取り、再び子供の人型と手をつないだ。
25周年記念!秋の2週連続SP 傑作復活編
ががばば

### '16秋の特別編
ずっとトモダチ
LINEいじめがテーマ。いじめに耐えかねて自殺した女子高校生。LINEで友達登録していたりんながいじめっ子3人に復讐する。

### '17春の特別編
ノック
面接を前にして腹痛でトイレに駆け込んだスーツの男（渡邉剣）だったが、あいにく個室はどれも閉まっていた。1つ目のドアを2回ノックすると、2回ノックの音が、2つ目のドアを2回ノックすると、「入ってます。」と返事が返ってきた。最後のドアを3回ノックすると、「どうぞ。」と、返事が。不思議に思った男だったが、「失礼します。」と言って、個室の中に入って行った。
赤
「宇宙一赤いトマトジュース」のイメージキャラクターに起用されたカズ（カズレーザー）だったが、そのトマトジュースの赤さを見ているうちに気持ち悪くなってしまった。口紅、消火器、女子トイレの赤にも耐えられなくなった彼は男子トイレに駆け込み、自分の赤い服をも脱いでそのまま出てきたところ、カズの異変に気づいたなっちゃん（安藤なつ）が彼に近づいてきた。しかし彼女はトマトのキャラクターのコスプレをしていた。周りの赤から力の限り逃げるカズだったが、とうとう階段から転げ落ちて怪我をしてしまう。倒れ込んだ彼の眉間からは血が流れてきたが、その色は真っ青であった。
しりとり家族/しりとり家族ふたたび
一家団欒の食事中、会話の途中から突然しりとりが始まる村上家（父・茂樹：滝藤賢一、母・圭子：内山理名、娘・優奈：浜辺美波、息子・大樹：中川翼）の物語。彼らのしりとりにはテーマ毎の「縛り」があり、家族の中で一番しりとりが苦手な父が答えられず苦悩する。

### '17秋の特別編
写真
ナレーション（声:鈴木英一郎）とともに薄気味の悪い写真が出てくる。視聴者がナレーションの指示の従っていると……？（「視力検査」オチと「目の体操」オチの2パターンを放送）
交換
スマホアプリのSNOWを使い、互いの顔を交換して楽しんでいる寛太（松島聡）と泉（田中真琴）。突然寛太が泉に「ねぇ、マジのやつやっていい？」と持ちかけ泉は二つ返事で了承してしまう。そこへ偶然通りかかった友達（佐々木七海）が二人の顔を見て驚いた。二人は声はそのままに本当に顔が入れ替わってしまったのだ。
ががばば 新章
フジテレビを訪れる男。その目的は2年前に“ががばば”という言葉を検索した後、行方不明になった外村沙織のことを久慈暁子アナウンサーに聞くためだった。というのも、久慈は行方不明になった沙織に瓜ふたつ。男が沙織や“ががばば”のことを尋ねると、久慈は「やめてください！」と言って逃げ出してしまう。男は取り押さえようとする警備員を押しのけ、待っていた車に乗り込む。そこには、沙織の友達のエリと多香子、そしてなぜか刑事が待っていた。
ポニーテール
ミキ（大隣望鈴）と一緒に大学内を散策していたマイ（深川麻衣）。マイは「恋が叶う」という噂から髪型をポニーテールにしたのだが、突然そのポニーテールが後ろに引っ張られた。「もしかして恋？」と思い前に目を向けるとそこには学友の山田（西洋亮）が。山田がマイに気づき、向かってくるにつれてポニーテールは強く引っ張られ、しまいにはマイは「もう無理！」と叫びながら後ろに飛んでいってしまった。
女子力
ビルの屋上から落ちそうになったユキ（佐藤みゆき）の腕を片手で懸命に掴み、助けようとしている綾子（加藤綾子）。しかし、何故か二人はお互いが身につけている靴や服を褒め始める。その中でユキが綾子のネイルを褒めた時に、綾子は自分のネイルを見るために掴んでいた手を離してしまいユキはそのまま下へ落ちてしまった……。

### '18春の特別編
城後波駅
2018年3月25日に放送終了した『ポンキッキーズ』。ガチャピンとムックは慰安旅行に出かけたが、その道中でぱったりと姿を消してしまう。二人を探し出すドキュメンタリーを撮りたいと考えたディレクターの岸本（岡田義徳）は、元番組担当プロデューサー・武田（有馬自由）に失踪した二人の状況を聞き出し、二人が送ってきた最後の動画を見せてもらう。その動画でとある都市伝説について話していたガチャピンとムック。それは、“乗換案内アプリ”で駅名を“空欄”にしたまま“6月6日6時6分”という時刻を設定して検索すると“城後波駅”に連れて行かれ、二度と戻ってこられなくなるという噂。岸本は二人を探し出すべく二人が最後にいた現場、"久津々西駅"へと向かう。そこで同じように、“乗換案内アプリ”で駅名を“空欄”にし、“6月6日6時6分”と設定して検索した。すると目の前に、時刻表にない電車が現れた。